# Liste seemännischer Fachwörter (A bis M)
Dies ist eine Liste nautischer und seemännischer Fachausdrücke bzw. Fachbegriffe (neben Soziolekten auch umgangssprachliche Ausdrücke) nebst Erläuterung, die an Bord von see- und binnen-gängigen Schiffen benutzt werden (siehe auch Portal:Schifffahrt; es enthält ein Verzeichnis von Artikeln zum Thema Schifffahrt):
| Inhaltsverzeichnis A B C D E F G H I J K L M N O P Q R S T U V W X Y Z |

## A

Signalflagge – A

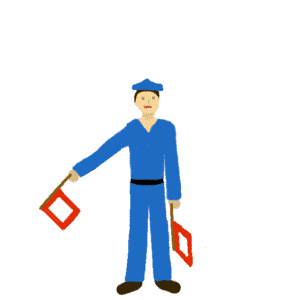
Winkeralphabet – A

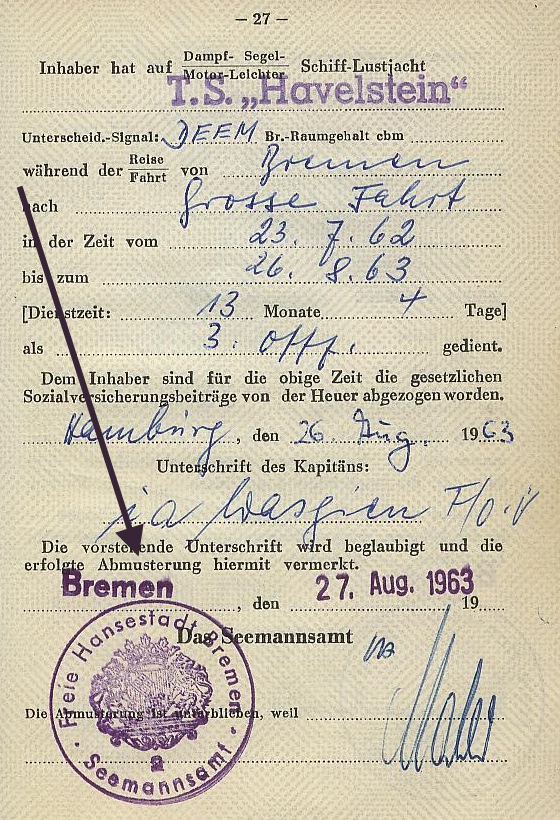
Abmusterungseintrag in einem deutschen Seefahrtbuch

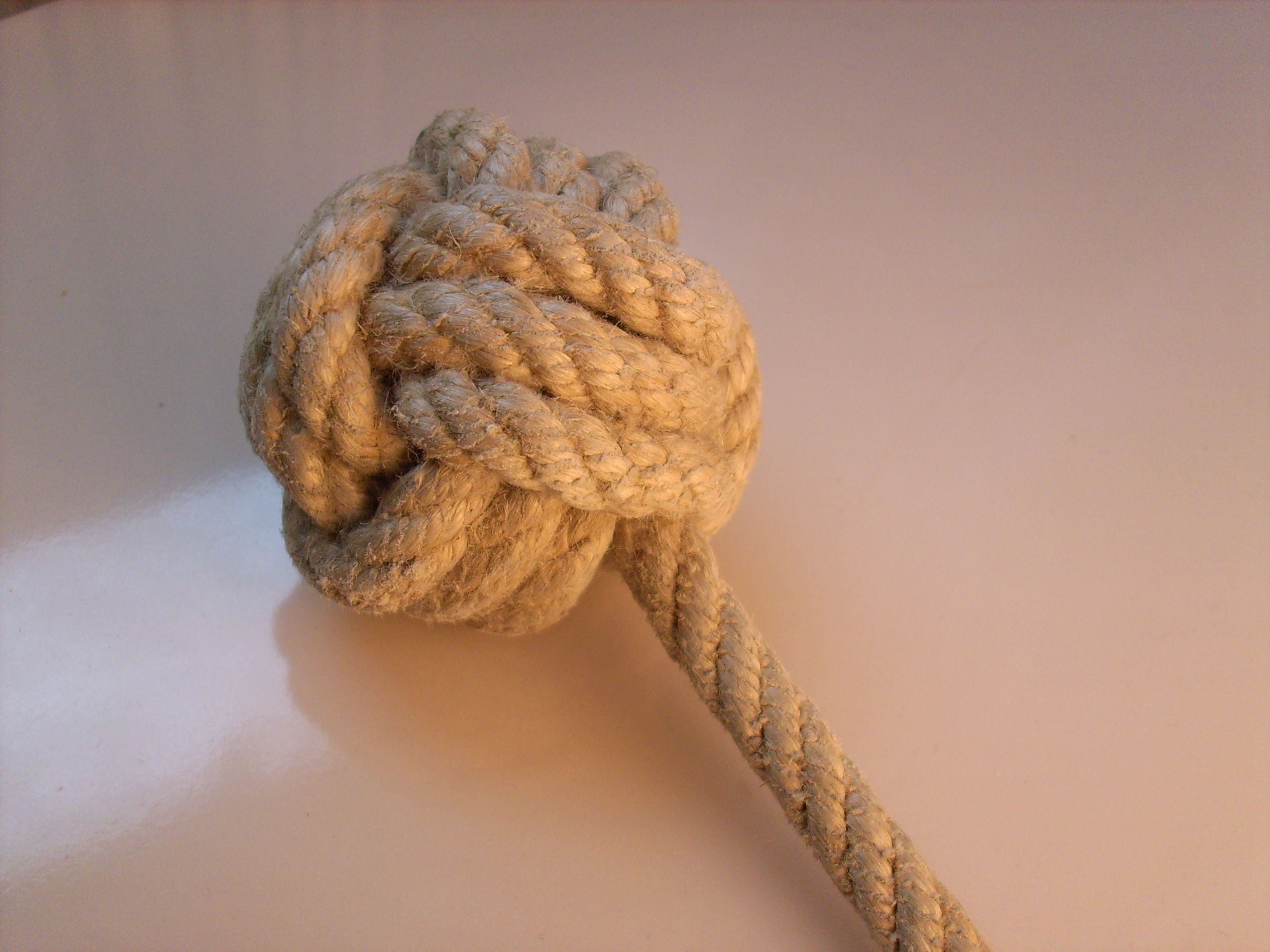
Affenfaust

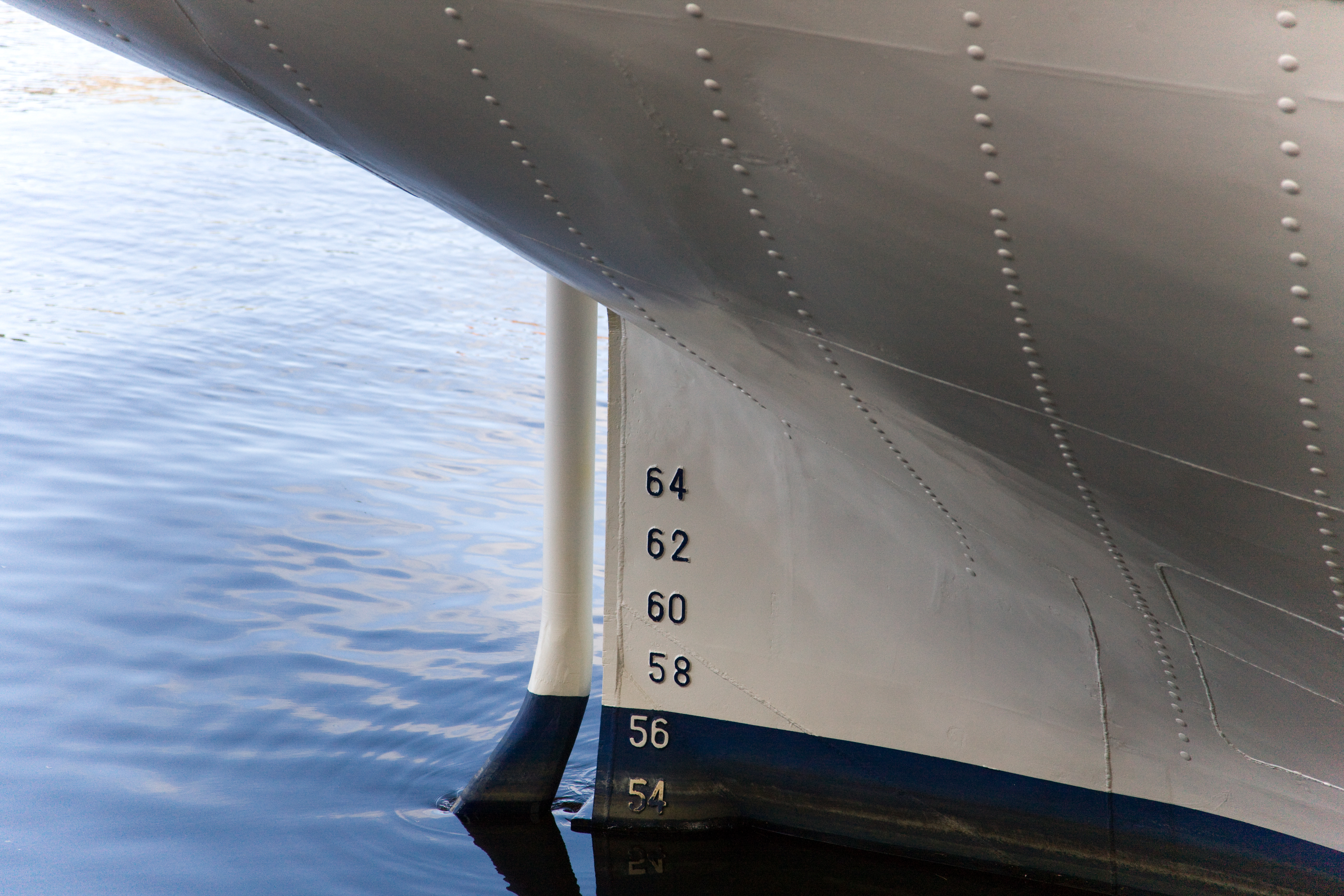
Ahmings der Gorch Fock

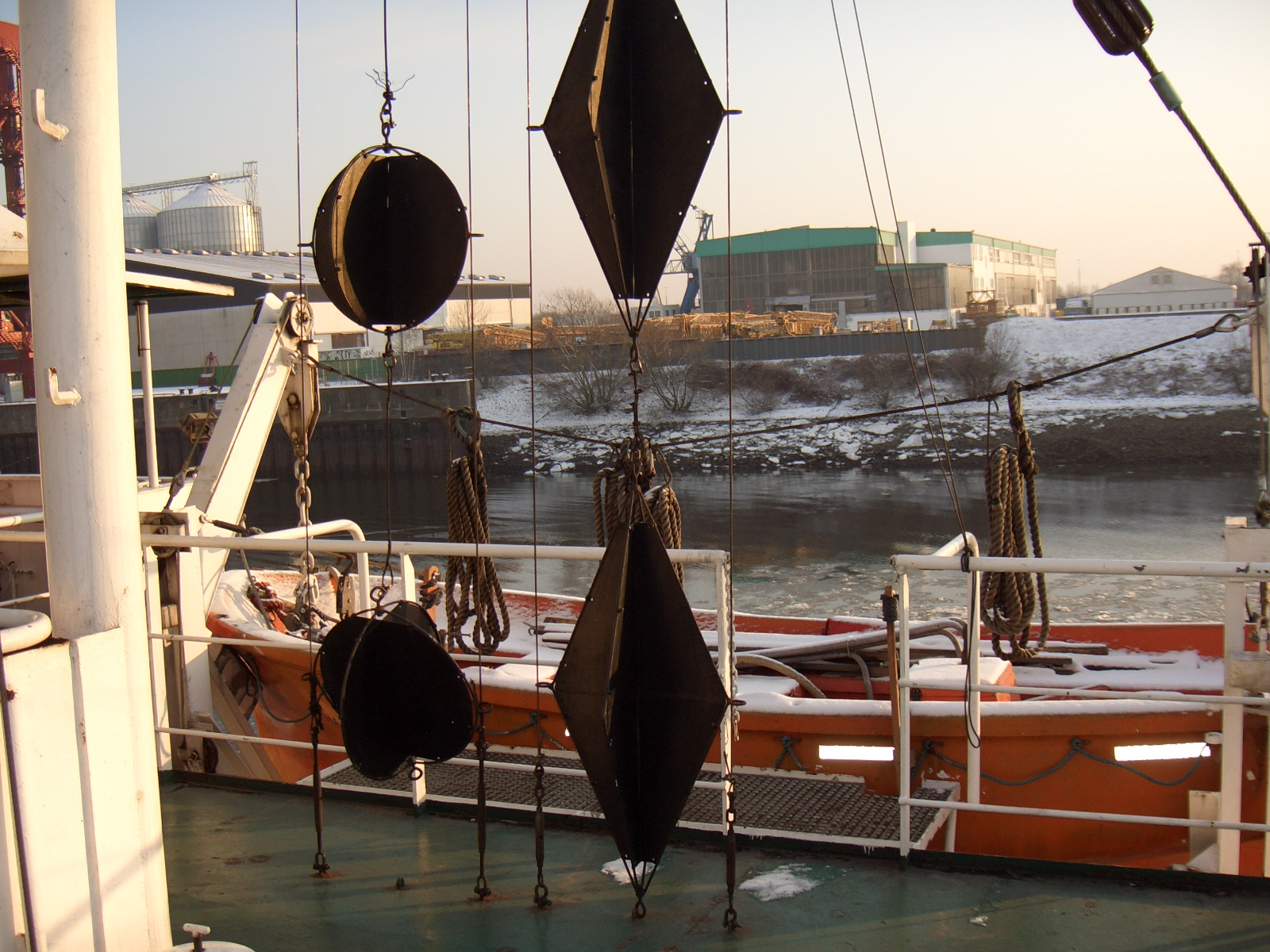
Ankerball – hier: manövrierbehindertes baggerndes Fahrzeug, zwei Bälle auf der Behinderungsseite

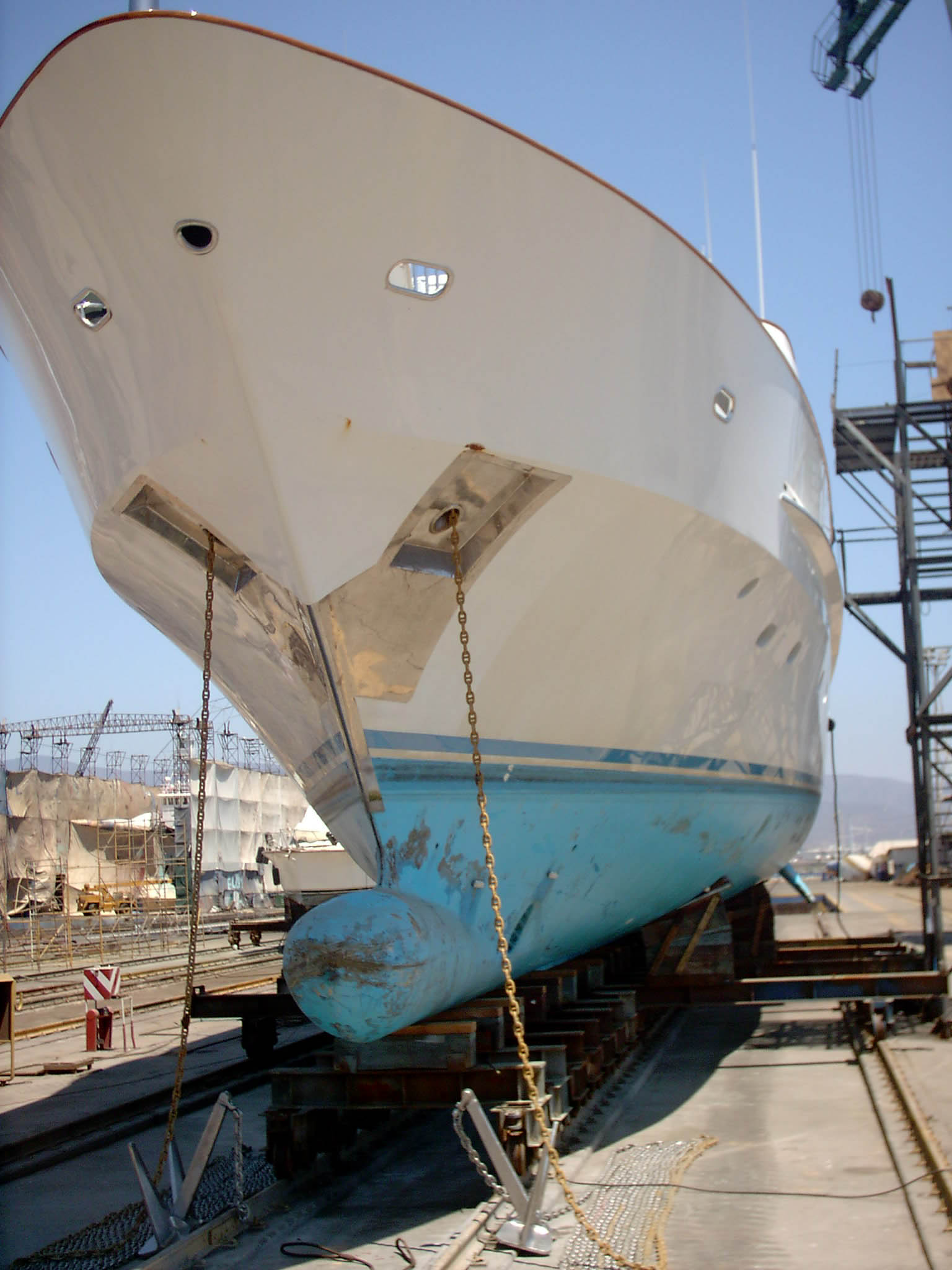
Ankerklüse mit herabgelassenem Anker

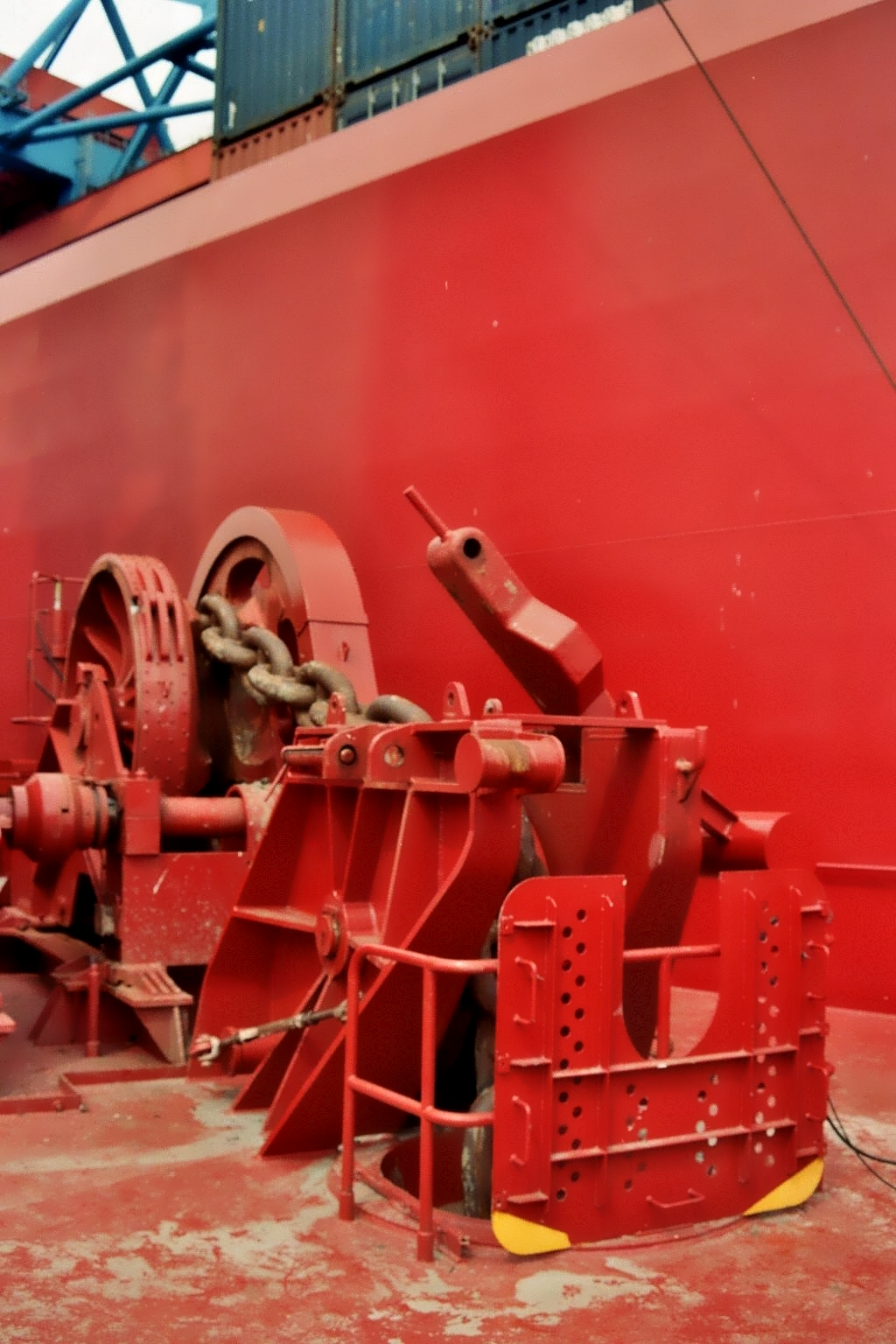
Bb-Ankerwinde eines Großcontainerschiffes

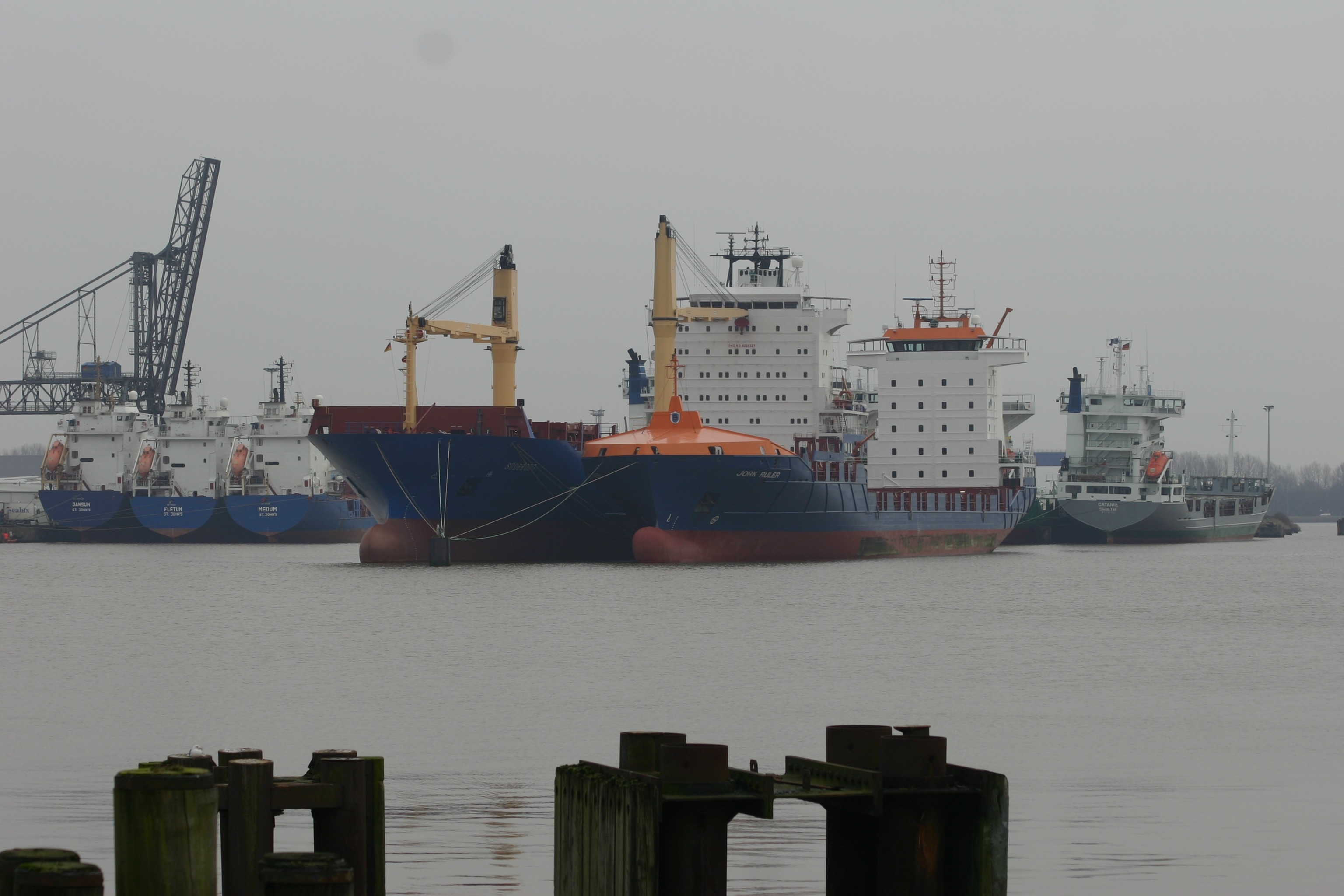
Auflieger im Emder Hafen (März 2009)

Schlüsselwort: Alfa [ˈælfə]
A.B.able bodied – so viel wie fähig, tüchtig, tauglich und arbeitsfähig. Der A.B. ist eine Fachkraft, entspricht international dem deutschen Matrosen, im Unterschied zu O.S. In die Musterrolle wird A.B. hinter den Namen der Seeleute geschrieben.
Aakein kahnähnliches Plattbodenschiff-Segelfahrzeug aus den Niederlanden
Aalbootein holländisches Segelboot vom gleichen Typ wie der Botter
abbackenAbräumen der Back (Tisch) durch die Backschaft
abbakenDas Auslegen von Baken usw., das ein Fahrwasser in flachen Gewässern kennzeichnen soll
abandonnieren1. die Rechte an einem havarierten Schiff dem Versicherer überlassen, der die Versicherungssumme zahlt;
2. das Schiff wegen einer Havarie auf See verlassen

abblendennach außen scheinende Lichter löschen oder abdecken
abbrassendie Rahen werden derart gedreht, dass sie etwas mehr in die Querschiffrichtung zum Liegen kommen
abbringenein auf Grund gelaufenes, festgekommenes Schiff wieder flott machen
abdeckensich so positionieren, dass ein anderes Fahrzeug in den eigenen Windschatten (die Abdeckung) gerät
Abdriftseitliche Versetzung (Abtreiben) vom angestrebten Kurs, beispielsweise durch die Einwirkung von seitlichem Wind, seitlicher See oder auch seitlichem Strom
abenternvon einem Mast herunterklettern, Gegenteil von aufentern
AberrationMissweisung der Kompassnadel durch das Erdmagnetfeld oder Ablenkung durch Magnetfelder an Bord eines Schiffes
abfadenein Fahrwasser ausloten, wobei der Faden (1,83 m) als Maß genommen wird
abfallenKursänderung eines Segelschiffes weg von der Windrichtung. Gegenteil: anluven (Anluven und Abfallen)
abflauenNachlassen des Windes, vgl. Windgeschwindigkeit (Flaute)
abladenein Schiff bis zum maximalen Tiefgang beladen
ablandigWind ist ablandig, wenn er vom Land weg in Richtung See weht
ablotenin einem bestimmten Gebiet die Wassertiefe (durch Lotung) feststellen
abmusterneinen Seemann amtlich entlassen, in Deutschland vor einem Seemannsamt oder im Ausland vor dem deutschen Konsul
Abnahmefahrtdie Probefahrt, auf der nach Erfüllung aller Leistungsbedingungen das Schiff dem Reeder übergeben wird
abreitenumgangssprachliche Bezeichnung für abwettern
AbschiedssignalEin Schiff, das binnen 24 Stunden den Hafen verlässt, setzt die Signalflagge P, genannt „der blaue Peter“
abschlagen1. ein Segel von der Befestigung lösen, an der es sonst gefahren wird
2. generell eine Sache lösen, z. B. eine Last vom Kranhaken abschlagen
abtakelnEntfernung von Masten, Segeln, stehendem und laufendem Gut, siehe Takelage
abwetternSchiffsführung bei schwerem Wetter
abwrackenein Schiff ausschlachten und verschrotten, siehe Abwrackwerft
achterausist alles, was hinter dem Heck liegt (konstruktionsbezogen, nicht nach der Fahrtrichtung)

Achterholerbeim Segeln die Schot des Spinnakers auf der Luvseite des Schiffes
Achterleineeine Festmacherleine, die vom Heck aus gesehen achteraus zeigt
achterlichvon hinten kommend (achterliche See, achterlicher Wind)
Achterliekdie hintere Kante eines Segels zwischen Gabelbaumende und Masttop
achternhinten (ab mittschiffs)
Achterlicher als querabbezeichnet den hinteren Bereich des Schiffes zwischen 90° und 120° an Steuerbord bzw. 240° und 270° an Backbord.
Achterspringeine Festmacherleine, die vom Heck aus schräg nach vorne zeigt und somit verhindert, dass das Schiff weiter nach hinten treiben kann
AchterstagStag zur Stabilisierung des Mastes, das von der Mastspitze zum Heck hinabführt.
AchtknotenKnoten am Ende eines Taues, um dieses am Durchrutschen durch einen Block zu hindern
AdelborstSeekadett
Adenauerumgangssprachlich für die Bundesflagge in Anlehnung an den ersten Bundeskanzler der Bundesrepublik Deutschland, Konrad Adenauer
Admiral-Elliot-Augeein Kauschauge, das über die Kausch am Ende einer Stahltrosse gearbeitet ist
Advancestagsegelein vierkantiges Leichtwettersegel, das über das Großstagsegel von Schonern gesetzt wird
Affenfaustkugelförmiger Knoten zum Beschweren einer Wurfleine oder als Zierknoten
Affenfelsen1. Ein Begriff im Schiffbau, der containerhohe Stufen im Laderaum eines Containerschiffes bezeichnet, die der technischen Realisierung von Doppelhülle und Tankvolumen dienen. Der Affenfelsen befindet sich typischerweise im Bereich der Einschnürung an Vor- und Achterschiff und hat meist die Länge eines ISO-20-Fuß-Containers. Klassische Affenfelsen können im Vorschiff bis zu 15 m hoch sein und sind typischerweise zum Laderaum hin geschlossen.
2. spöttisch für ein Boot mit sehr umfangreicher Besatzung bzw. sehr vielen Personen an Deck
AffenfettFett, das beim Fleischauslösen in der Kombüse anfiel und in einer Pfanne ausgelassen wurde
Affenjackespöttisch für eine kurze Uniformjacke von Soldaten auf Kriegsschiffen

AgwalleBezeichnung auf alten Dampfschiffen für den indischen Heizer
Aggebootkleines, offenes Boot für den Garnelenfang in der deutschen Nordsee
AhmingsTiefgangsmarken, die am Bug und Heck eines Seeschiffes und bisweilen auch mittschiffs angebracht sind. Die Tiefgangsangabe wird vom Kiel gerechnet und in Dezimetern oder englischen Fuß angegeben
Ahoiein Anruf eines anderen Fahrzeugs („Schiff ahoi“ oder „[Name] ahoi“), kein Gruß
AK (voraus)für „Alle Kraft“, also mit Höchstgeschwindigkeit
AlberichGummifolie, mit der im Zweiten Weltkrieg die deutschen U-Boote beklebt wurden, um die Rückstrahlungsenergie der Asdic-Geräte zu mindern
AllemannsendTeil der (Außen-)Bordtoilette: Ein ins Wasser außenbords hängendes Tau mit aufgespleißtem, pinselartigem Ende, das für alle an Bord als Klopapierersatz dient
Alle-Mann-ManöverManöver, an dem die gesamte Besatzung teilnimmt, auch wenn sie Freiwache hat
Ältermannaus dem Englischen kommend „elderman“ – Vorsitzender einer Lotsenbrüderschaft
AmmeralSegeltuchpütz (Eimer)
AnderthalbmasterZweimaster, dessen einer Mast deutlich kleiner als der andere ist
Angarienrechtim Falle eines durch Krieg bedingten Notstandes das Recht zur Beschlagnahme und Verwendung fremder Handelsschiffe gegen Entschädigung
anheuernauch anmustern: Vertragsabschluss für die Arbeit als Seemann
anholeneine Leine heranziehen; wird eine Leine maximal angeholt, spricht man auch von dichtholen
AnkerGerät zur vorübergehenden oder dauernden Befestigung eines Bootes, Schiffes oder schwimmenden Gerätes am Grund (ankern)
Ankerballschwarzer Signalball, der von ankernden Fahrzeugen am Tage gesetzt werden muss
AnkerfütterungSchutz- und Dopplungsplatten an der Außenhaut
Ankerhalsdie Kreuzungsstelle des Ankerschaftes mit den Flunken (Armen)
Ankerkettegehört zum Zubehör des Ankers, um ihn auszubringen und wieder einzuholen, sie hält durch ihr Gewicht und ihre Länge den Ankerschaft gegen den mehr nach oben gerichteten Zug des Schiffes auf Grund
AnkerklüseÖffnung im Schiffsrumpf im Vorschiffsbereich, durch die die Ankerkette läuft.
Ankerlaternemacht bei Dunkelheit deutlich, dass ein Schiff vor Anker liegt, siehe Lichterführung
Ankerpeilungregelmäßige Peilung fester Gegenstände an Land beim Ankern, um die Position und damit den Halt des Ankers zu überprüfen
AnkerpostenSeemann auf Ankerwache.
AnkerwacheDie Ankerwache wacht darüber, dass das ankernde Schiff die Position hält und die Ankerkette „trägt“ (hält).
AnkerwächterBoje oder Tonne – zeigt an, wo der Anker auf Grund liegt.
Ankerwinsch, AnkerwindeWinde zum Heben und Senken des Ankers.

anluvenKursänderung hin zur Richtung des Windes. Gegenteil: abfallen (Anluven und Abfallen).
anmusternauch anheuern: Vertragsabschluss für die Arbeit als Seemann
Annie OakleySpinnaker mit Luftlöchern in der Mittellinie.
anpreienein anderes Schiff anrufen
Anschlägerder Mann, der unter dem Kran arbeitend die einzelnen zu hebenden Stücke an den Kranhaken anschlägt
AntifoulingBewuchs verhindernde Farbe für das Unterwasserschiff
Äquatortaufeseemännisches Ritual, nach dem Mitglieder einer Besatzung, die zum ersten Mal den Äquator überfahren, in derber Form getauft werden
Armstrong-PatentSlang aus alten Segelschiffszeiten, wenn keine Winden oder Brassen an Bord waren und alle Arbeiten mit Muskelkraft (strong arms) ausgeführt wurden
aufbackenTisch decken
auf dem Teller drehendas Wenden oder Drehen eines Schiffes auf der Stelle oder auf sehr engem Raum
auf den anderen Bug gehenKurswechsel eines Segelbootes oder -schiffes durch Wende, Halse oder Schiften, so dass der Wind von der anderen Seite einfällt
aufenternauf einen Mast klettern
auf Kiel legendie erste Schiffbausektion auf den Helgen legen (Schiffbaubeginn).
aufklaren1. aufräumen;
2. Besserung des Wetters („es klart auf“)
Aufkommerein sich von achtern (hinten) näherndes Fahrzeug
aufkürzenDas Loswerfen eines Teils der Festmacherleinen vor dem Auslaufen eines Seeschiffes
Aufliegervorübergehend außer Dienst gestelltes Schiff
Aufschießen einer LeineTauwerk nach seinem Gebrauch so zusammenlegen, dass es verstaut bzw. wieder verwendet werden kann
Aufschleppegebräuchlichste Form der Landüberquerung von Schiffen in Masuren mit einem Slip-Wagen auf Gleisen
aufschrickeneine Leine etwas lose geben (Leine nachgeben, diese heißt dann Lose)
Auftuchendas ordentliche Zusammenlegen von geborgenen Segeln und niedergeholten Flaggen
AugapfelnavigationAbschätzung der Wassertiefe anhand von Farbschattierungen
AugeSchlinge in einer Leine
AugspleißSpleiß, bei dem ein Auge (eine Schlinge) entsteht oder um eine Kausch führt
ausbaumenein Segel mit einer Spiere zur Seite ausstellen, siehe auch Kurse zum Wind
aus dem Ruder laufenDie Kontrolle verlieren, unsteuerbar werden. Kann besonders bei Segelbooten passieren, wenn durch sehr große Krängung das Ruder nicht mehr umströmt wird.
ausflaggenVerlagerung des Heimathafens eines Schiffes ins Ausland aus steuerlichen oder rechtlichen Gründen
ausklamüsernetwas herausfinden
ausklarierenZoll- und sonstige Behördenformalitäten beim Auslaufen aus einem Hafen erledigen
auslugenscharfes Ausschauen
ausmachenein Objekt (Gegenstand, Schiff oder Seezeichen) genau erkennen/identifizieren
ausrauschenschnelles, ungehindertes (und oft ungewolltes) Durchlaufen einer Leine oder Kette durch eine Führung oder einen Block
aussingenAusrufen der Ergebnisse einer fortlaufenden Lotung; auch sonstiges Ausrufen
außenbord(s)alles, was sich außerhalb des Wasserfahrzeugs befindet, z. B. der Außenbordmotor
Außenbordskameradendie Fische im Meer
ayeBestätigung eines Befehls oder Zurufs (an Deck von Segelschiffen)
| Inhaltsverzeichnis A B C D E F G H I J K L M N O P Q R S T U V W X Y Z |

## B

Signalflagge – B

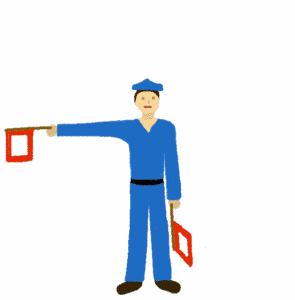
Winkeralphabet – B

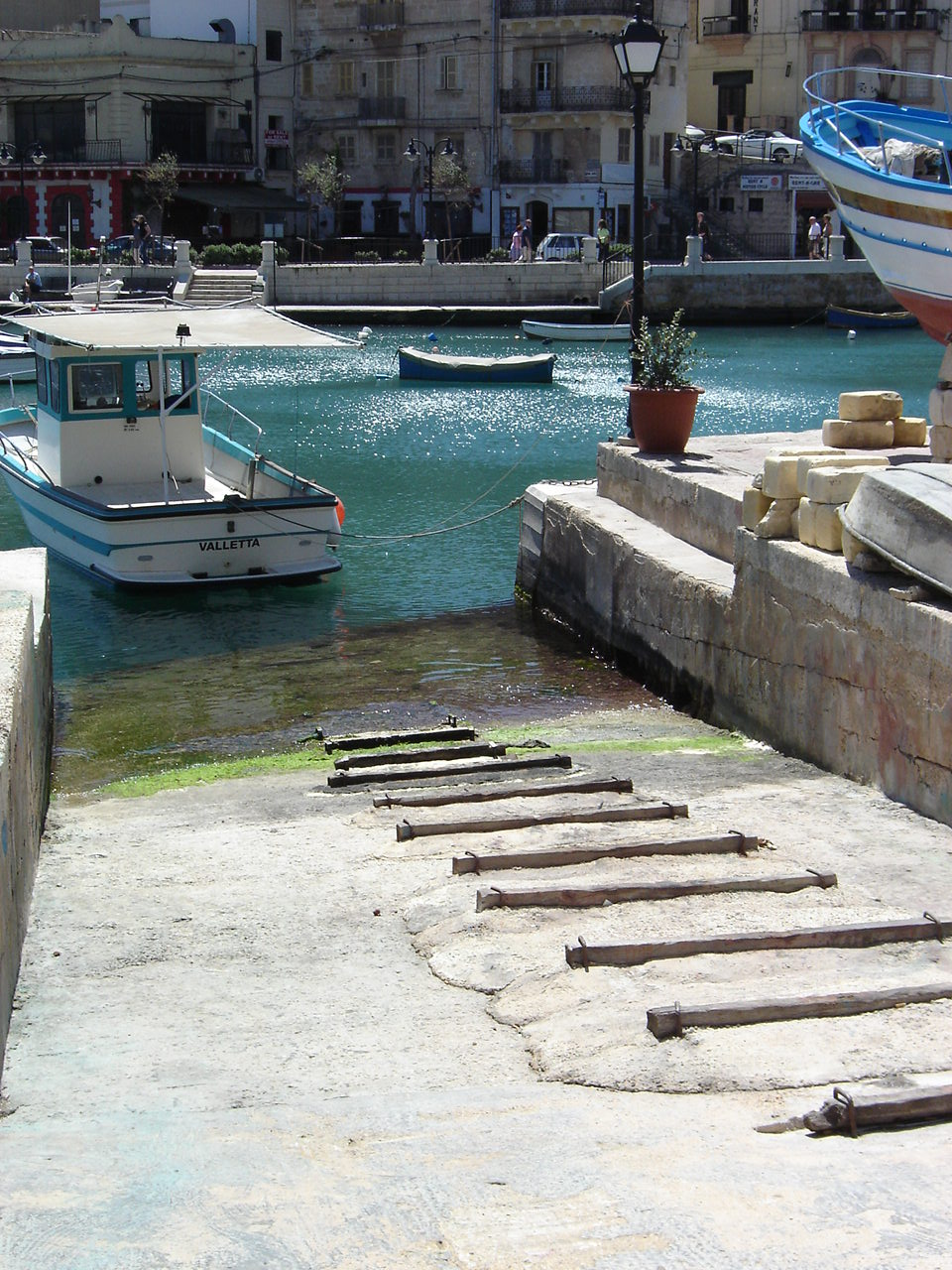
Ältere Form eines Bootsslips: Boote werden mit Muskel- oder Windenkraft aus dem Wasser gezogen

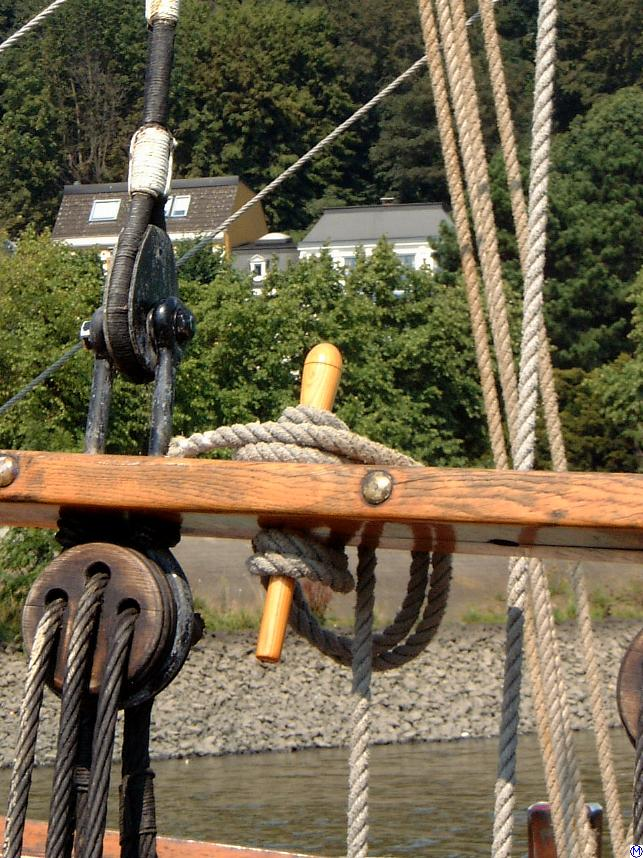
Belegnagel

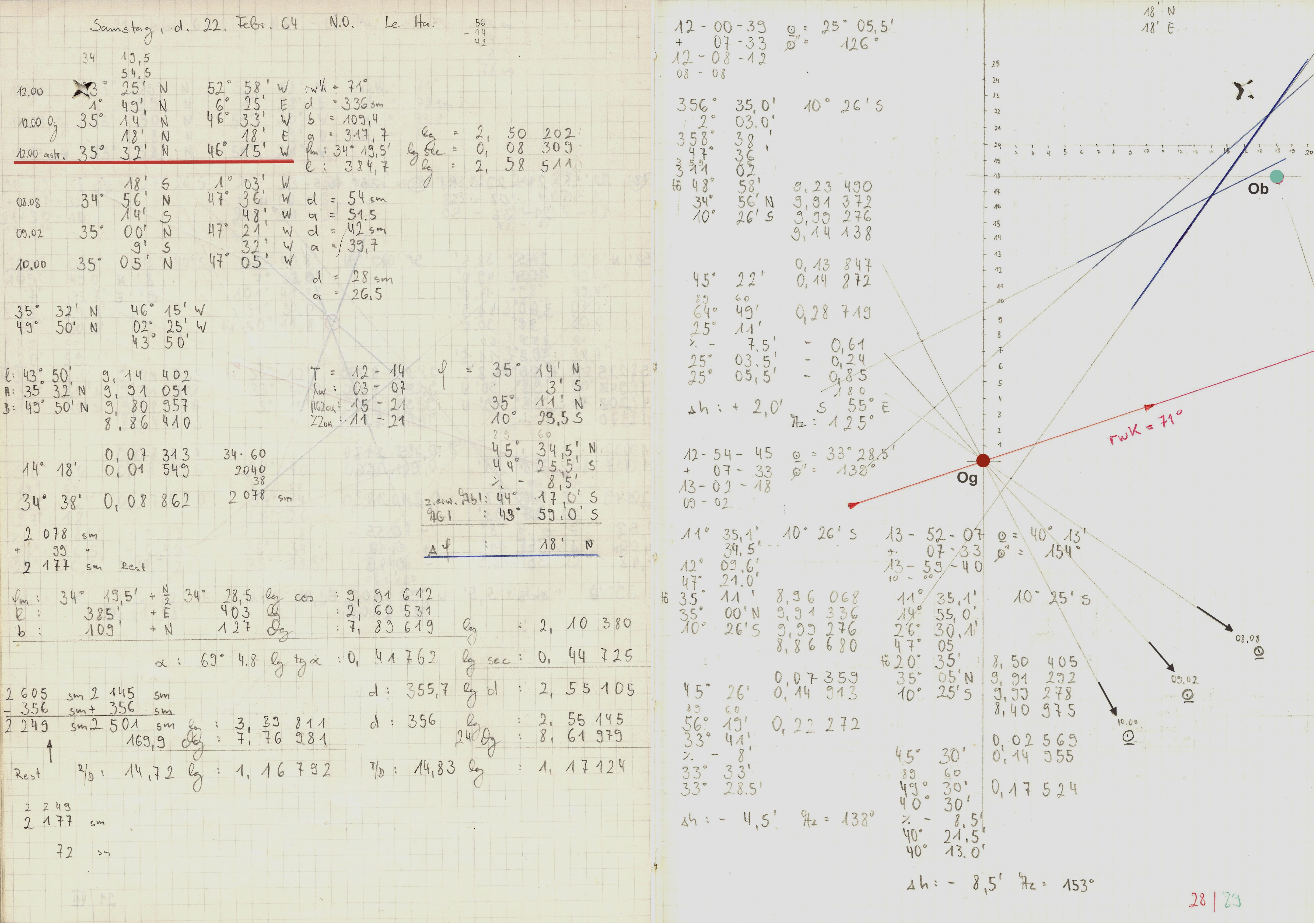
Mittagsort mit starker Besteckversetzung

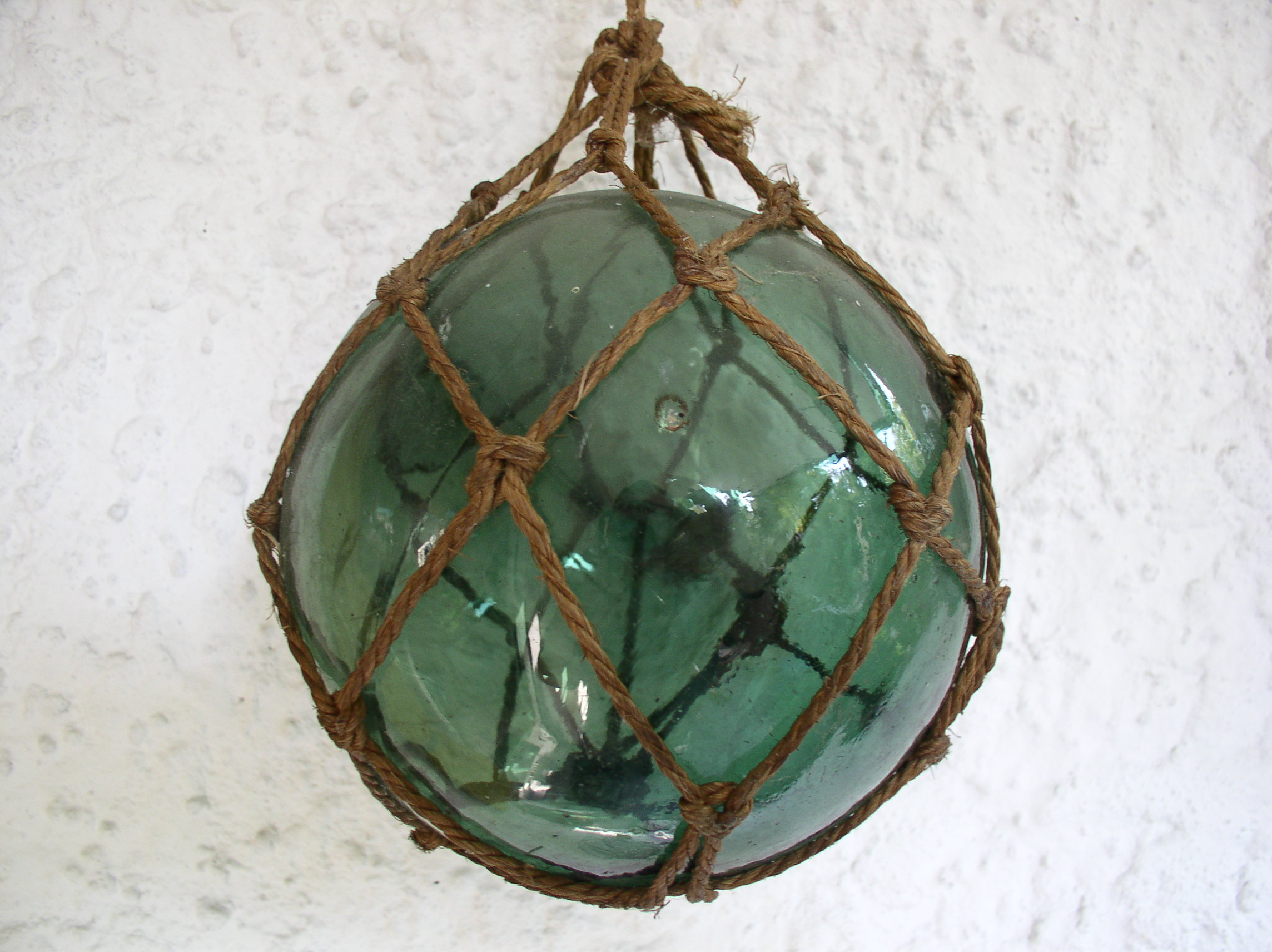
Blasenschwimmer

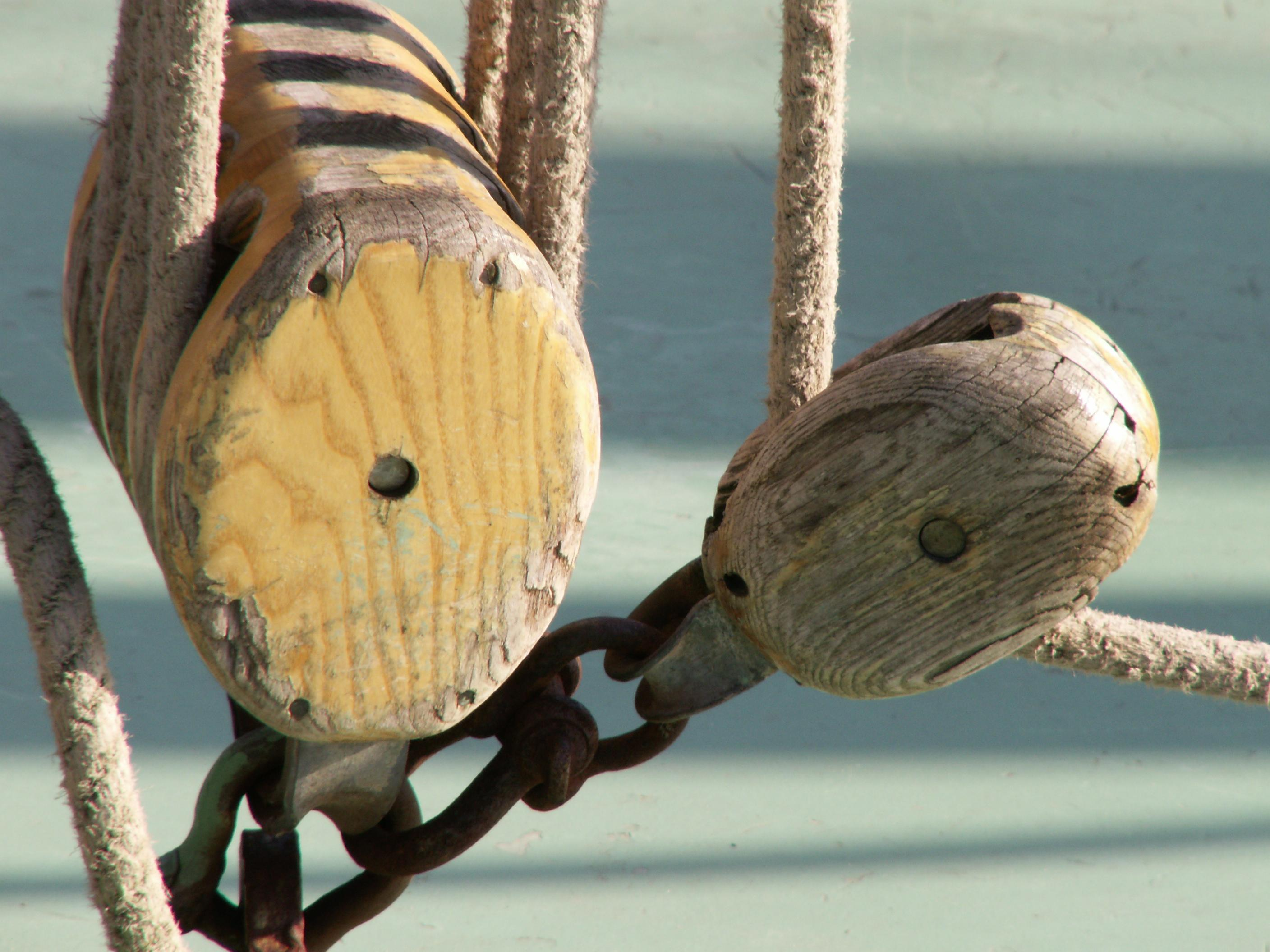
Block

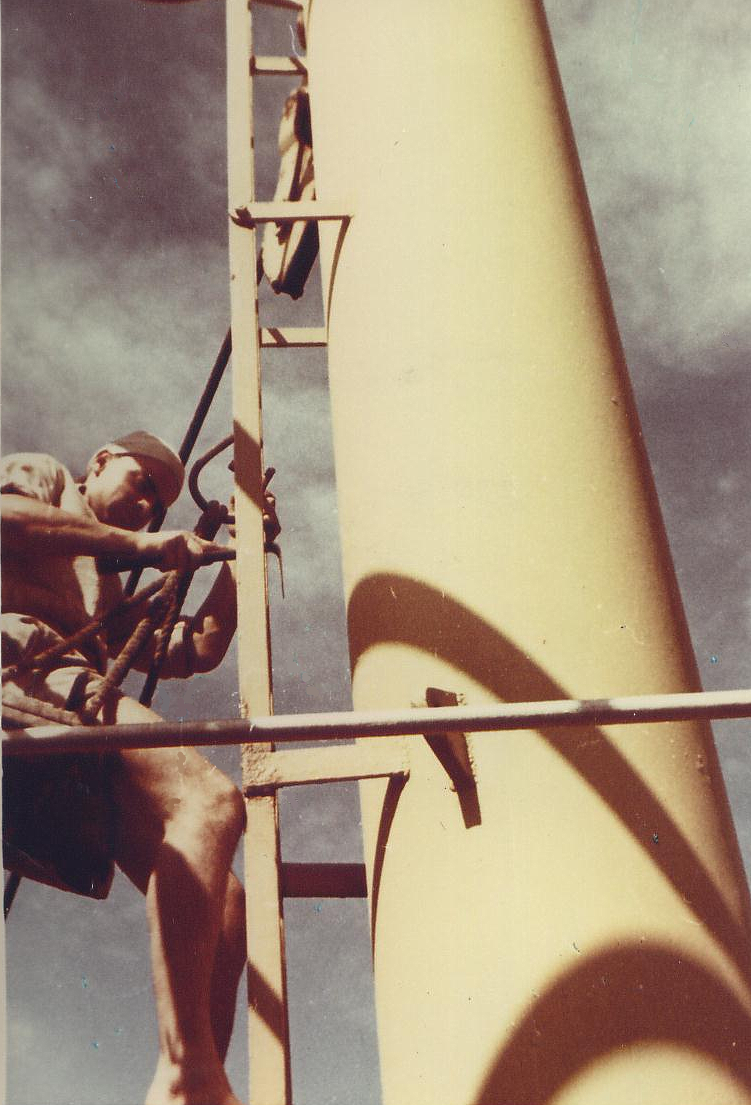
Arbeiten am Mast auf Bootsmannstuhl

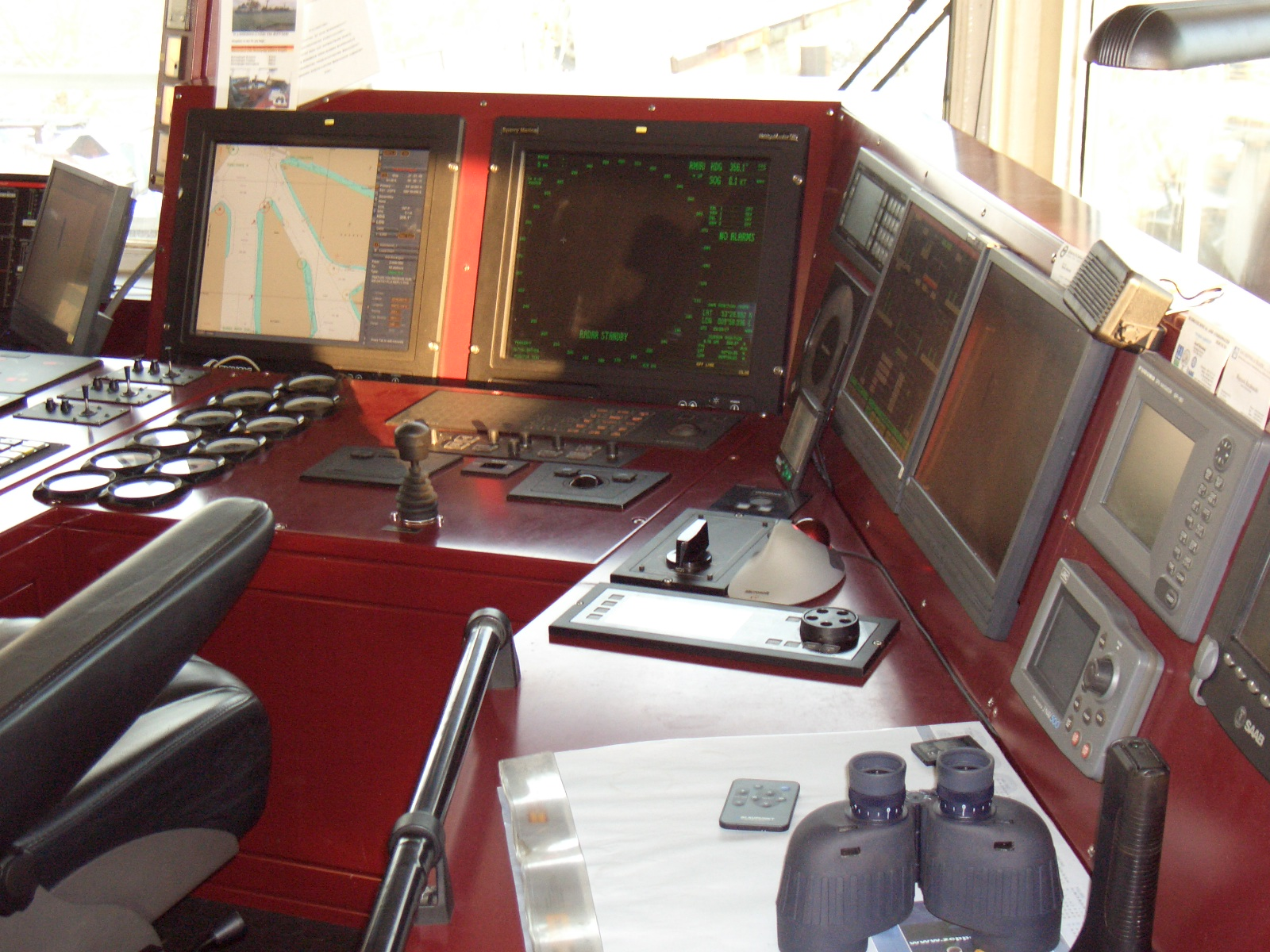
Steuerstand auf der Brücke

Buddelschiff

Bugstrahlruder

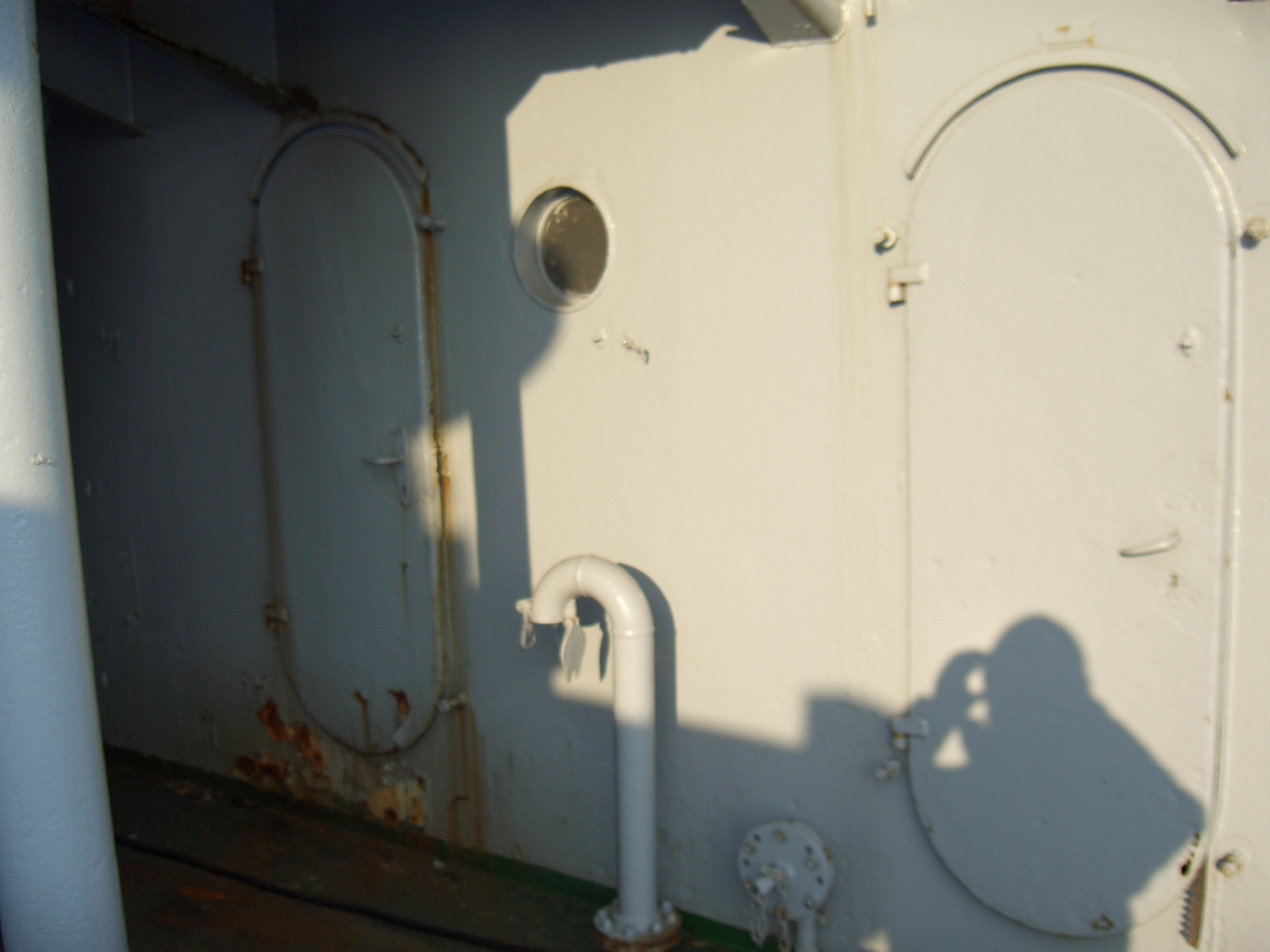
Bullauge mit Schwanenhals

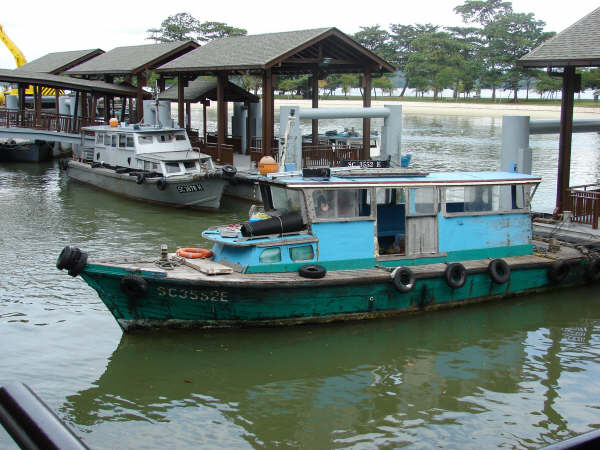
Ein Bumboot im Nordosten von Singapur.

Schlüsselwort: Bravo [ˈbɹɑːvoʊ]
BaasNiederdeutscher Ausdruck, der etwa „Meister“ bedeutet und mit dem das englische Wort boss verwandt ist. Der Heuerbaas vermittelte Anstellungen der Seeleute, der Schlafbaas Schlafstellen an Land. Der Zimmerbaas ist der Meister in der Zimmerei.
Bachseemännische umgangssprachliche Bezeichnung für jedes Gewässer, ob Ozean, Meer oder See
Back1. Oberdeck am Bug
2. Esstisch
Backbord(Abk.: Bb; englisch portside bzw. port, Abk. P) – linke Seite des Schiffes (in Fahrtrichtung blickend); in Hafeneinfahrten und Fahrrinnen die linke Seite von See aus
BackbordbugBezeichnung für die Fahrtrichtung eines Segel-Boots/Schiffs relativ zum Wind: Es fährt dann auf dem Backbordbug, wenn die Leeseite sich an Backbord befindet, der Wind also von Steuerbord aus einfällt
Backen und Bankendas Auftragen der Speisen, die Einnahme der Mahlzeit und die Reinigung des Essgeschirrs
backkommenunbeabsichtigte Änderung der Segelstellung, so dass ein Segel back, also auf der falschen Seite, steht
BackmannKochsmaat-Bäcker
BackschaftArbeiten in der Messe, Abwasch; zum Teil auch Küchendienst. Früher: die Gemeinschaft von 4 bis 12 Seeleuten eines „Tisches“. Die anfallenden Arbeiten wurden reihum abgelöst
backsenschnelles Wendemanöver auf der Stelle durch gegenläufiges Betreiben der rechten und linken Schrauben
Backskistevom Deck aus zugänglicher, direkt unter dem Deck oder den Cockpit-Sitzen eingebauter Stauraum auf kleineren Schiffen
BackspiereSpiere zum Festmachen der Boote an Schiffen, die auf Reede vor Anker liegen
Backstagsbriseraumer (von schräg hinten) wehender Wind
backstehenStellung der Segel, wenn sie backgesetzt worden sind, um die Fahrt des Schiffes zu bremsen
Badegastfreundlicher Spottname für einen Gast an Bord, der keine seemännische Erfahrung hat und nur zum Spaß mitfährt
Bakefestes, meist auf Land errichtetes Seezeichen zur Markierung eines Hindernisses in der Nähe eines Seeweges (Kugelbake)
Balgeauch Balje – ein stets Wasser führendes Fahrwasser zwischen oder hinter den Inseln des Wattenmeeres
Balkenbucht1. Wölbung des Decks nach oben, die das Wasser querschiffs vom Deck fließen lässt
2. Stichmaß für die Wölbung des Decksbalkens
Balkenkniebei Stahlschiffen ein Knie aus Blech, das am Schergang Spant und Decksbalken verbindet
Balkenwegerauch Balkweger, im Holzbootsbau beiderseits längsschiffs und innenbords an den Oberkanten der Spanten befindlicher Balken, auf dem die Decksbalken oder die Dollborde ruhen
Ballasteine schwere, aber wertlose Ladung, die zur Stabilisierung des Schiffes dient
Bambuseein ungelernter Seemann, der sich zu helfen weiß
Bananenjager(Aussprache „Bananenjäger“) die weißgemalten schnellen Kühlschiffe
BananenschweinRattenart, die in grünen Bananenstauden auf die Fruchtschiffe gelangte
Bananenstagsegelschlankes Spinnakerstagsegel
Bändselkurze, dünne Leine zum Zusammen-, Fest- oder Verbinden verschiedener Sachen an Bord. Aus Wolle, Seide oder anderen leichten Materialien auch als Windbändsel an Wanten oder Achterlieken angebracht und zur Anzeige der Windrichtung oder der optimalen Windanströmung genutzt
Baratterieunrechtmäßige Handlung des Kapitäns zum Nachteil der Reederei
Barrenatürliche Untiefe, Sandbank; künstliche Untiefe vor einer Küste oder Hafeneinfahrt
Barringsbalkenin Deckshöhe vom Aufbau bis zur Bordwand reichende Balken mit Bootshalteklampen zur Aufnahme von Rettungs-/Beibooten
Bartpflanzlicher Bewuchs am Unterwasserschiff
Bathometer (Bathymeter)Tiefenmesser
BathysondeTiefseesonde
BatteriepfeifeDie Batteriepfeife ist einer Trillerpfeife ähnlich und dient auf Kriegsschiffen der Deutschen Marine dem Wachoffizier/Offizier vom Wachdienst der Signalgebung. Damit werden Manöver (auch die Flaggenparade und „Front“ (Ehrenerweisung des Schiffes gegenüber anderen Schiffen oder hohen Gästen)) an- und abgepfiffen.
Bauernnachteine Nacht, in der der Seemann keine Wache gehen muss, z. B. weil das Schiff auf Reede liegt oder noch nicht einklariert ist
Baumwaagerechter Bestandteil des Riggs
Baumnockdas äußere Ende des Baums
Bauspantein „materielles“ Spant (Querverband im Schiff) im Gegensatz zum „ideellen“ Konstruktionsspant, das nur zur Konstruktion der Schiffsform dient
Bauspantenrissder Spantenriss, der sämtliche Bauspanten zeigt – es gibt bei großen Schiffen deren mehr als hundert – und weiterhin die Decks, Stringer, Plattengänge, den Doppelboden usw. eingezeichnet hat; dient als wichtigste Bauzeichnung für das Schiff
beachenein Schiff gezielt auf Strand setzen, meist um es dort abzuwracken (siehe Alang)
Befrachterder Vertragspartner des Verfrachters im Seehandelsrecht (entspricht dem Absender im allgemeinen Frachtrecht)
BeibootKleines Boot, das von einem größeren mitgeführt wird, etwa, um dort an Land zu gehen, wo das Anlegen mit dem großen Schiff nicht möglich ist. Teilweise auch alternative Bezeichnung für ein Rettungsboot.
beidrehenBeidrehen und Beiliegen
Beilbriefdie Baubescheinigung der Bauwerft
bekalmenden Wind aus den Segeln nehmen, in eine Flaute geraten
bekalmtin einer Flaute liegen, sich im Windschatten einer Landabdeckung oder eines anderen Schiffs befinden.
bekneifensich festziehen; ein belegter Tampen soll sich bei Zug bekneifen (aber nicht so stark, dass er anschließend nicht mehr zu lösen ist)
belegen1. eine Leine an etwas festmachen
2. einen Befehl widerrufen
Belegnagelein durch ein Brett gesteckter Holz- oder Metallstift, an dem Leinen befestigt (belegt) werden; vor allem auf Segelschiffen zu finden (auch Coffee-Nagel genannt).
beneptSchiff mit Grundberührung und festliegend bei Nipptidenhochwasser (englisch: neaped)
Beobachtungsnetzan der Luvseite von Fischereifahrzeugen festgemachtes Netz, das öfter hochgezogen wird, um zu sehen, ob der Fisch ins Netz geht
Beplankungdie Hülle aus Planken, die im Holzschiffbau auf dem Skelett aus Kiel und Spanten aufgebaut wird und mit diesem zusammen den Schiffsrumpf ergibt.
Bergung1. Sicherstellung eines in See treibenden Gegenstandes
2. Rettung von Menschen
3. Zusammenpacken (Bergen) und Sichern der Segel.
Bergfahrtin der Flussschifffahrt Fahrt gegen den Strom, flussaufwärts
BergholzPlanke, durch die Püttingbolzen getrieben werden
Bergy Bits(englisch) von Eisbergen abgebrochene große Treibeisstücke, die 1–5 m aus dem Wasser ragen
Besanschot antraditionelles Kommando auf Großseglern zur Ausgabe eines Glases Schnaps; ursprünglich die Information, dass auf einem Großsegler auch die Besanschot, die als letztes getrimmt wurde, belegt war und damit ein Anlege- oder Ankermanöver abgeschlossen war
BeschlagBeschläge sind Teile, i. d. R. aus Metall, mit denen irgendetwas festgemacht, zusammengehalten oder gesichert wird. Dazu gehören Klampen, Püttinge, Winschen, Fallenstopper, Curryklemmen, Fockschotleitschienen, Traveler und Ösen, weiter auch Teile zur Verbindung von zwei beweglichen Teilen wie Schäkel oder Kauschen im Segel
Besteck1. Hilfsmittel für die Navigation
2. geographischer Standort des Schiffes
3. Berechnung des Standortes (Besteck nehmen/machen): Richtung (rw) und Entfernung (in sm) vom Koppelort (Ok) zum beobachteten Ort (Ob), bezogen auf denselben Zeitpunkt.
BesteckversetzungFehlerhaftes Besteck: Die Besteckversetzung kann durch
1. ungenaues Steuern und Koppeln
2. Kursfehler (z. B. wegen ungenauer Steuertafel) und/oder
3. unvollständige Berücksichtigung von Strom und Wind verursacht werden.
Bestmannauf Küstenmotorschiffen und Fischereifahrzeugen der erfahrenste Matrose, auch Schlüsselmatrose.
BetingschlagExtratörn mit der Ankerkette um den Poller oder Ankerwindenkopf bei schlechtem Wetter.
Bilgeunterster Raum eines Schiffes, nach unten von Kiel und Boden begrenzt.
BilgenschweinUnerfahrene Matrosen sollten nach unten gehen und das Bilgenschwein füttern – das es natürlich nicht gab
Billigflagge(englisch flag of convenience) – Flagge eines ausgeflaggten Schiffes.
BinokelDoppelfernglas.
blankpackenFische ohne Eisabdeckung auf Eis legen.
BlasenschwimmerSchwimmkugel beim Fischnetz.
Blaudie seemännische Trauerfarbe.
Blau oder BlaubüdelSpitzname für den Schiffszimmermann an Bord.
blaue JungsBezeichnung für Seeleute auf Kriegsschiffen.
Blauer PeterFlaggensignal: Schiff geht in den nächsten 24 Stunden in See.
Blaufeuernachts von Schiffen gezeigtes Signal, die einen Lotsen benötigen.
BlenderSchmuggelschiff.
BlendladungTarnladung beim Schmuggel.
BlockGehäuse mit meist mehreren Scheiben (Rollen) zum Umlenken von Tauen, z. B. in einer Talje; der Block entspricht der Flasche des Flaschenzugs.
Blumenbogender Spantbogen unmittelbar vom Kiel aufwärts.
BockKoje, Schlafstätte.
BöWindstoß
Boddenein vom offenen Meer durch Landzungen abgetrenntes Küstengewässer an der Ostsee.
Bodenwrangenim Schiffbau eine Querverbindung im unteren Schiffsbereich, die Spanten, Kiel und Schiffsboden miteinander verbindet. Bei Booten und Yachten dienen sie häufig gleichzeitig als Auflager für die Bodenbretter, bei Frachtschiffen als Auflager für das unterste Ladedeck.
Bodenschleppnetzwühlendes Fanggerät zum Fang von Plattfischen, Austern, Muscheln etc.
BongoAbort, Toilette.
BörtebootBoot für den Passagiertransport von den Seebäderschiffen auf der Außenreede in Helgoland zur Insel.
Boje1. am Grund verankerter Schwimmkörper, z. B. zum Festmachen von Booten oder Schiffen oder als Markierung für den Anker (Ankerboje)
2. nicht verankerter Schwimmkörper (Treibboje, z. B. mit Messinstrumenten)
3. Rettungsmittel bei der Wasserrettung. Oft werden Tonnen (schwimmende Seezeichen, die der Navigation dienen) fälschlich als Bojen bezeichnet.
Bootshakenlange Holzstange mit einer hakenähnlichen Stahlspitze
Bootsmannsnahteinfache Naht zum Vernähen von Segeltuch
BootsmannstuhlEin in Stroppen hängendes kurzes Brett, das mit einer Jolle aufgeheißt werden kann und als Sitz bei Arbeiten in der Takelage, an der Bordwand oder an Aufbauten dient
BootsrolleSicherheitsrolle: Plan zur Organisation der Sicherheit an Bord, der jedem Besatzungsmitglied seine Aufgaben zuweist
Bootsschleifplankensenkrechte Planken an der Außenhaut zum Schutz der Rettungsboote beim Fieren und Anholen
Bonnet (Segel)Tuchstreifen, die am Fußliek von Rahsegeln angeheftet werden, um die Segelfläche zu vergrößern
Bottelierauf Marineschiffen der Kantinenverwalter
boxendas mehrmalige Rückwärts- und Vorausgehen eines Eisbrechers bei besonders dickem Eis oder Packeis
Bramkühltejeder mittelmäßig starke Wind, bei dem ein Schiff vor dem Wind Bramsegel führen kann
Brandenburgerheißlaufendes Maschinenlager
Brandermit Brennstoff beladene Boote, mit denen man früher feindliche Schiffe in Brand zu setzen versuchte, indem man sie auf eine vor Anker liegende Flotte zutreiben ließ
BrasseLeine zum horizontalen Schwenken der Rahen (brassen).
Brassfahrtschnelle Fahrt eines Seglers.
brave Westwindedie über den Ozean wehenden Westwinde zwischen 40° und 50° nördlicher Breite.
Brechergroße Wasserwelle mit brechendem Kamm, siehe Wellenbrechen
Breitfockauch Brefock, loses Rahsegel auf Yachten
Breitseitegemeinsames Abfeuern aller Bordkanonen einer Schiffsseite
BrigSchiffsgefängnis
Briggzweimastiges Segelschiff mit Rahsegeln an beiden Masten
Brillezweiäugiger Beschlag an Rundhölzern
Briseleichter bis mittelstarker gleichmäßiger Wind
Brötchentütennavigation„Navigation“ von Seglern am Morgen nach dem Einlaufen: anhand der Aufschrift der Brötchentüten beim Bäcker erfahren, wo man gelandet ist
Brooke (auch Brook oder → Netzbrook)ein grobes Netz aus dünnem Tauwerk, welches zur Sicherung beweglicher Gegenstände verwendet wird, z. B. beim Laden und Löschen der Ladung
Brückezentrale Ort auf einem Schiff, von dem aus die Kommandos der Schiffsführung gegeben werden
Brückenzeichenbewegliches Zeichen auf der Pier (dem Kai, der Mole), das dem Schiff die richtige Stelle zum Anlegen anzeigt.
Brüllende Vierziger(von englisch Roaring Forties) starke Westwinde zwischen 40° und 50° südlicher Breite.
Bruhnebeim Haffkahn der unterste Plankengang, wurde früher aus ganzen Stämmen in Form eines L ausgehauen.
BrunnenTiefste Stelle des Schiffes in der Bilge, wo die Saugkörbe der Pumpen eingebaut werden. Ein Schiff hat mindestens so viele Brunnen, wie es wasserdichte Abteilungen besitzt. Der Brunnen wird auch „Pumpensumpf“ genannt.
Bruttoregistertonne(Abkürzung: BRT) – ein veraltetes Raummaß für die Größe von Handelsschiffen.
Bubikragenweiß abgesetzter Farbgang über dem schwarzen Rumpf bei Kombischiffen; soll Schnelligkeit und Eleganz demonstrieren.
Buchtbeim Knoten bogig gehaltenes Tampenende oder an Deck ausgelegte („aufgeschossene“) Taukreise.
Buckofrüher insbesondere auf amerikanischen Schiffen gängige, in der Seefahrt jedoch überall verstandene Bezeichnung für einen Steuermann, der mit Härte für Ordnung und Disziplin an Bord sorgt; gleichbedeutend mit Englisch Bully („Schinder“).
BuddelFlasche 
BuddelschiffFlaschenschiff, kleiner modellhafter Nachbau eines Segelschiffs in einer Flasche
Büdelneiher(„Beutelnäher“), Scherzbezeichnung für den Segelmacher
Buffockerfarbene Schiffsfarbe, die oft für Masten, Schornstein usw. verwendet wird.
Bug1. vorderes Schiffsende
2. Seite, auf der ein Segelschiff relativ zum Wind liegt (siehe Backbordbug)
Bug-HorizontalruderBestandteil der Ruderanlage bei U-Booten
BugankerAnker am Bug, in engen und verkehrsreichen Gewässern in einer Klüse klar zum Fallen
BugkopfBugverzierung in der Form der Schnecke einer Geige
BugkorbMetallgestänge ähnlich einem niedrigen Geländer am Bug des Bootes, das verhindern soll, dass ein Mannschaftsmitglied über Bord fällt
BugnaseOberes Bugende. In der Deutschen Marine sind farbige Bemalungen (für maximal ein Jahr) üblich: Rot für das Passieren des Sueskanals, Gelb für die Überquerung des Äquators, Blau für die Überquerung des Polarkreises, Schwarz für den Besuch des Schwarzen Meeres.
Bugseeam Bug eines fahrenden Schiffes entstehende Welle, die sich seitlich ausbreitet
BugsprietSpiere am Bug von Segelschiffen 
BugstrahlruderImpeller in der Nähe des Schiffsbugs unterhalb der Wasserlinie zum besseren Manövrieren im Hafen
Bugvisierhochklappbares Bugteil auf RoRo-Schiffen (Fähren)
BugwaschanlageAnlage auf Eisbrechern: Bei der Fahrt durch Eis strömt ein Gemisch aus Luft und Wasser an der Außenhaut entlang und verringert dadurch die Reibung zwischen Seitenbeplattung und Eis.
Bugwelleentstehende Welle, die ein schwimmendes Objekt, das sich im Wasser fortbewegt, vor sich her schiebt und sich seitlich ausbreitet
Bukanierwestindischer Seeräuber im 17. Jahrhundert.
Bukdielendicke Lage von Holzbohlen auf der Tankdecke zum Schutz bei Greiferbetrieb und zur Dämmung gegen aufgeheizte Doppelbodentanks.
Bukliggerfauler Kerl.
Bulinein Haltetau für ein Rahsegel.
Bullaugerundes Fenster; die englische Bezeichnung lautet nicht bulleye oder bull’s eye, sondern porthole.
Bullenstander oder BullentaljeSicherungsleine auf einem Segelboot vom Ende des Baums nach vorne, um ein Überschlagen des Baums auf die andere Seite (Patenthalse) zu verhindern.
BumbootMarketenderboot, auch Wasserboot; speziell in Singapur für Schiffshändler, Schrotthändler, Souvenirhändler, auch mit „Damen“ an Bord.
Bunk(englisch für Koje) Schlafplatz an Bord.
bunkernTreibstoff oder Trinkwasser übernehmen.
Bunkerdeckin der Flucht des Hauptdecks gelegenes Oberdeck, genau über dem durchfluteten Fischraum (Deken) bei Haffkähnen.
BünnFischladeraum eines Fischereifahrzeugs, der durch zahlreiche Öffnungen mit dem Außenwasser verbunden ist, um den Fang lebend zu transportieren.
BüroknüpelMitarbeiter der Reederei (scherzhaft).
BuscherumpBlauer, mit dünnen weißen Streifen durchwirkter Arbeitskittel, ursprünglich aus Finkenwerder. Wurde hauptsächlich von Hamburger Hafenarbeitern getragen. Spitzname: „Finkenwerder Sterbekittel“.
Butterlandeine falsche, durch Nebel oder Dunst erzeugte Erscheinung von Land, siehe Fata Morgana
| Inhaltsverzeichnis A B C D E F G H I J K L M N O P Q R S T U V W X Y Z |

## C

Signalflagge – C

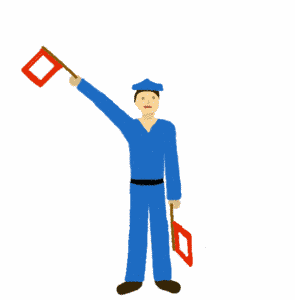
Winkeralphabet – C

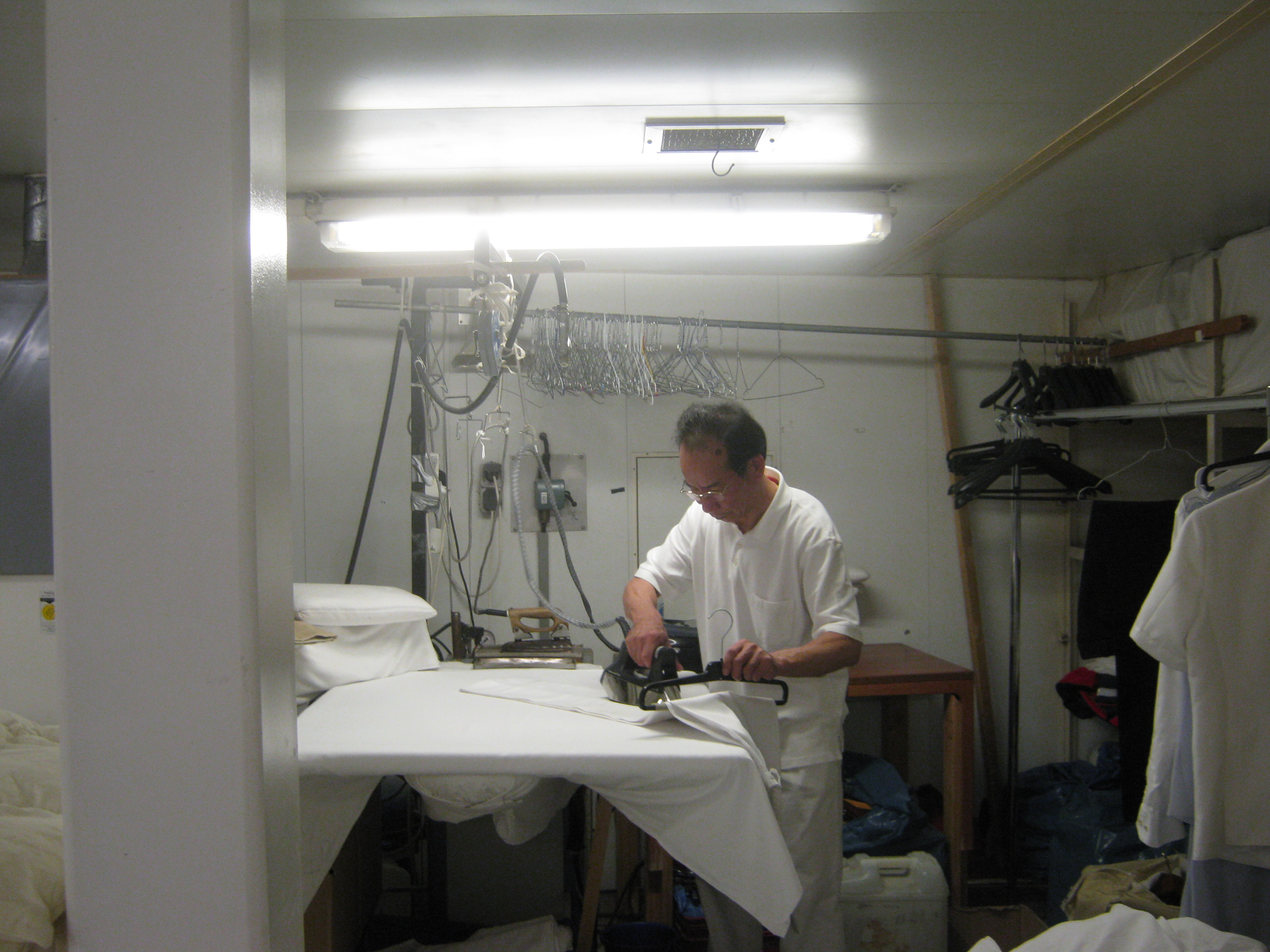
Chinesischer Wäscher auf dem Kreuzfahrtschiff Deutschland

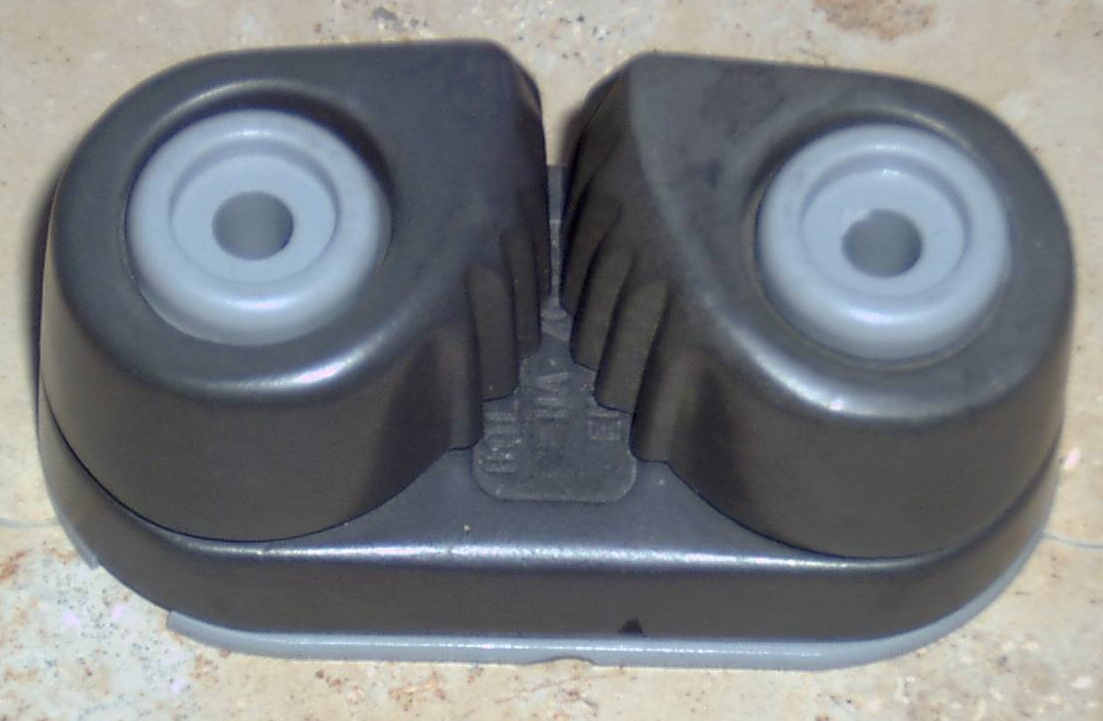
Curryklemme

Schlüsselwort: Charlie [ˈtʃɑːli]
Caballaspanische Makrele
Cadeein englisches Fischmaß, 500 Heringe oder 1000 Sprotten
Caissonbelüfteter Senkkasten für Unterwasserarbeiten
CanvasSegeltuch
Cargodie Ladung eines Schiffes
Cascoder schwimmfähige Schiffsrumpf ohne Technik (Antrieb oder Takelage)
Cat’s Pawleichter Wind („Katzenpfote“)
charterndas Mieten oder Pachten eines Schiffes oder Bootes
Charter-Partyder Mietvertrag für das Schiff
ChiefLeitender Ingenieur
Chief Mateerster nautischer Offizier
China-Maxder chinesische Wäscher an Bord Hamburger Schiffe. Beim Norddeutschen Lloyd in Bremen war ihr Rufname „Fritz“. Der Chef aller „Maxen“ in Hamburg war der „Obermax“
chinschenPidgin-Deutsch/-Englisch für handeln, tauschen
Chow(Slang) Essen, „Fraß“
Clapotisstehende Welle an einer Mauer
Clubstanderdreieckiger Wimpel mit Emblem oder den Farben des Segelclubs, wird unter die Backbordsaling gehisst
Clubbingsich im Strom treiben lassen, wenn dabei der Anker kurz gesteckt ist und über Grund schleift
ClupeidenSammelname für alle Heringe
Coffee-Nagelsiehe Belegnagel
Coilschwere Stahlblechrolle
Containerstapelungskonusein dem Bajonettverschluss ähnlicher Drehzapfen, der in ein Loch des darunterliegenden Containers einrastet als Sicherung gegen Verschieben
Costa-BirneEine strömungsmechanisch günstige birnenförmige Verdickung am Ruder direkt hinter dem Schraubenpropeller. Ihr Durchmesser beträgt 1/10 bis 1/8 des Schraubendurchmessers
chop-chop(Pidgin-Englisch) schnell, „mach schnell“, „hopp-hopp“
Colanisiehe Kulani
CoxswainGefechtsrudergänger, Steuermann
Creekstromloses flussähnliches Gewässer
Crewdie Besatzung eines Schiffes
Crude OilRohöl
Cumshaw(Pidgin-Englisch) Geschenk, Trinkgeld, Gefälligkeit; von Hokkien: 感謝 kám-siā, danke
CunninghamVorrichtung zum Strecken des Großsegelvorlieks ca. 20 cm über dem Segelhals, siehe Segeltrimm 
CurryklemmeGerät zum schnellen Einklemmen und Lösen einer Leine, benannt nach Manfred Curry
Cutterfräsender Schneidkopf am Rüssel bestimmter Saugbagger
| Inhaltsverzeichnis A B C D E F G H I J K L M N O P Q R S T U V W X Y Z |

## D

Signalflagge – D

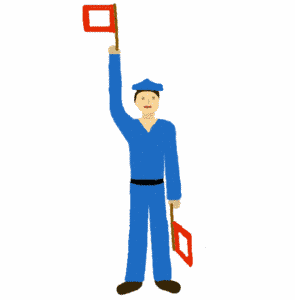
Winkeralphabet – D

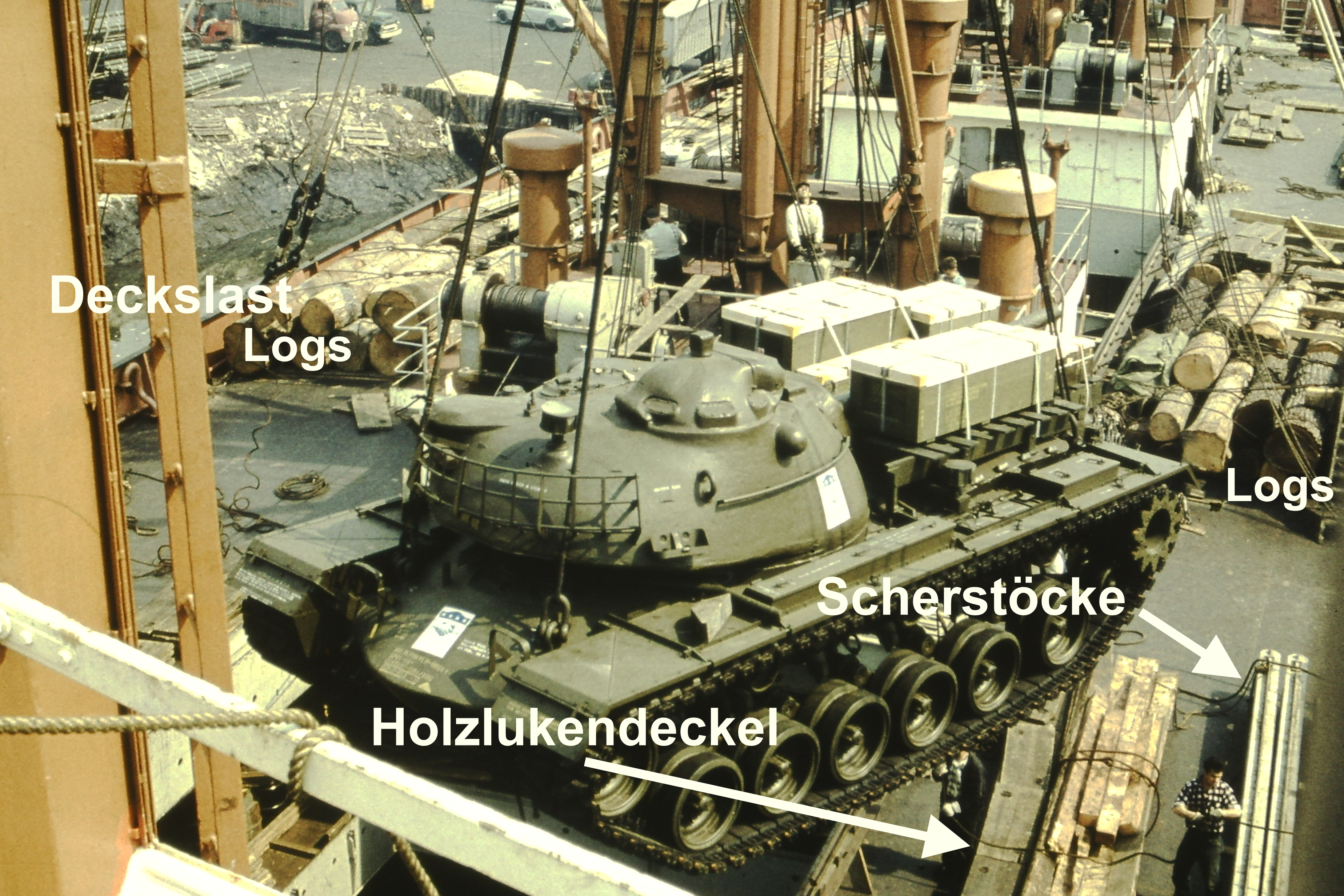
Beladung, Deckslast Logs auf beiden Seiten

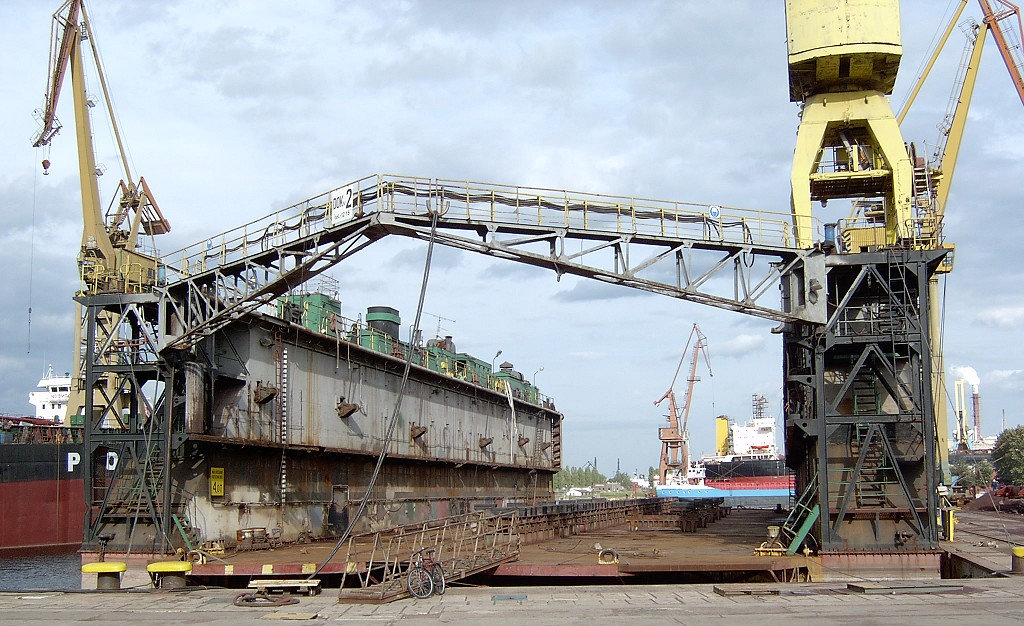
Dock

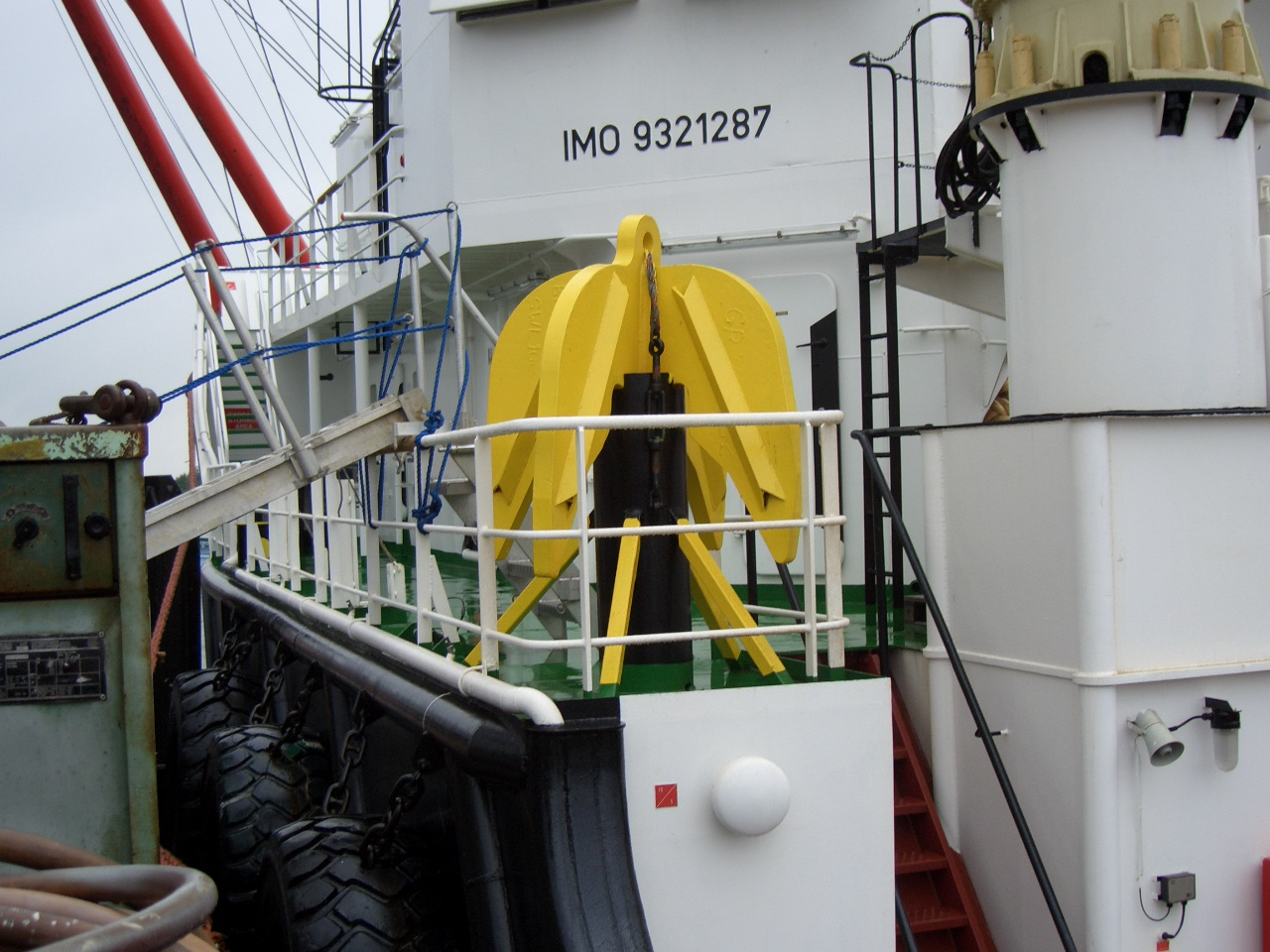
Schwerer Draggenanker

Schlüsselwort: Delta [ˈdɛltə]
Dacronsynthetisches Material, aus dem viele moderne Segel bestehen

DaggeTauende als Züchtigungsmittel auf alten Segelschiffen
Dalben(auch Dalbe, Duckdalben) Pfahl oder Pfahlgruppe im Hafen zum Festmachen des Schiffes
DANRufzeichen von Norddeich Radio
Dampferlichtumgangssprachliche Bezeichnung für das von Maschinenfahrzeugen bei Dunkelheit zu führende weiße Topplicht
Davisquadrantein altes Instrument zum Nehmen der Sonnenhöhe
Davitein Kran an der Reling von größeren Schiffen, mit dem (Rettungs-)Boote geheißt werden
DeadweightLeergewicht, aber >   Deadweight cargo: Gesamtladung von Frachtschiffen und >   Deadweight tonnage: Gesamt-Tragfähigkeit
Deckder oberste horizontale Abschluss des Schiffsrumpfs
DeckpeilungHat nichts mit Deck zu tun, sondern mit „Deckung“. Man hat eine Deckpeilung, wenn zwei Baken oder zwei Feuer in dem Augenblick, in dem sie „in Deckung“ sind, eine bestimmte Fahrrinne usw. kennzeichnen
DecksbauerSeemann der Decksbesatzung (scherzhaft, abwertend)
Decksbäreine schwere Kiste zum Reinigen und Weißen des Decks, wird hin und her gezogen
Decksgäng(auch Decksgang) – Ausdruck für die Decksbesatzung, im Gegensatz zur Maschinengang
DecksglasEin in das Deck fest, das heißt nicht aufklappbar, eingesetztes Glas. Es hat meist eine prismatische Form, um das Licht unter Deck besser zu verteilen
DeckslastLadung, die nicht unter, sondern aus bestimmten Gründen (Sperrigkeit, Übergröße, gasender Inhalt) an Deck gefahren wird
Decksmannschaftder seemännische Teil der Besatzung
DecksmeisterHöchster Unteroffizier im seemännischen Bereich eines Schiffes (im Unterschied etwa zu Maschine oder Navigation), Synonym zu Schmadding
DeckspassagierFahrgast, der keinen Anspruch auf einen Kajütsplatz hat
Deckssitzschwimmende Decksbank als zusätzliches Rettungsmittel
daNAbk. für Deka-Newton, Maß für Reißfestigkeit von Tauwerk (=10 Newton entspricht in etwa der Gewichtskraft, die 1 kg Masse auf der Erde hervorruft)
DGzRSDeutsche Gesellschaft zur Rettung Schiffbrüchiger
Deltasich gabelnde Flussmündung, benannt nach der Form des griechischen Buchstabens Delta
Delphingeißelseemännisch für Stampfstock, ein Bauteil eines Segelschiffs um die Verstagung des Klüverbaumes zu verbessern, siehe Takelage
DennebaumLukenlängssüll auf einem Binnenschiff
DerivationswinkelWinkel zwischen der Tangente an den Drehkreis und der Schiffslängsachse
Derrick(englische Bezeichnung für Ladebaum) ein Kran, der sich um einen senkrechten Pfosten aufbaut
Deutsche Seemannsmissioneine christliche Sozialeinrichtung für Seeleute
DeviationMissweisung der Kompassnadel durch magnetische Felder, die vom Schiffsrumpf, vom Eisen an Bord und von elektrischen Stromkreisen ausgehen
dichtholenmaximales Anholen (Durchholen) einer Leine
dippendas Grüßen von einem Schiff zu einem anderen, wobei die Flagge halb niedergeholt wird
DirkBezeichnung für die Leine, die von der Mastspitze zur Baumnock verläuft
DistanzfrachtFracht, die nach Meilen bezahlt wird
DMYVDeutscher Motoryachtverband
Dockist ein verschließbares und leerpumpbares Hafenbecken, um ein eingefahrenes Schiff trockenzulegen
DockplanQuerschnittszeichnung eines Schiffes mit den für das Docken wichtigen Abmessungen
DödelVerhindert das Eindringen des Wassers durch die Lasche in das Bootsinnere. Der Dödel (Scheidennagel) ist ein Weichholznagel, der in eine Bohrung an der Schnittstelle von Lasche und Sponung eingeschlagen wird. Durch eindringendes Wasser quillt er und dichtet so die Lasche. Sein Durchmesser richtet sich nach der Größe des Kiels und nach der Tiefe der Sponung.
DödelmokerBootsbauer und Schiffszimmerer
Dördehand(Handtalje, Dritthandtalje) – englisch Handy billy (auch watch tackle), sehr kleiner Flaschenzug
DoldrumsZone mit häufiger Flaute in der Nähe des Äquators
Dollbord(manchmal auch Sielbord genannt) ist der oberste Rand und Abschluss der Bordwand eines offenen Bootes, z. B. eines Ruderbootes oder einer Segeljolle
DolleEisen- oder Metallbeschlag in Form einer zweizinkigen Forke, dient bei einem Ruderboot zum Einlegen der Riemen beim Pullen oder Wriggen
Domperauch Preventertau; zur Verhinderung des Hochspringens eines Baumes, Mastes oder einer Rah usw.
Donkey(-boiler)Hilfskessel
DonkeymanHilfsheizer
Doppelpeilungeine Methode der Ortsbestimmung in der terrestrischen Navigation durch zweimaliges Peilen desselben Objektes. Peilt man ein Objekt und segelt oder fährt eine bestimmte Distanz, z. B. 5 sm, und peilt das Objekt zum zweiten Mal, so ergibt der Schnittpunkt des zweiten Peilstrahls mit dem parallel zur Kurslinie verschobenen ersten Peilstrahl den Schiffsort
DoppelenderSchiff mit Propeller vorn und hinten, z. B. eine Fähre
Dorade-LüftungDrucklüftersystem für Yachten, bei welchem durch seitliche Versetzung des Lüfterkopfes vom Luftschacht das Eindringen von Wasser ins Schiffsinnere vermieden wird
Draggankervierarmiger Suchanker zum Absuchen des Grundes
DraggenAnkertyp mit klappbaren Flunken
Draggerkleiner Trawler der US-Westküste
Drahtbrookwie Netzbrook, aber anstatt Tauwerk aus Draht gefertigt. Zum Laden von Kautschuk usw.
Drehbassein einer Gabel aufgehängte Kanone

Drei Schwesterndrei hintereinanderfolgende Riesenwellen
Drifter1. Treibnetzfischer, 2. Flauten-Genua
DSCAnrufverfahren im Seefunk, wichtig u. a. für Notrufe
DSVDeutscher Segler-Verband
Duchtdie Sitzbank in einem offenen Boot
Duckdalbensiehe Dalbe
dümpelnein Schiff dümpelt, wenn es sich bei Windstille oder vor Anker im Seegang sachte wiegt
Dunkelmeerlat. mare tenebrosum im Altertum der Name für die atlantischen Gewässer an der marokkanischen Küste bis zum Kap Verde (der Name hat seinen Ursprung wohl in der Unkenntnis dieser Gewässer, wo man immer noch das Ende der Erde zu finden glaubte)
Dünungeine Form des Seegangs
Durch die Daggen laufenPrügelstrafe mit dem Tampen (Spießrutenlaufen)
durchkenternkentern des Schiffes bis zur Kieloben-Lage
durchrauschendas Herausgleiten eines Endes aus einem lockeren oder falschen Knoten
durchsetzenein Tau festziehen und befestigen, beim Trimm des Riggs einer Jolle den Liekdraht der Fock spannen
dwars(nds, vom germanischen thvert) – verdreht; querab; quer zur Kielrichtung
Dwarsdriver(Quertreiber) Bezeichnung für Meckerer und die, die es immer besser wissen wollen
Dwarsliniefahren Schiffe, wenn sie genau parallele Kurse mit gleichen Abständen auf einer um 90° zum Kurs liegenden Linie fahren, also nebeneinander
Dwarslöperquer zur eigenen Fahrtrichtung laufendes Schiff
Dwarsmiecher(Querpinkler) Bezeichnung von abergläubischen Seeleuten für Frauen an Bord
DwarsseeSee, die quer in Fahrtrichtung an den Schiffskörper auftrifft, siehe auch: Dwarssee (Schiff, 1920)
DwarswindWind, der seitlich am Schiffskörper auftrifft (Seitenwind)
Dynashipein automatisiertes Riggsystem für Rahsegler
| Inhaltsverzeichnis A B C D E F G H I J K L M N O P Q R S T U V W X Y Z |

## E

Signalflagge – E

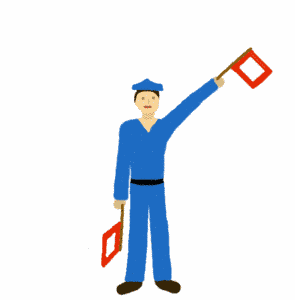
Winkeralphabet – E

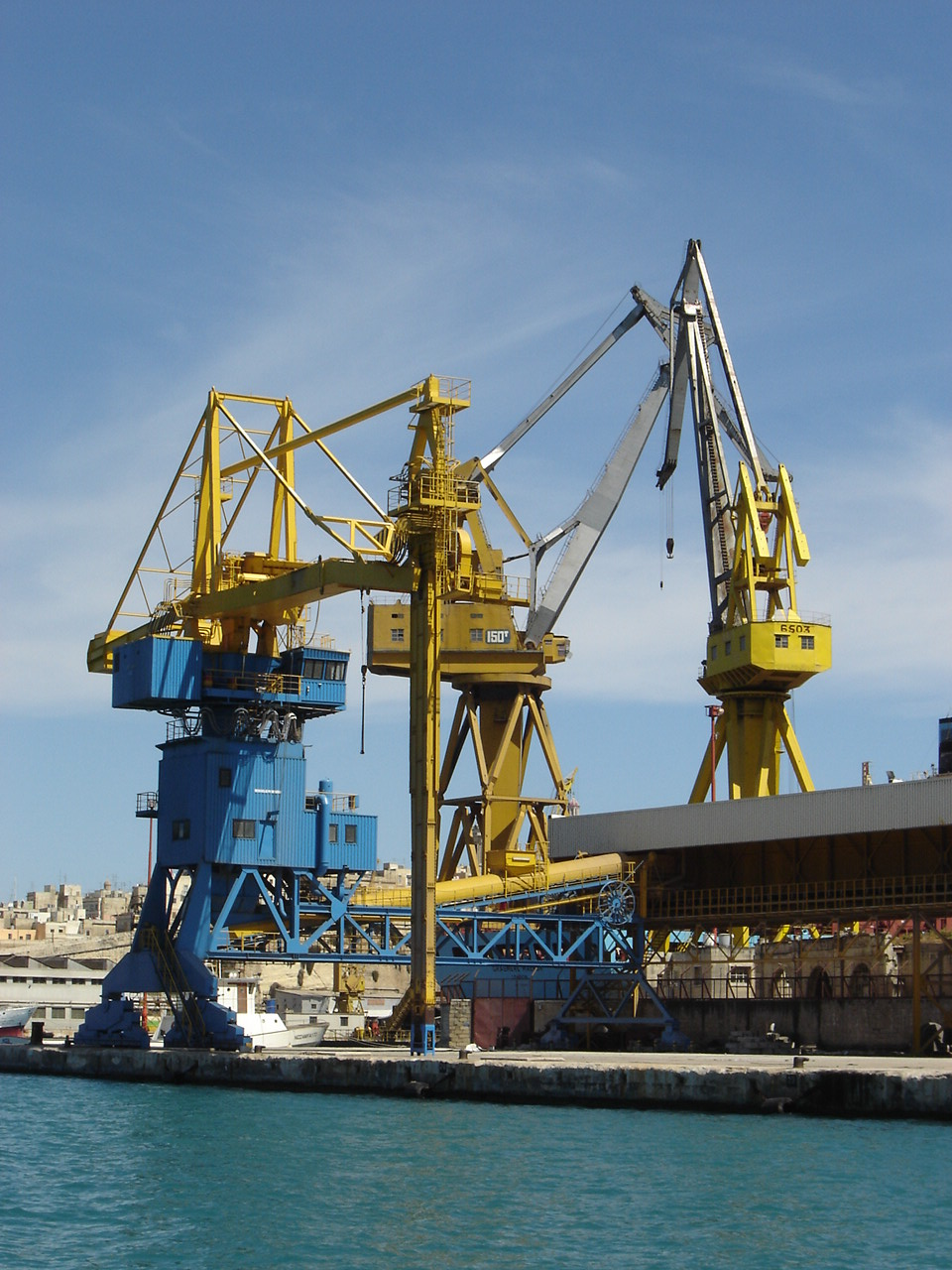
Elevator (Getreidesauger oder -heber) Malta

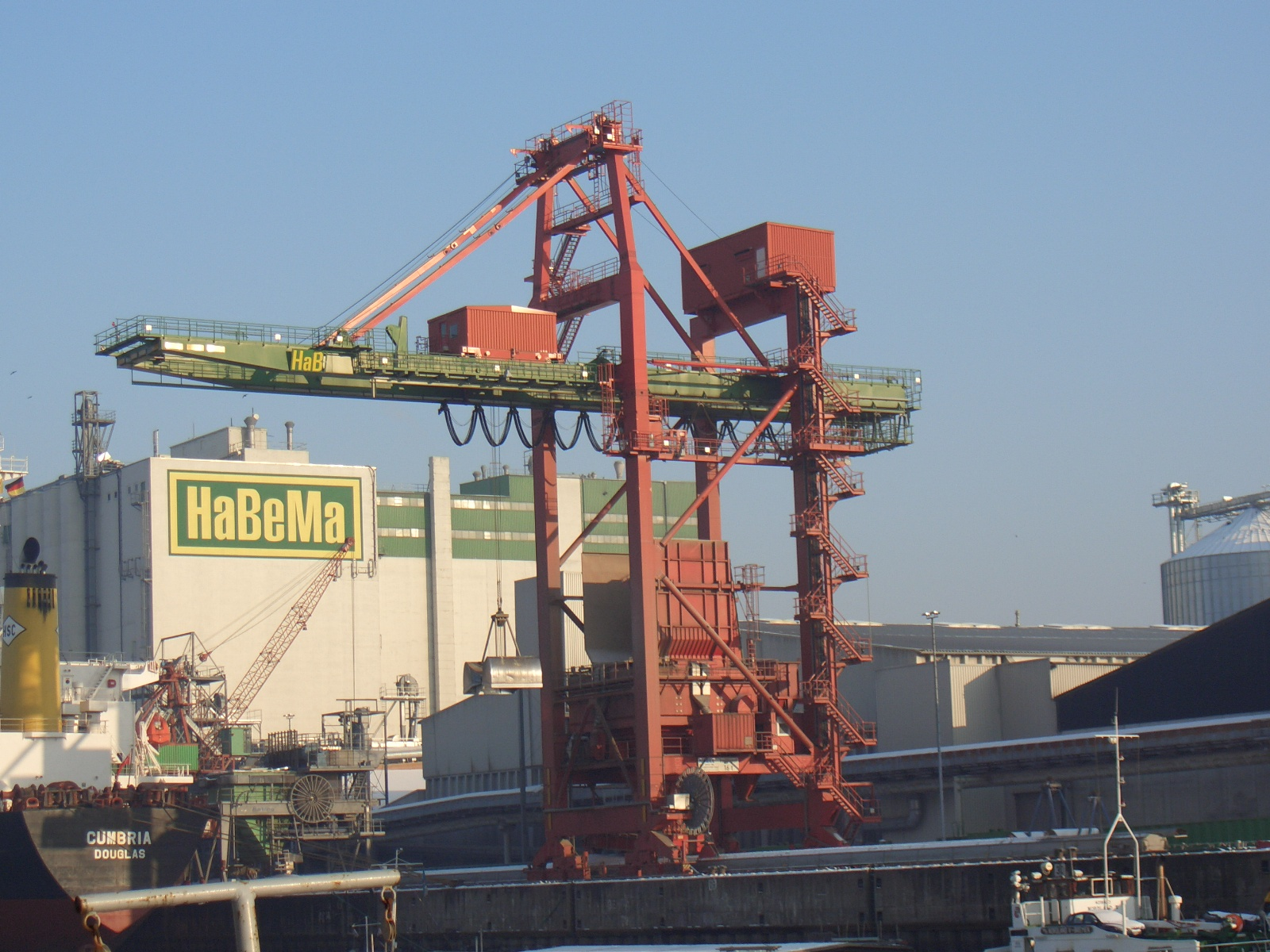
Greiferkran auf der Pier, Hamburg

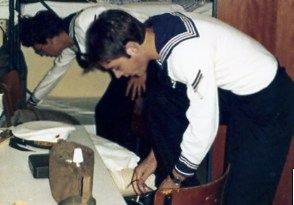
Marinesoldat in Ausgehuniform mit Exkragen

Schlüsselwort Echo [ˈɛkoʊ]
EbbeZeit des ablaufenden Wassers von Hochwasser bis Niedrigwasser
Ebbetorinneres Tor einer Flutschleuse
ECDISElectronic Chart Display and Information System: Ermöglicht mit GPS elektronische Navigation mittels Moving Map
einbootendas Anbordgehen mit Hilfe des Schiffsbootes
eindampfenin die Vor- oder Achterspring ist ein Bestandteil des Manövers zum An- und Ablegen von Schiffen
eindocken, dockendas In-das-Dock-Gehen, etwa um eine Reparatur oder Bodenreinigung vorzunehmen
EignerEigentümer, Besitzer. Die Bezeichnung wird im Zusammenhang mit dem Besitz von Schiffen angewandt
EimerSpottname für ein Schiff; ein Wassereimer hingegen heißt Pütz
eingefahrenist eine Mannschaft und dergleichen, wenn sie mit der Handhabung ihres Schiffes usw. vertraut geworden ist
einklarierendas Erledigen der Zoll- und sonstigen Behördenformalitäten beim Einlaufen in einen Hafen
einmottenein Schiff stilllegen
einpickenbezeichnet im Segeln das Befestigen eines Lifebelts am dafür vorgesehenen Strecktau zur Sicherung des Seemannes am Schiff. Die Befestigung geschieht über einen am Lifebelt befestigten Karabinerhaken
einschäkelnein Teil, z. B. eine Leine, einen Block an einem anderen Teil mit einem Schäkel befestigen
einschereneine Leine – z. B. eine Schot oder eine Reffleine – durch Ring- oder Spitzkauschen, Blöcke und/oder Umlenkrollen führen, damit sie benutzt werden kann
einschiffendas Anbordgehen, um eine Reise anzutreten
EinschiffungsmitteilungBotschaft ein paar Tage vor dem Auslaufen an die Fahrgäste
EinschleicherBezeichnung für einen Blinden Passagier
einsetzenBeim Stampfen des Schiffes in See setzt das Vorschiff in die See ein
eintörnen1. Vorgang beim Ankermanöver. Wenn nach dem Fallen des Ankers Kraft auf die Kette kommt, der Anker sich dann mit den Flunken in den Grund eingräbt, die Kette daraufhin wieder erschlafft, dann hat der Anker eingetörnt. 2. Seemännischer Ausdruck für „Liebe machen“
EisbärSpitzname für den Schmierer (amtl. „Maschinenwärter“) der die Kühlanlagen am Bord betreut
Eisdeckeldicke Isolierdeckel, die auf Kühlschiffen unterschiedliche Kühlzonen zwischen den einzelnen Decks trennen, bzw. stabile Abdeckungen im Lukenschacht. Die tragenden „Scherstöcke“ sind ebenfalls isoliert
die drei EisheiligenSpottname der Besatzung für den Kapitän, den leitenden Ingenieur und den Ersten Offizier
Eiserner Gustav(ugs.) Selbststeueranlage
EisgürtelSchiffe, die öfter in Gegenden verkehren, in denen mit Eis zu rechnen ist, werden mit einer Eisverstärkung gebaut, d. h. vornehmlich das Vorschiff zwischen Leer- und Tiefladelinie wird verstärkt, evtl. bis weit nach mittschiffs zu
Eisnotein Schiff ist in Eisnot, wenn es rundherum von Eis eingeschlossen oder eingeklemmt ist
Elefanterein zeitweiliger starker Regen an der Westküste Hindustans
ElgerFischspeer zum Bonitofang  
Elevator1. amerik. Fahrstuhl, 2. Getreideheber, 3. Lösch- und Ladeanlage für Bananenstauden, 4. Höhenruder bei einem Luftschiff, 5. Höhenscherbrett des Schwimmschleppnetzes, 6. Eimerbagger
ElmsfeuerElektrische Entladung bei Gewitter, in der Form, dass an den Toppen der Masten, den Spieren usw. kleine Flämmchen entstehen. Diese von alters her bekannte Erscheinung fand, bevor man die wirklichen Zusammenhänge erklären konnte, bei den abergläubischen Seeleuten die unterschiedlichste Deutung. Sie reicht vom Feuerteufel über Vorzeichen für gutes oder schlechtes Wetter bis zur Vorankündigung des nahen Todes eines Besatzungsmitgliedes
Embargo1. Ausfuhrverbot für Handelsschiffe, 2. Ausfuhrverbot, Handelssperren
E.M.P.A.European Maritime Pilots Association; internationale Organisation der Lotsengemeinschaft
EMSAEuropean Maritime Safety Agency
Endeseemännischer Ausdruck für Seile. Das Ende eines Endes wird als Tampen bezeichnet
EndachtAndere Bezeichnung für einen Achtknoten
Endschäkeldas letzte Ende der Ankerkette, womit diese im Kettenkasten abgesichert ist, um das unerwünschte Ausrauschen der Ankerkette zu verhindern
entern1. das Übersteigen auf ein feindliches Schiff; 2. das Klettern in die Wanten = aufentern / niederentern
entmagnetisierenSchiff gegen magnetische Minen schützen
entnebelnFenster vom Beschlag befreien
EPSAbkürzung für „effektive Pferdestärken“. Die Leistung der Maschine, die tatsächlich an der Hinterkante der Maschine zur Verfügung steht. Wegen der Reibung in den Lagern usw. sind die EPS geringer als die in der Maschine erzeugten PS. Das Verhältnis von EPS zu PS ist der Wirkungsgrad der Anlage
Erasmusder Schutzheilige der Seeleute (daher auch „Rasmus“ – s. u.)
ErleichterungslochIm Stahlschiffbau diejenigen runden oder ovalen Löcher, die in Stegen hoher Träger angebracht werden können, um an Gewicht zu sparen. Beispiel: Bodenwrangen, Rahmenspanten
Erste GeigeAusgehuniform der Marinesoldaten
Eselshooft(Eselshaupt) in der Takelage die Verbindungslasche zwischen Mast und der aufgesetzten Stenge
ETAEstimated Time of Arrival (voraussichtliche Ankunftszeit)
Etesienpassatartige Winde im Mittelmeer
Etmalvon et Wiederkehr und dem gotischen mel Zeit, Zeitpunkt. Ein Etmal ist die von einem Schiff von Mittag zu Mittag zurückgelegte Wegstrecke
ETOAbk. für einen elektrisch angetriebenen Torpedo
Eulen fangendas durch Unachtsamkeit des Rudergängers hervorgerufene Durch-den-Wind-Gehen
Eurosgriech. Gott des Ostwindes
EvaporatorDruckbehälter in dem Seewasser verdampft (evaporiert) wird, um das Kondensat als Trinkwasser zu gewinnen
Ewerführerein gelernter Mann, der im Schutenbetrieb das Laden und Löschen sowie das Bugsieren der Schute leitet
Ewerführereiein Transportunternehmen, das mit Schuten, früher Ewer, Verladungen in Häfen vornimmt 
Exkragen (kurz für Exerzierkragen)slang. Wäsche achtern großer Kragen auf Matrosenblusen, der an die Zeit erinnert, als Mannschaften und Unteroffiziere noch geteerte oder geölte Zöpfe trugen. Er sollte verhindern, dass der Zopf die Oberbekleidung beschmutzte (siehe Bändermütze). Viele Handels- und Marinenationen übernahmen die britische Tradition, den Exkragen mit drei weißen Streifen zu versehen. Sie sollten an die drei großen Seeschlachten Nelsons bei Aboukir (1. August 1798), Kopenhagen (2. April 1801) bzw. Kap Finisterre und Trafalgar (21. Oktober 1805) erinnern. Zum Exkragen wurde ein schwarzes Halstuch zur Trauer um den bei Trafalgar gefallenen Nelson getragen, das in einigen Flotten einen kunstvollen Knoten erhielt oder als schmale schwarze Schleife ausgebildet ist. Die weiße Schleife auf dem Knoten hob die Trauer später wieder auf.
| Inhaltsverzeichnis A B C D E F G H I J K L M N O P Q R S T U V W X Y Z |

## F

Signalflagge – F

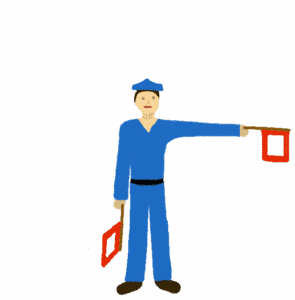
Winkeralphabet – F

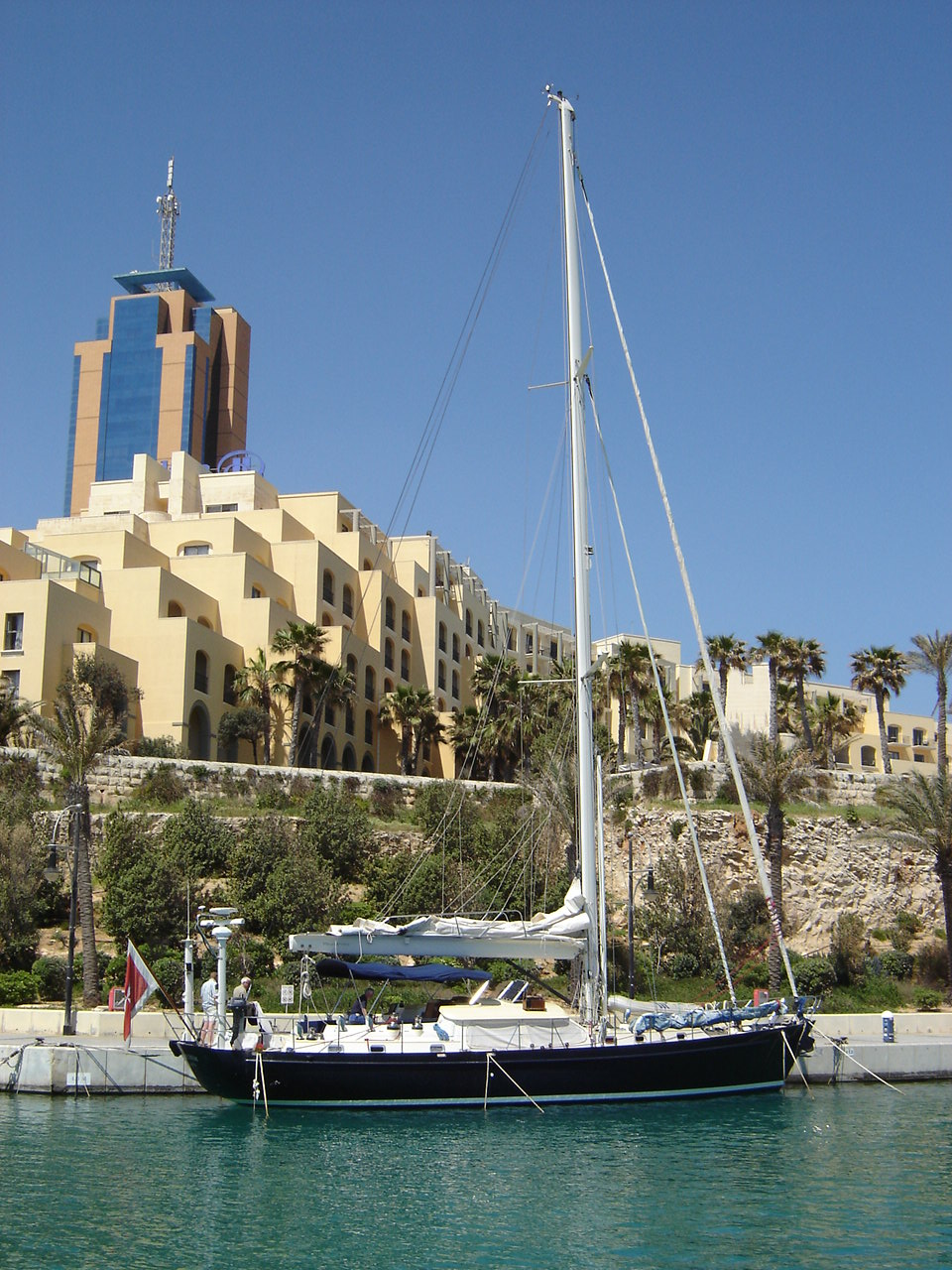
Fahrtensegelyacht mit Lazy Jack (Faulenzer) am Mast

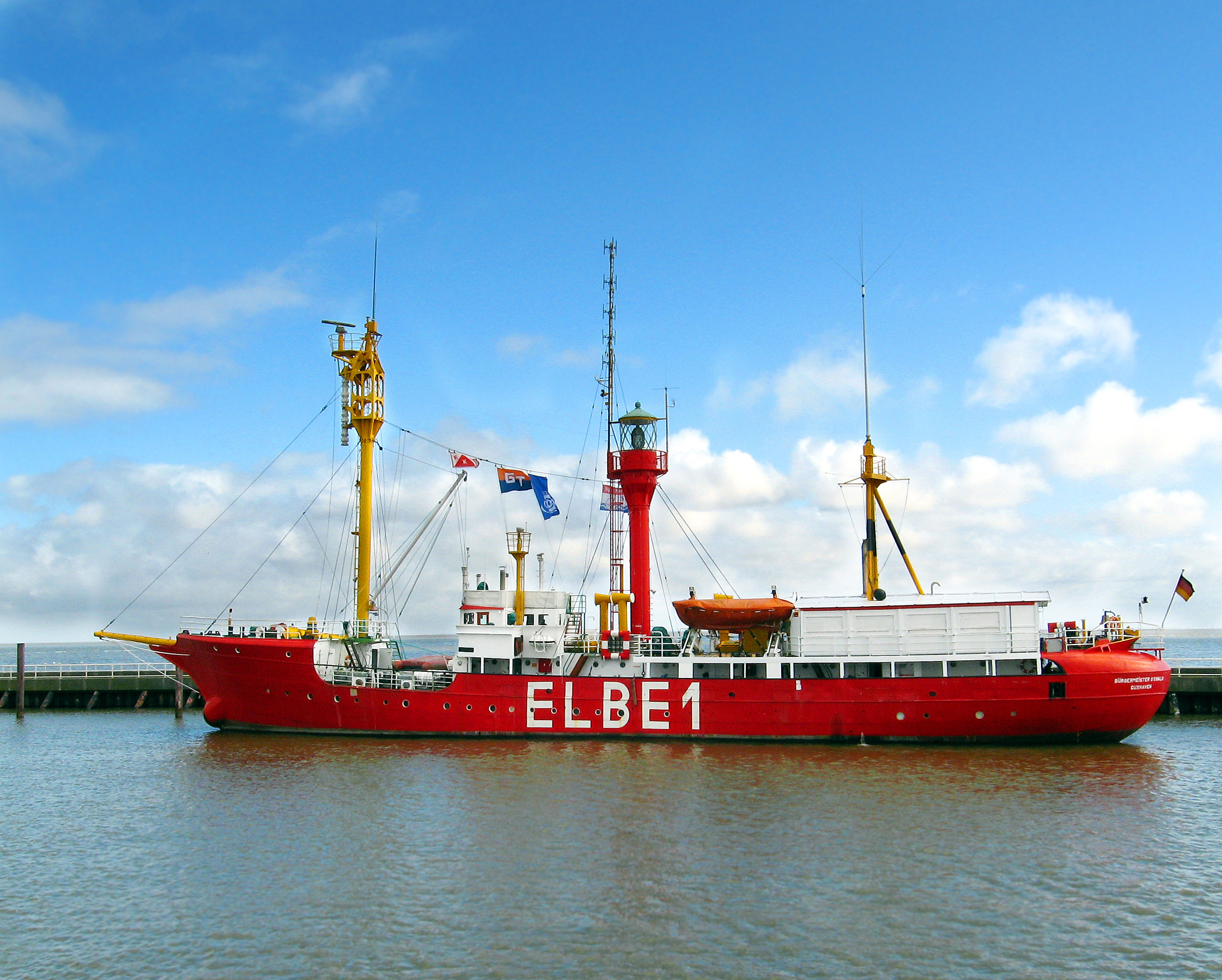
Feuerschiff Elbe1

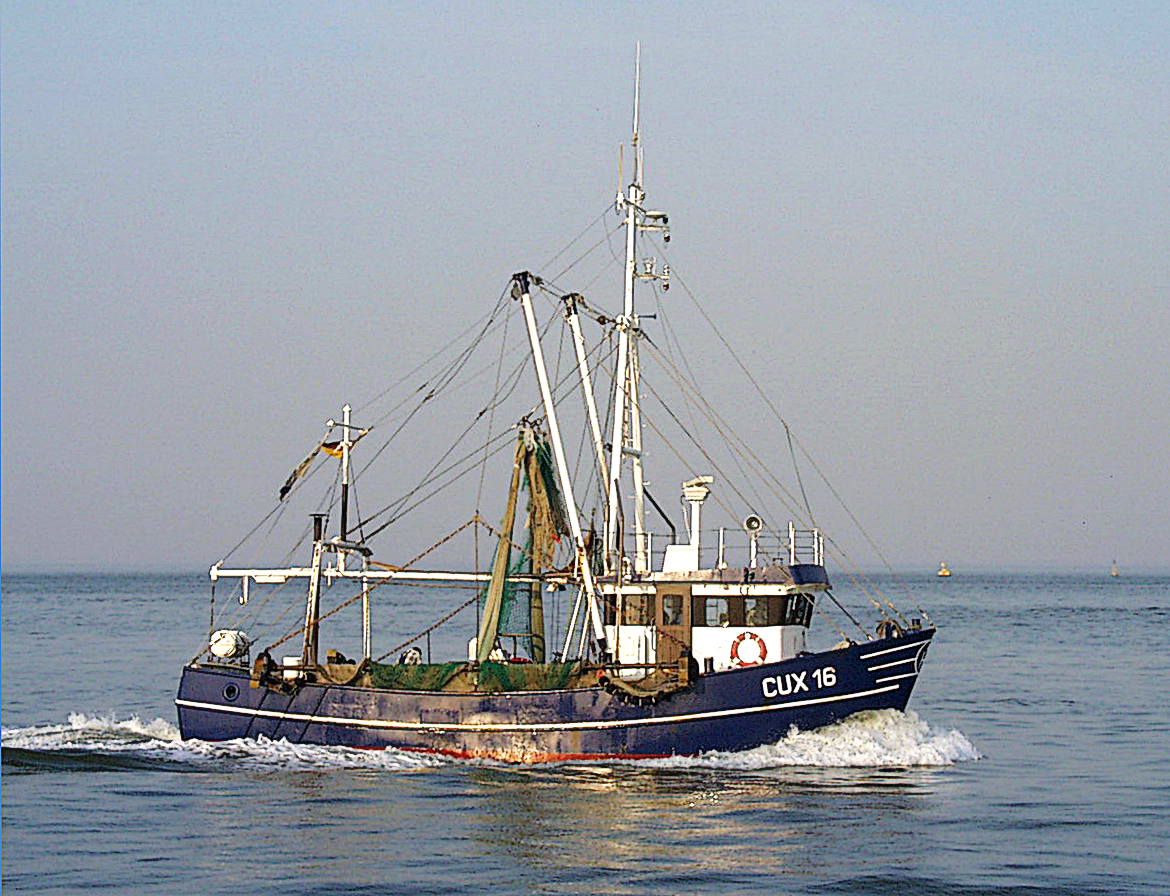
Krabbenkutter, außenbords Fischereikennzeichen

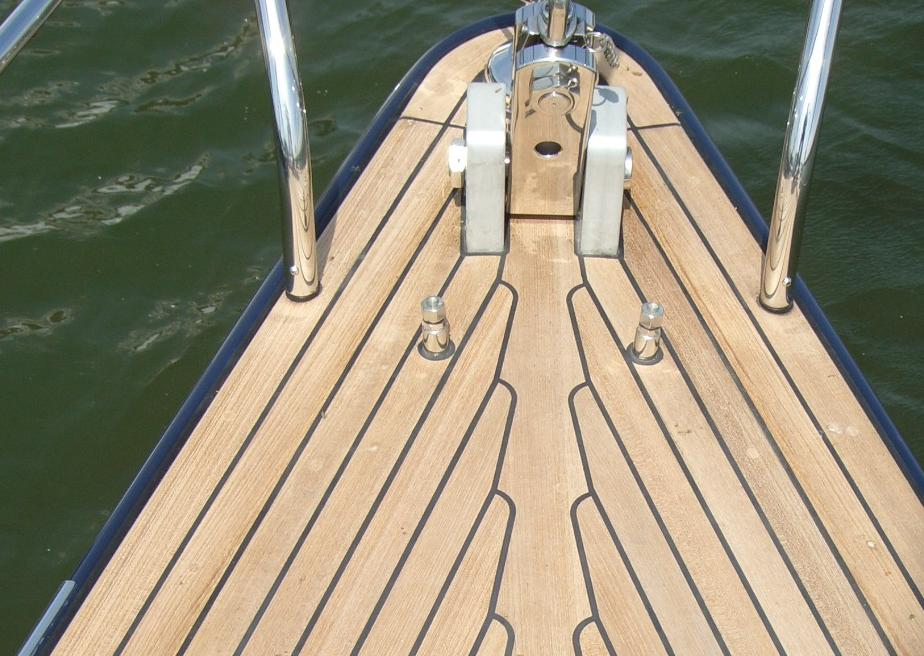
Stabdeck mit Fischung

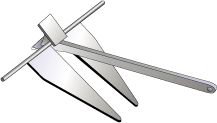
Flunken eines Plattenankers

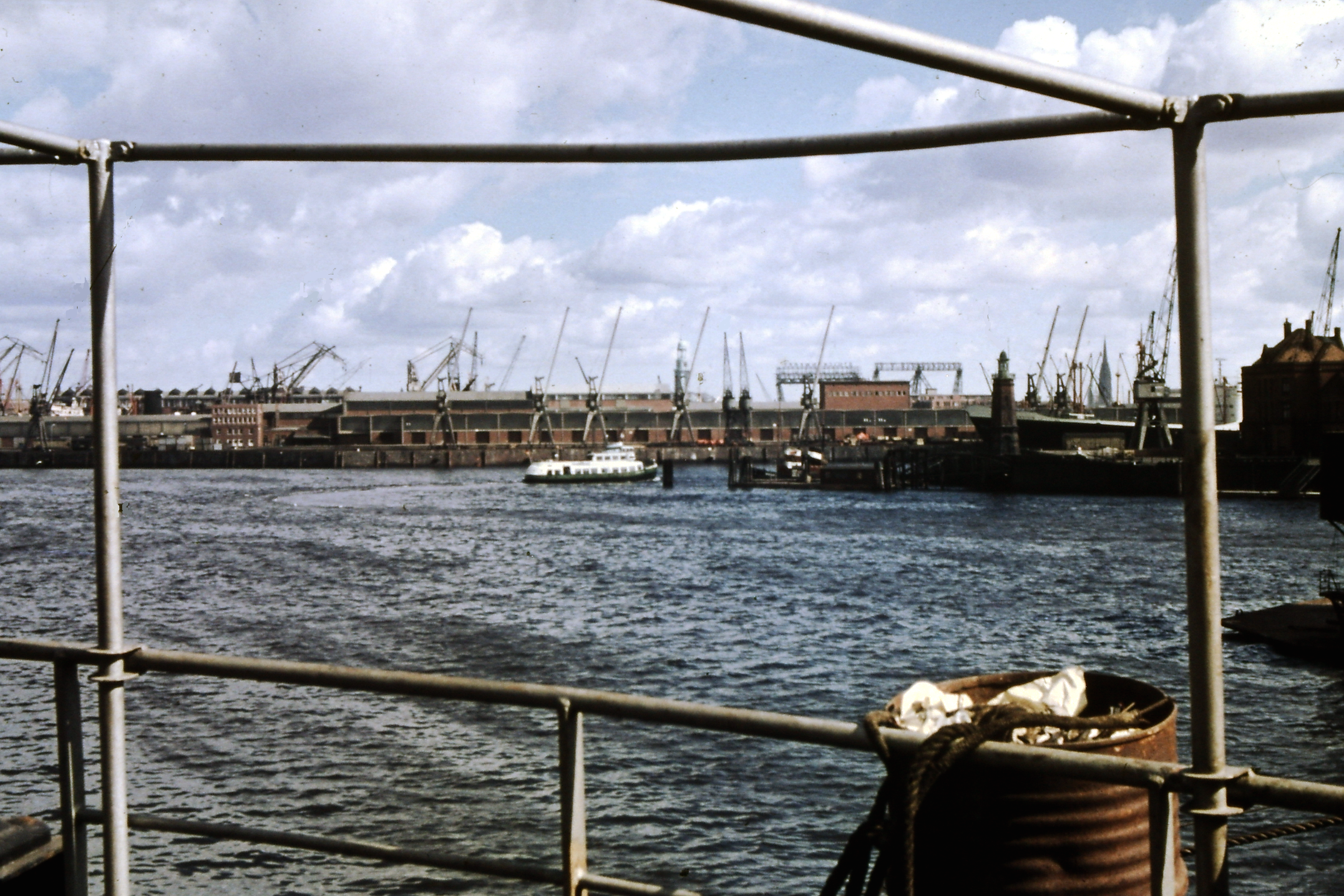
Eine an der Reling aufgehängte Mülltonne

Schlüsselwort: Foxtrot [ˈfɒkstrɒt]
FachBezeichnung für den Zwischenraum zwischen zwei Spanten
Fächermehrere gleichzeitig mit verschiedenen Kursen abgeschossene Torpedos
Fadenein englisches, in der Seefahrt besonders früher gebräuchliches Längenmaß; 1 Faden = 6 Fuß (1,83 m)
fahrenSeemännischer Ausdruck mit verschiedener Bedeutung. 1. Ein Ende fährt durch den Block, es läuft nicht durch den Block; 2. Wenn ein Schiff Segel gesetzt hat, dann fährt es diese. Es fährt weiterhin die verschiedenen Ausrüstungsteile, es fährt eine bestimmte Maschine. Wenn es aber in Gang gekommen ist, dann fährt es nicht, wie ein Auto, sondern dann „läuft“ es mit dieser oder jener Fahrt von soundsoviel Knoten; 3. Ein Seemann fährt so und so lange, d. h., er fährt zur See
Fahrensmannein Mann, der fährt, d. h. ein „erfahrener“ Seemann, der zur See fährt oder fuhr
FährhafenHafen mit Fähranleger und -betrieb
Fahrrinneenges, durch Tonnen oder Stengen gekennzeichnetes Fahrwasser durch ein breites, aber nur flaches Gewässer
Fahrtmesser (Geschwindigkeitsmesser)misst die Fahrt (Geschwindigkeit) durchs Wasser, also nicht über Grund, mit einem für den jeweiligen Geschwindigkeitsbereich geeigneten Verfahren: Staudruck für sehr hohe Geschwindigkeiten, Ultraschall für mittlere und Impeller für niedrige Geschwindigkeiten. Pars pro toto wird auch das Anzeigegerät als Fahrtmesser bezeichnet
Fahrttabelletabellarische Gegenüberstellung von Propellerdrehzahl und korrespondierender Schiffsgeschwindigkeit in Knoten
Fallein Tau zum Aufziehen von Segeln (Mehrzahl: Fallen)
Fallbrettein Brett mit dem Hellingneigungswinkel, zum Aufstellen der Spanten
Fallreepdie an die Bordwand gehängte schräge Treppe
Fallwindezumeist böige und stark drehende Winde, die in Lee eines Hindernisses von oben auf die Wasseroberfläche treffen. Fallwinde kommen ohne Vorwarnung, da sie nicht über die Wasseroberfläche streichen und diese verändern
FancyworkZierknoten und Zierarbeiten aus Tauwerk, siehe Macramé, scherzhaft für missratener Knoten
Fangdie Ausbeute eines Fischers
FanggeschirrBezeichnung für die Gesamtheit der Ausrüstung, die beim Fischen über Bord gegeben wird (Zugleinen, Netzsack, Bojen, Scherbretter)
Fangleinestarker Tampen festgemacht am Bug des Rettungsbootes. Das freie Ende wird vor dem Zuwasserlassen an einer Klampe auf dem Vorschiff belegt, um das Abtreiben des Bootes zu verhindern
Farbenstrakdie Grenzlinie zwischen dem Unterwasserschiff und dem Überwasserschiff
Farbe waschendas gründliche Reinigen gemalter Schotten, insbesondere der Aufbauten
FaschinenBuschfender an der Kaimauer
faule Küsteeine Küste mit vorgelagerten Untiefen, Riffen usw.
Faulenzeroder Lazy-Jacks, diagonal vom Mast zum Baum gespannte Leinen zum Sichern der Segel beim Segelbergen (auch Baumaufholer, dünner Draht) und Teil des Ladegeschirrs auf Frachtschiffen
fauler GrundMeeresgrund, der wegen seiner Härte, seiner Steine usw. für das Ankern schlecht geeignet ist
Federspringabgefederte Ankerkette eines Feuerschiffes
FegselReste einer Bulk-Ladung, die zusammengefegt wird
FehlweisungKompassfehlweisung
Fendergepolsterter Puffer, schützt den Schiffsrumpf am Liegeplatz
FensterfischHering in Gelee, Bestandteil des Schiffsproviants
FergeFährmann
Ferkeltreiberdas bei mehreren gemeinsam laufenden Schiffen/Segelschiffen langsamste
fest!Kommando beim Heißen, Hieven, Einholen; bedeutet so viel wie Halt, Stopp, nicht mehr heißen
festholen(dichtholen) – festbinden
festlaufenmit dem Kiel im flachen Meeresboden oder einer Sandbank steckenbleiben
fette Fahrt habenschnelles Segeln bei stürmischem Wetter
FettkellerSpitzname für Maschinenraum
fett und magerSpitzname für die Hamburger Reederei A. Kirsten
FEUForty Foot Equivalent Unit, 40 Fuß-Container
Feudelgrober Putz-/Wischlappen
FeudelgeschwaderSpitzname für das Messepersonal (Besatzung)
Feuerseemännische Bezeichnung für jede Art von Leuchtfeuer
FeuerrolleTeil der Sicherheitsrolle. Weist jedem Mitglied der Schiffsbesatzung seine besondere Aufgabe zu im Fall von Feuer an Bord 
Feuerschiffschwimmendes, zumeist bemanntes, Seezeichen
Feuerverholtrossebeim Löschen gefährlicher Güter vorgeschrieben
Fiedelbogen1. Klipperbug; 2. Geigenbogen
fierenwegfieren oder auffieren – schwebende Last langsam absenken, eine Leine oder Schot nachlassen, Lose geben
FilzlausgeschwaderSpitzname für die Bremer Reederei Neptun Dampfschifffahrts-Gesellschaft 
Fischereikennzeichenein außenbords angebrachtes optisches Kennzeichen, siehe Foto
FischgründeFangplatz
Fischlupespezielles Echolot für die Ortung von Fischschwärmen
Fischstacheleine beschwerte Leine oder eine Stahlstange mit mehreren Fischhaken
FischtownSpottname für Bremerhaven
Fischungdie mittlere Deckplanke / Stoßverbindung, siehe Abbildung 
FischwanderkarteSeekarte mit Wanderwegen der Fische
Fischwehreine feste Fischfalle
Fittübergroßer und besonders dicker Marlspieker aus besonders hartem Holz, diente zum Spleißen von Manilas
FlabberNetzklappe beim Scherbrettnetz
Flaggenalphabets. o.
FlaggenbrettBrett mit Flagge an der Leine eines harpunierten Wals, oder eine Boje, manchmal mit Schleppanker, um die Fahrt des Wales zu hemmen
Flaggengala(auch Flaggenschmuck) – über die Toppen flaggen, Schmuck des Schiffes bei festlichen Gelegenheiten, indem man die Signalflaggen aneinandergereiht längsschiffs über die Toppen setzt
FlaggenkastenKasten mit zahlreichen Fächern, in dem die benötigten Signal- und Dienstflaggen sowie Nationalitätsflaggen der anzulaufenden Länder griffbereit aufbewahrt werden
FlaggenparadeZeremoniell des Flaggensetzens morgens und Niederholens abends
FlaggestreichenNiederholen der Flagge zum Zeichen der Kapitulation
FlaggschiffAdmiralsschiff, größtes Schiff einer Flotte
FlascheUmlenkrollen oder deren Halterung beim Flaschenzug (besondere Form eines Blocks)
FlaschenpostNachricht, Mitteilung, Hilferuf, die in eine Flasche gesteckt und der See übergeben wird, in der Hoffnung, dass sie gefunden wird
Flash messageBlinkspruch
Flat topamer. Slang für Flugzeugträger und Frisur mit horizontal exakt geschnittenen Haaren
Fleeterkleiner Trawler, der den Fang an die Transportschiffe übergibt
Fleischhakengebrochene oder abgeriebene Stelle beim Drahttau; besondere Verletzungsgefahr für die Hände
Fleischsackgeräumiger Sack aus Segeltuch, worin in früheren Zeiten auf kleinen Schiffen in der Ostseefahrt Fleischvorräte aufbewahrt wurden. Wurde in den Mast gehievt, wo die salzige Seeluft eine Art Konservierung bewirkte
Flettner-Ruderein von Anton Flettner erfundenes, an der Hinterkante des Ruders angebrachtes, gegenseitig ausschlagendes Hilfsruder, welches die Ruderkräfte reduziert
Fliegender-Fisch-Seemanneiner, der lieber im warmen Süden als im kalten Norden fährt; so viel wie Warmwasserduscher
fliegende Verankerungin einem Gezeitengewässer derart, dass das Schiff bei Ebbe vor dem ersten und bei Flut vor dem zweiten Anker liegt
Fliegender HolländerGeisterschiff, das gegen den Wind segelt
FLIP-Schiffkann durch Füllen von Tanks aus der horizontalen in die senkrechte Lage gebracht werden
Flitschdas grätenfreie Fischfleisch beiderseits der Hauptgräte
FloatainerFloating Container, schwimmender Container. Diese Container werden in Vierergruppen durch Leichtgewicht-Krane an Bord der Schiffe zu Wasser gelassen und von Schleppkähnen an Land gezogen. Ihre Be- und Entladung erfolgt von oben. Die Deckel sind wasserdicht verschlossen
FlögelWindbüdel, kleiner Sack auf dem Masttopp, mit dessen Hilfe man die scheinbare Windrichtung und bis zu einem gewissen Grade auch die Windgeschwindigkeit abschätzen kann
Flötentörnzweiter Mann der Seewache im Bereitschaftsdienst
flottbedeutet so viel wie frei schwimmend; im Gegensatz zu „auf Grund“ festsitzen; flott kommen: sich vom Grund lösen können (etwa durch steigendes Wasser)
Flottholzder Auftriebskörper am Oberteil eines Netzes, aus Glas, Plaste, Leichtmetall, früher Borke oder Pappelholz
FlottenforzSpottname für einen (zu) klein geratenen Seemann
Flottennegerder virtuelle Tröster der daheimgebliebenen Frauen von Seefahrern („Kowalski“)
Floßin der Seefischerei ein sehr großer Schwarm von Fischen; auch: primitives Wasserfahrzeug 
FlunkeSchaufelteil eines Ankers, siehe Zeichnung
Flurplatte(n)– starke Laufbleche im Maschinenraum, mit Riffeln oder Warzenprofil gegen Ausrutschen
FlurplattenindianerSpitzname für einen Maschinisten
Flüstertütedas Megaphon oder Sprachrohr
Flybridgehochliegender offener Steuerstand bei Motoryachten
FockVorsegel, vor dem Mast – auch das Großsegel (unterstes Segel) des Fockmastes (1. Mast von vorne)
Foftein(plattdeutsch: fünfzehn) 15-Minuten-Pause
FoulingBesiedelung des Unterwasserschiffs durch maritime Organismen, z. B. Seepocken und Muscheln
FrachtEntgelt für Transport über See
Franzose, Engländerein durch Drehen verstellbarer Schraubenschlüssel = Rollgabelschlüssel
Force Majeure(französisch) Höhere Gewalt (als versicherungsrechtlicher Ausdruck)
FreibordmarkeDie Freibordmarke zeigt die Grenzen für den infolge Beladung veränderlichen Freibord am Schiffsrumpfes an
Freigutzollfreie Ware an Bord
freihaltenden Kurs des Schiffes so ändern, dass ein Hindernis oder dergleichen gefahrlos passiert werden kann
FreischläferMannschaftsmitglieder, die keine Nachtwache haben
Freiwachpäckchendas Gegenstück zur Arbeitskleidung des Seemanns (nicht mit Landgangspäckchen verwechseln)
Freund Heinder Tod (als Gestalt)
FriesennerzSegel- auch Regenschutzbekleidung, aus den 1970/80ern, aus Rayon/PVC mit Kapuze, meistens in gelb
FroschDrahtseilklemme zum Laschen
Fuchsbei überanstrengten Augen nicht vorhandenes Land sichten
Funkbakestationäres Funkfeuer
fühlen(von Untiefen) – vorsichtig unter ständigem Loten vorauslaufend
führenein Schiff führt eine Flagge, d. h., es zeigt diese, hat diese gesetzt; auch für ein Schiff führen (d. h. befehligen)
Fullbrass auch Fuulbrass – englisch foolbrassheißt eine an der Reling aufgehängte Mülltonne
full speedsagt der Seemann wenn er volle Fahrt, Volldampf voraus (Höchstgeschwindigkeit) meint
Funkenpuster(scherzhaft) Funker, Funkoffizier
Funkerauch Seefunker – gemäß Handbuch Seefunk Bezeichnung einer Person mit gültigem Seefunkzeugnis
FunkoffizierBis 1. Februar 1999 eine Person, die ein von einer Fernmeldebehörde ausgestelltes entsprechendes Patent besitzt
Funktelegramm (FT)eine über Funk gesendete oder empfangene Nachricht
Fuselfelsenspöttisch für die Insel Helgoland, wegen des zollfreien Alkohols
Fußpferdgespannter Draht unter der Rah auf Segelschiffen, zum Draufstellen beim Bergen der Segel – daher auch der Warnruf „Wahrschau Fußpferd“, der die auf dem Fußpferd stehenden Matrosen warnt, wenn ein weiterer Mann hinzukommt
FußrelingLeiste oder Metallprofil am äußeren Rand des Decks von Segelyachten
| Inhaltsverzeichnis A B C D E F G H I J K L M N O P Q R S T U V W X Y Z |

## G

Signalflagge – G

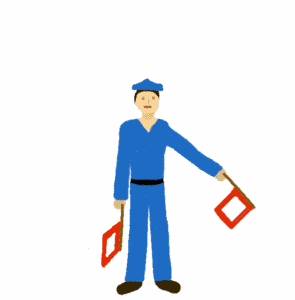
Winkeralphabet – G

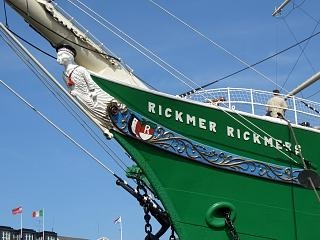
Galionsfigur der Rickmer Rickmers

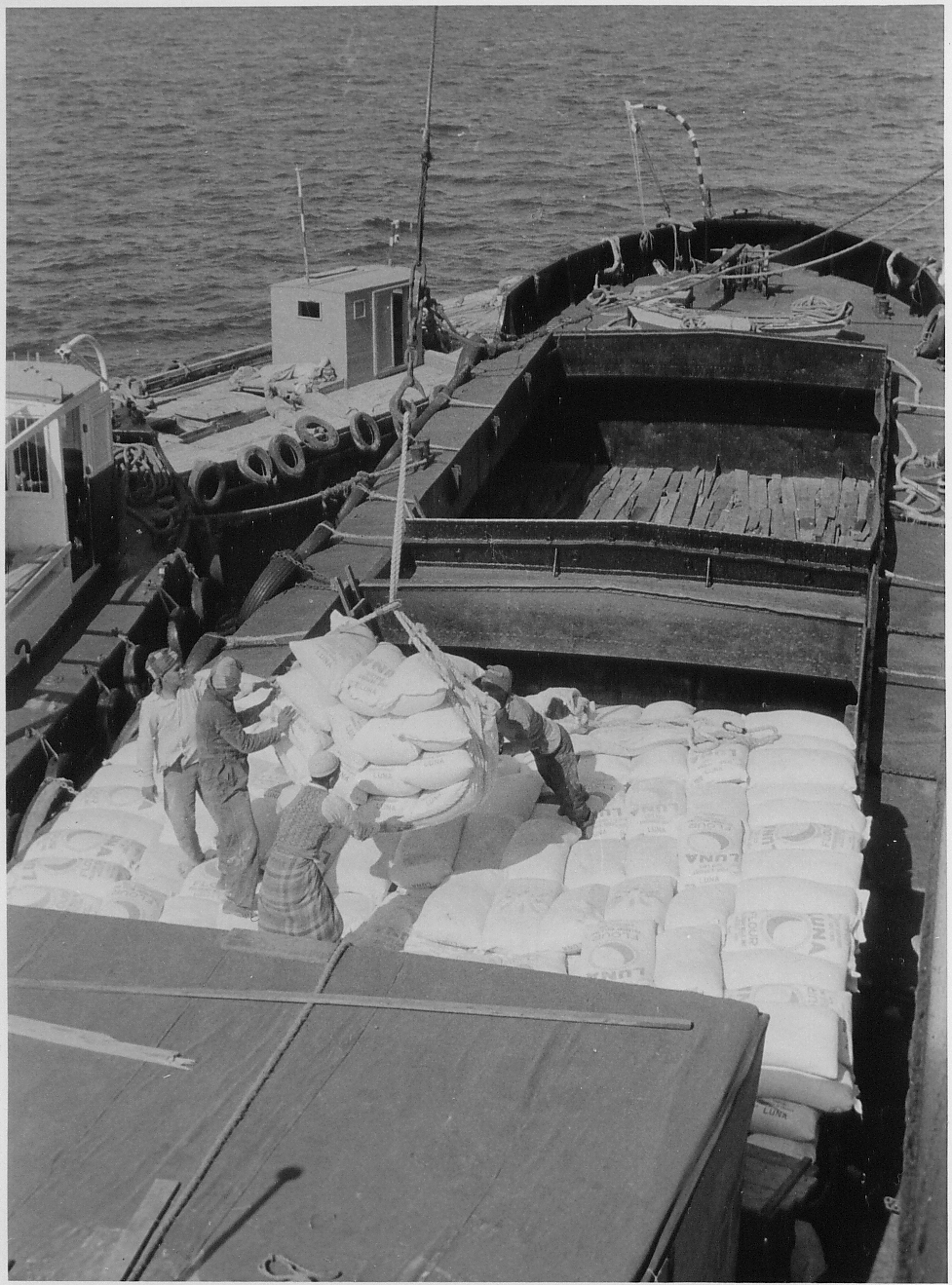
Beladung einer Barge der vordere Laderaum mit Brettern als Garnier ausgelegt

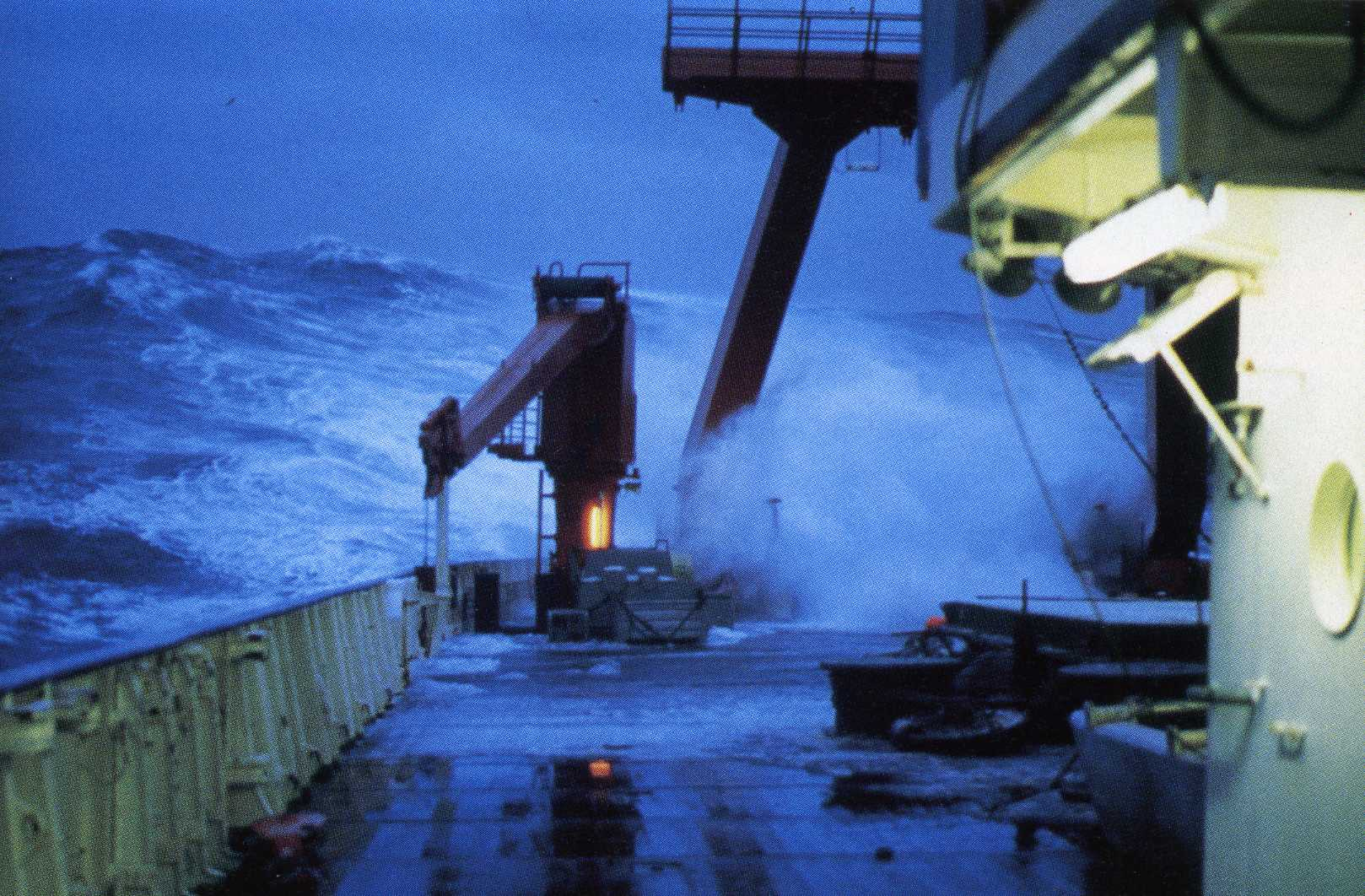
Grüne See

Schlüsselwort: Golf [gɒlf]
GaffStahlhaken an Stange, mit dem große Fische aus dem Wasser an Bord geholt werden
GaffelSpiere, schräg nach oben stehend am Oberliek eines Gaffelsegels
Gaffelketschsiehe Ketsch
Galeasseim 16. Jahrhundert war die Galeasse ein Militärschiffstyp, heute ist die Galeasse ein Zweimastschoner mit Gaffel- und Gaffeltopsegel und Spiegelheck (siehe Galiot)
GalionEin Vorbau auf den alten hölzernen Schiffen am Bug, der als Toilette genutzt wurde
Galionsfigur(englisch Figurehead) ist eine meist aus Holz geschnitzte Figur, etwa eine Frauenfigur, die auf Schiffen, vornehmlich Segelschiffen (Windjammer), meist unter dem Bugspriet angebracht wird
Galiotheute ein Zweimastschoner mit Gaffel- und Gaffeltopsegel und Spitzheck (siehe Galeasse)
Gammel1. Beifang für die menschliche Ernährung unbrauchbarer Teil des Fischfangs, 2. Unordentlich, 3. etwas schlecht Gewordenes, „Vergammeltes“, 4. Langeweile
Gammelpäckchenseemänn. slang für einen liederlichen Menschen, Bummelanten, Drückeberger
Gängboss(Gangboss) – bei Schauerleuten der Vorarbeiter
GangspillWinde auf Segelschiffen zum Heben des Ankers mit Muskelkraft. In die passenden Aussparungen des Gangspills wurden hölzerne Spillspaken eingesetzt, gegen diese gestemmt die Matrosen im Kreis liefen
GangwayVerbindung vom Schiff zur Pier
GarnierBretter, Matten, Folien etc. mit denen die Laderäume ausgelegt und/oder ausgekleidet werden.
Gast(Mehrzahl Gasten) – Teil einer Bezeichnung für einen Seemann im Mannschaftsdienstgrad mit bestimmter Tätigkeit (Funkgast, Signalgast, Zentralegast)
Der GastTeufel
GastlandflaggeDie Flagge des Landes, in dessen Hoheitsgewässern sich ein Schiff befindet. Seeschiffe führen sie im Vortopp bzw. an der Brückenrahnock, Yachten an der Steuerbord-Saling
GatchenEingenähte kleine Kauschen oder Ösen in Segel, um durch sie Reffbändsel oder andere Bändsel stecken zu können
Gatt, GatLoch, Öffnung; auch: Heck des Schiffes
Gattlagewenn das Schiff mit dem Steven höher aus dem Wasser ragt, als das Heck. Bis zu einem gewissen Maße auch erwünscht, damit die Schraube genügend Wasser erhält
GeburtsscheinMetallschild der Bauwerft mit Baunummern und weiteren Angaben. Ist an Bord deutlich sichtbar angebracht, so dass es von jedermann gut wahrgenommen werden kann, vorzugsweise Vorkante Brücke, bei Fähren im Fahrgastraum
Gefechtsrudergänger1. bei der Handelsschifffahrt ein bewährter Mann von Deck, der von der Schiffsleitung auf Revierfahrt zum Rudersmann bestimmt wird; 2. bei der Marine der bewährteste Gast
GegenkursKurs, der dem augenblicklich anliegenden Kurs entgegengesetzt ist. Z. B. ist Nordwest der Gegenkurs zu Südost
GegenruderDie der augenblicklichen Ruderlage entgegengesetzte Ruderlage. Gegenruder wird gegeben, um die Drehbewegung des Schiffes unmittelbar aufhören zu lassen. Gegenruder geben wird dann „stützen“ genannt (Stützruder)
GegenwindDasselbe wie schiefer Wind. Ein Wind, der gerade aus der Richtung kommt, in die man zu segeln wünscht
GefahrenstandlinieEine Standlinie (geometrischer Ort), bei deren Überschreitung sich das Schiff einer gefährlichen Stelle nähert
Gefahrenwinkelroter Sektor eines Leuchtfeuers
Gefechtsrollelegt die Pflichten am Bord eines Kriegsmarineschiffes eines jeden Besatzungsmitglieds für den Fall eines Gefechts fest
Geitau1. Flaschenzug zum Stellen („Aufgeien“) der Ladebäume 2. das am Schotring eines Rahsegels angeschlagene Tau, das nach oben über die Rahnock zum Mast und von dort nach unten auf Deck läuft und zum Aufgeien (reffen) des Segels dient
GeisternFahrtmachen von Segelschiffen anscheinend ohne Wind
Gennakerein großes asymmetrisch dreieckiges Vorsegel, Mischung aus Genua und Spinnaker
Genuaein großes Vorsegel auf Jollen und slupgetakelten Segelyachten (oft ein Rollsegel)
Germanischer Lloyd GLDeutsche Schiffsklassifikationsgesellschaft; 1867 in Hamburg gegründet
GesangbuchScheuerstein, mit dem das Holzdeck gescheuert wird, da er kniend verwendet wurde; englisch holy stones; heilige Steine
Geschwadereine Gruppe von Kriegsschiffen
gewachsene Spantendiejenigen hölzernen Spanten, die aus Krummholz herausgearbeitet worden sind. Mitunter werden sie dabei aus mehreren Teilen zusammengelascht
giepenbeim Segeln vor dem Winde das Übergehen des Segels von der einen Seite auf die andere Seite
Giensechsscheibige Talje, jeder Block drei Scheiben
gierenBewegung des Schiffs um die Gierachse (Hochachse), von der Fahrtrichtung abweichen
Gierstellungdie Position eines Schiffs, in der allein die Strömung eines Gewässers dazu ausreicht, das Schiff vom einen Ufer an die andere Seite zu bringen
GigDas früher speziell für den Kapitän reservierte Beiboot
Gillungunterer, nach innen gewölbter Teil des Achterschiffes
gissenschätzen der Position mittels Koppelnavigation, z. B. (gegisster Ort)
Glanzteileblanke Teile aus Metall, die dauernd geputzt werden müssen
GlasenAngabe der seit Wachablösung verstrichenen Zeit mittels halbstündlich durchgeführter Glockenschläge, pro halbe Stunde ein Schlag bis maximal acht Schläge für das Ende der Wache
Glaukosgriech. Gott des Meeres, der Schifffahrt und der Fischerei
Gleitersiehe Verdränger und Gleiter
Gnomauch Gnomon 1. abwertend für einen kleinen Menschen 2. Schattenstab im frühen Mittelalter, zur Bestimmung der geographischen Breite mit Hilfe des einfallenden Sonnenlichts eingesetzt
Gode Wind!Seglergruß der bei festlichen Anlässen hervorgebracht wird, ein dreifaches Gode Wind!
GoldfrankenFiktive Währung für die Abrechnung des Funkverkehrs zwischen Funkstellen unterschiedlicher Nationalität. Siehe Handbuch Seefunk
Goldfuchsein blankes Goldstück, das unter den Mastfuß gelegt wurde, s. a. Schiffstaufe
Göschkleine Flagge, die am Vorsteven oder auf dem Klüverbaum gesetzt wird. Bei Marineschiffen die Nationalflagge, aber auch Flaggen mit Städtewappen o. Ä.
Gording(e)mehrere am Unterliek eines Rahsegels angeschlagene Taue, die vor der Segelfläche nach oben über die Rah zum Mast und von dort nach unten auf Deck laufen und mit zum Aufgeien des Segels dient
Gottes eigene ReedereiBegriff für die Reederei Hapag
Gottes Freund und aller Welt FeindLosung der Vitalienbrüder
Granatdie Nordseekrabbe
Grätinggitterartiger, begehbarer Zwischenboden aus Metall- oder verleimten Holzstäben
Graubartauf 60° Südbreite bei Kap Hoorn mit Schneeschauern durchsetzte Stürme
GraxeRückstände bei der Fischbearbeitung
Grego oder GriegoBezeichnung für eine grobe Schlechtwetterjacke
Gregaleein Nordostwind auf Malta
Grendalnordischer Wasserriese; die Sturmbrandung
Grim’sches LeitradZusätzliche Propellerschraube (andere Form und mehr Flunken), sitzt lose auf der gleichen Schwanzwelle und trägt unter Ausnutzung der Energie des Schraubenwassers zusätzlich zum Antrieb mit bei
der GroßeSpottname für den ersten Steuermann
Großer TeichBezeichnung für den Nordatlantik
Großrahdie unterste Rah am Großmast
GroßschotTauwerk zum Bedienen des Großsegels
GroßsegelHauptsegel (kurz: Groß)
Growlerein Eisbrocken zwischen Scholle und Eisberg, der groß genug ist, um der Schifffahrt gefährlich werden zu können
Grundberührungkurzzeitiges Festkommen eines Schiffes auf dem Grund des befahrenen Gewässers. Im Gegensatz zur Strandung, die meist das endgültige Ende eines Schiffes besiegelt, kann eine Grundberührung oft durch Abbringen/Abbergen des Havaristen aus eigener Kraft oder durch Schlepper behoben werden
Grundseehohe Wasserwellen, die sich über Untiefen aufbauen 
grüne Seeso wird an Bord massiv überkommendes Wasser bezeichnet, im Gegensatz zur weißen Gischt
Grünschlickin Küstennähe hat seine Farbe von dem Chlorophyllgehalt der abgesunkenen Planktonteile
GubernatorFührer, zur Hansezeit, ein Lotse
Gunter-Takelungeine Takelungsart mit einem Steilgaffelrigg
| Inhaltsverzeichnis A B C D E F G H I J K L M N O P Q R S T U V W X Y Z |

## H

Signalflagge – H

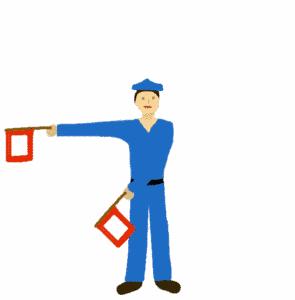
Winkeralphabet – H

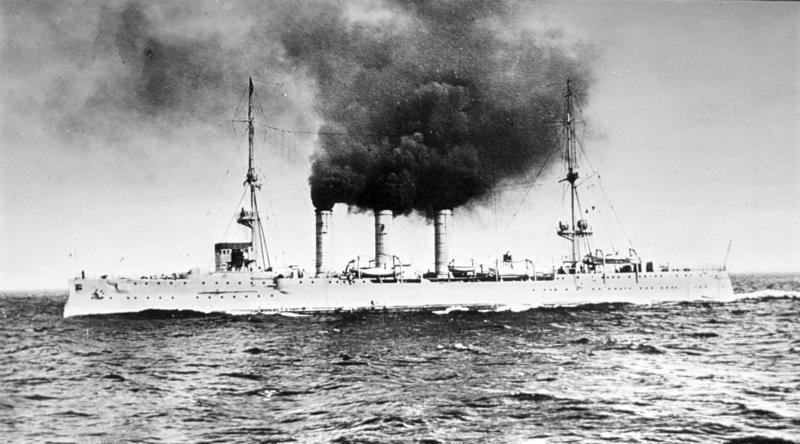
Heizergruß von SMS Emden

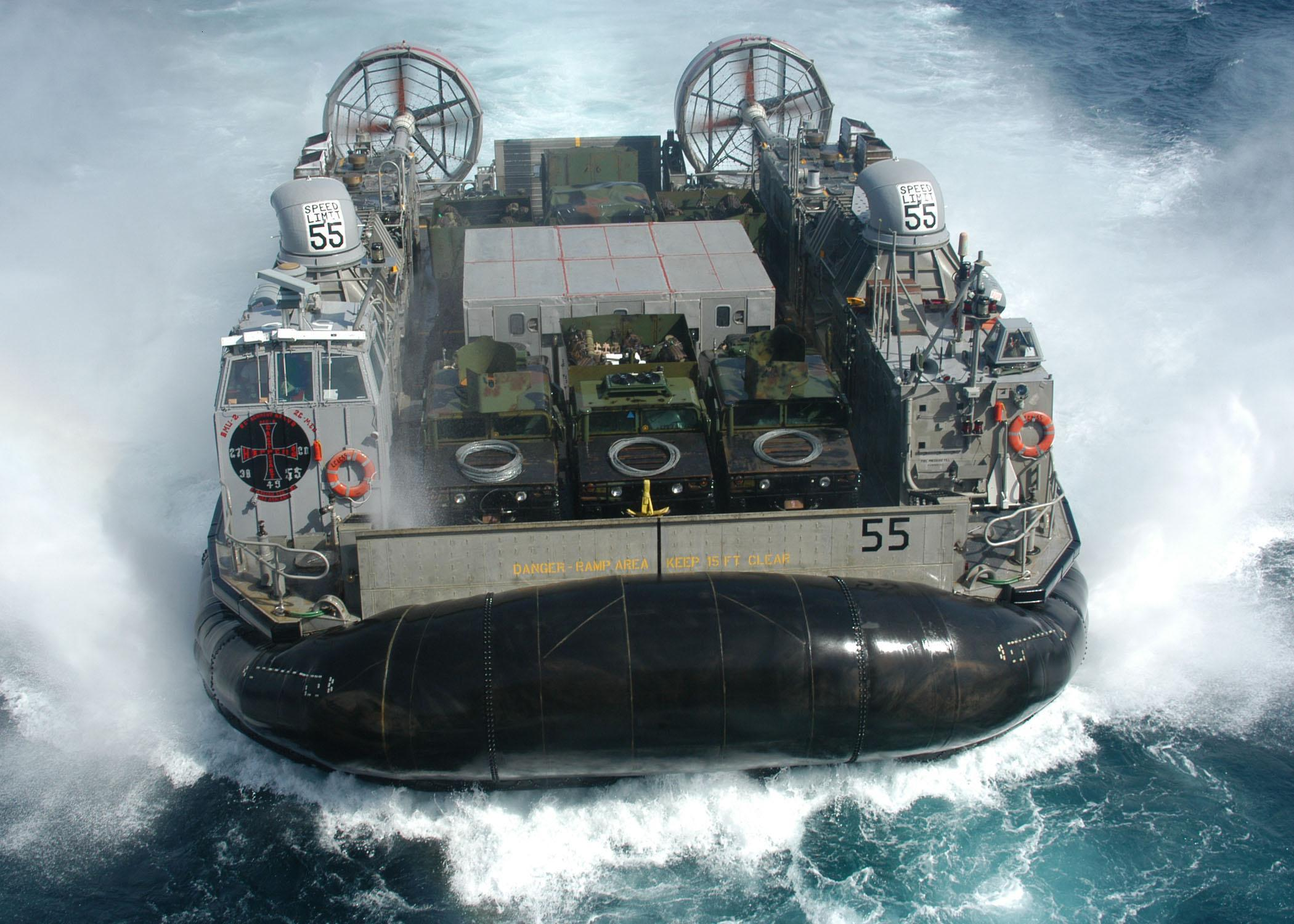
Hovercraft

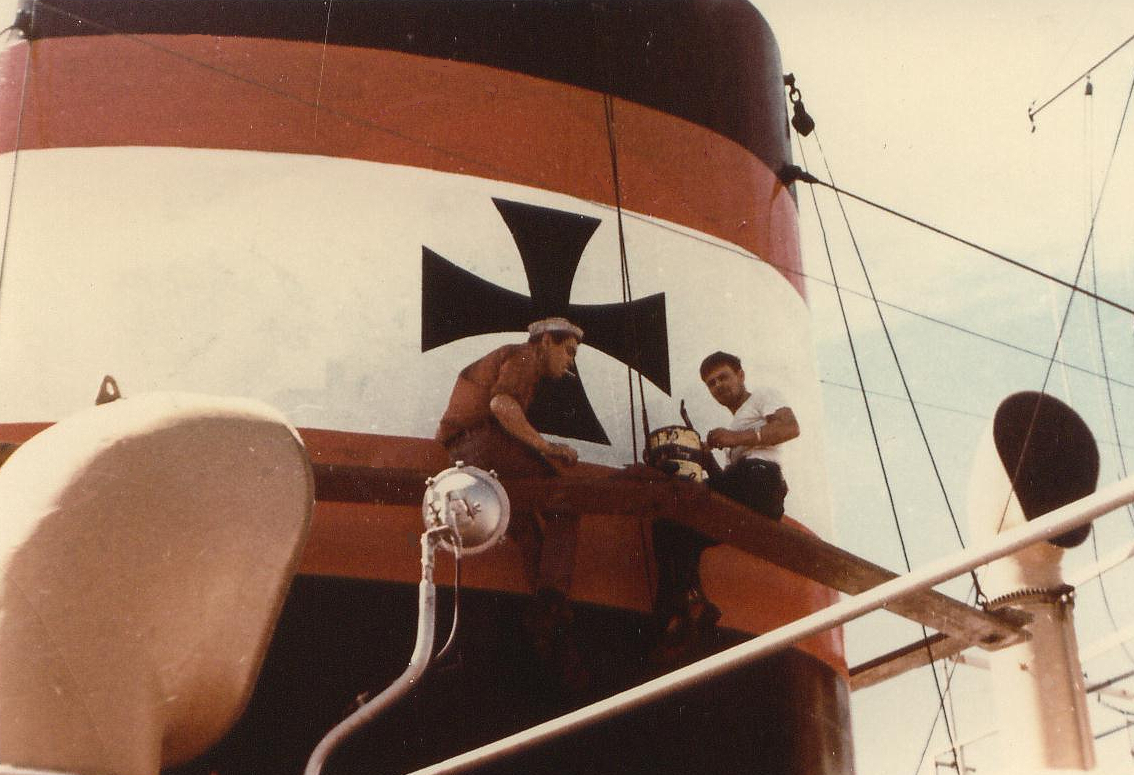
„Hungerkreuz“ Schornsteinmarke der DDG Hansa

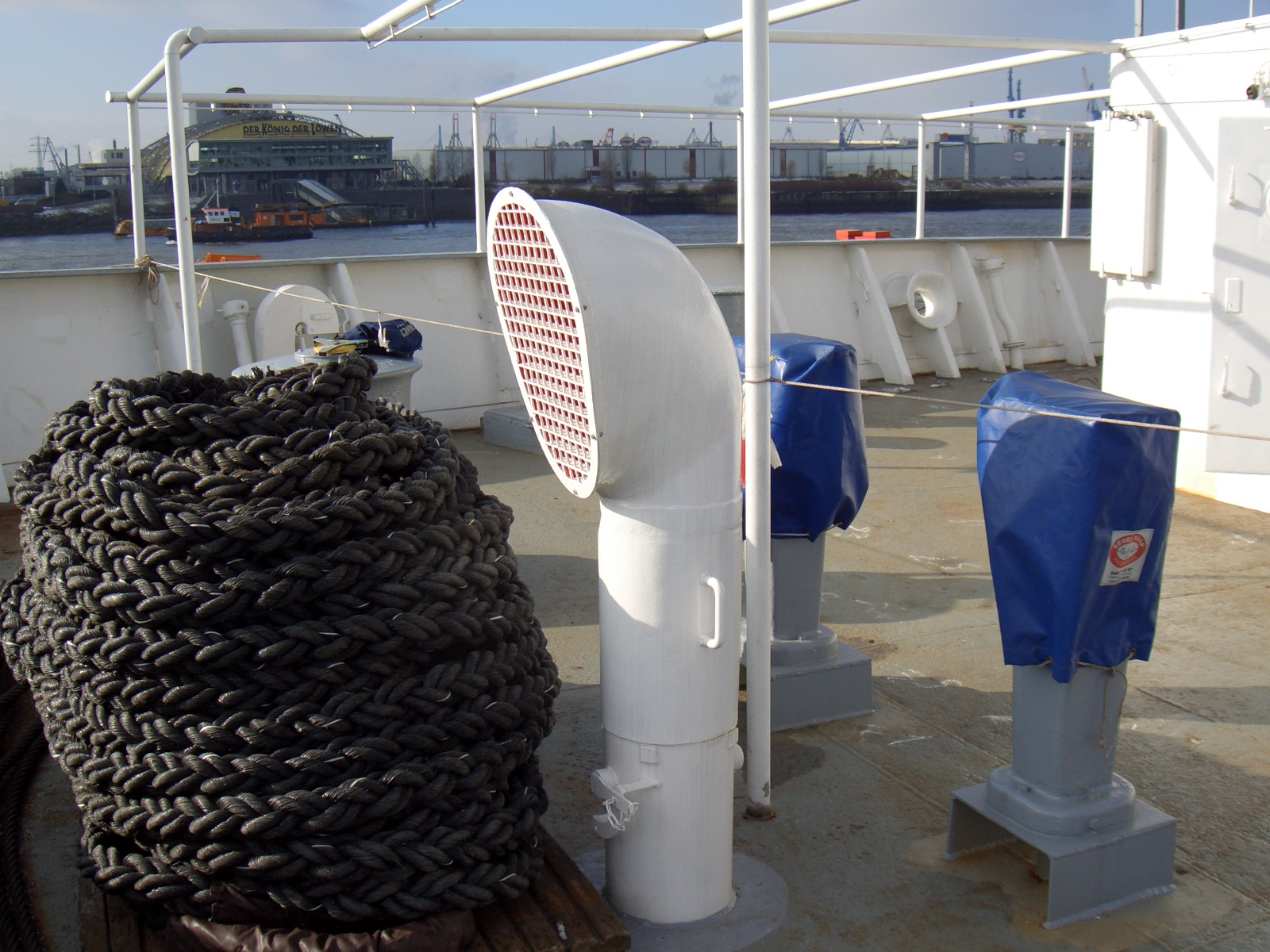
Hutze

Schlüsselwort: Hotel [hoʊˈtɛl]
Haager Regeln (Hague-rules)ein internationales Abkommen im Seehandelsrecht
Haag-Visby-Regeln (Hague-Visby-rules)ein internationales Abkommen im Seehandelsrecht (siehe Haager Regeln)
HackeVon den Bootsbesatzungen der Minensuchflottille scherzhaft geprägte Bezeichnung für die Minentransporter der Klasse 762 der Bundesmarine
häsigdiesige, leicht neblige Luft
HafenabgabenGeld, das ein Schiff dafür bezahlen muss, dass es den Hafen samt seinen Anlagen, wie Einfahrt, Befeuerung usw. benutzt. Es wird nach der Größe des Schiffes und der Aufenthaltsdauer bemessen
HafenbillardAls Hafenbillard bezeichnet man die unterhaltsamen Versuche einer Chartercrew, ihre Charteryacht im Hafen zu bändigen
HafenkapitänAmtsperson, die für die Schiffsbewegungen im Hafen zuständig ist. In kleinen Häfen ein Hafenmeister.
Hafenkinosich an den amateurhaften Versuchen anderer erheitern, das Schiff im Hafen festzumachen. Siehe auch Hafenbillard.
Hafenlümmelin Hamburg: Dicke Bockwurst oder Currywurst mit Pommes (rot/weiß)
HafentelegrammWetterbericht
Haffähnlich einem Bodden ein flaches Gewässer, von See getrennt durch Inseln oder einen schmalen Dünenstreifen (Nehrung)
Hagjetagin der Segelschiffszeit ein Tag, an dem die Besatzung eine Fleischmahlzeit erhielt; üblicherweise am Sonntag, Dienstag und Donnerstag
HahnenkammWellenkamm, Wellenberg
Hahnepot(von Hahnenfuß) – die Aufteilung einer (Leinen-)Last auf mehrere Tampen. Zum Verladen von Transportpaletten werden vier Haken an einzelnen Drähten an einem zentralen Ring zusammengefasst. Eine Hahnepot kann auch beim Schleppen von Wasserfahrzeugen oder zur Anbringung von Toppnant und Niederholer am Spinnakerbaum eingesetzt werden
Haibootein aus Finnland stammendes Einheitsboot, ähnlich dem Drachenboot
Halbgleitersiehe Verdränger und Gleiter
Halligkleine Watt-Insel vor der schleswig-holsteinischen Westküste, nicht eingedeicht
Halt Wasser!Kommando zum Fahrtstoppen eines geruderten Fahrzeuges. Die Riemen werden daraufhin querschiffs mit aufrechtem Blatt ins Wasser gehalten
Halsdas vordere untere Ende eines Segels
Halseam Schotring eines Rahsegels angeschlagenes Tau, das das Segel Richtung Bug holt, im Gegensatz zur Schot, die das Segel achtern holt
halsenbei der Fahrt vor dem Wind die Segelstellung von einer Seite auf die andere ändern
Hamburg RulesKonvention der Vereinten Nationen über die Beförderung von Gütern auf dem Seewege
HamenSackartiges Netz, wird durch Bäume geöffnet, wird in der Strömung aufgestellt oder geschleppt
HammelfleischfischQuappe
Hand gegen Koje oder Hand für Koje(von englisch hand: Besatzungsmitglied) – Arbeit auf einem Schiff, die mit freier Unterkunft an Bord „bezahlt“ wird, oder anders ausgedrückt eine kostenlose Mitfahrgelegenheit (vor allem bei Segelschiffen); ein Besatzungsmitglied hilft an Bord mit und fährt im Gegenzug kostenlos mit
Handelsschiffein Schiff, das nur dem Handel und Verkehr dient, wie ein Frachtschiff, Fahrgastschiff, Gegensatz: Kriegsschiff
Handlochverschraubbare Öffnung in einem Tank, um mit der Hand zur Reinigung usw. hineinzukönnen
Hängemattedas Schlafmöbel des Mariners auf alten Segelschiffen; aus dichtem Segeltuch gefertigt und in keiner Weise mit der an Land sommertags verwendeten Luftschaukel zu vergleichen. Nach dem Aufstehen ist ihre kunstgerechte Zurrung eine beliebte Arbeit. Auf den alten Segelschiffen der Marine wurden die Hängematten in besonderen Verschlägen längs des Schanzkleides gefahren und sollten dort als Rettungsgerät dienen
Hangerein starker Draht, der am Hangerblock hängend die gesamte Last des Ladebaumes zu tragen hat samt der daran hängenden Ladung. Siehe Ladegeschirr
der blanke Hansstürmische Nordsee
Hänseln(verwandt mit Hanse im Sinne von Gefolgschaft) Es bedeutete im Mittelalter jemand in eine Körperschaft aufnehmen, wobei der Betreffende allerlei zu erdulden hatte und Mutproben ablegen musste. In abgewandelter Form wurde der Brauch in das Seemannsleben übernommen, und auch der Begriff ging in die Seemannssprache ein
Harmattantrockener, staubhaltiger Wind aus nördlicher bis östlicher Richtung an der westafrikanischen Küste Guinea
Harpuneein speerartiges Wurfgeschoss, mit Widerhaken und langer Leine versehen
Harpunierder Mann, der auf dem Walfänger die Harpune bedient
Hartruderdiejenige Ruderlage, die für das Schiff die größte Wirkung hat, am härtesten anfasst; sie liegt normalerweise zwischen 35 und 40 Grad. Als Kommando „Hart Backbord (bzw. Steuerbord)!“
hart segelnso viel wie segeln ohne Rücksicht auf Bruch und Verlust
HavarieUnglücke wie Grundberührungen, Zusammenstöße, große Schäden an Schiffen wie z. B. Mastbrüche
Havereidie schadenersatzrechtliche Abwicklung einer Havarie
HeckHinterende des Schiffes (ganz achtern)
HeckkorbMetallgestänge ähnlich einem niedrigen Zaun am Heck des Bootes, das verhindern soll, dass ein Mannschaftsmitglied ins Wasser fällt
HeckleineVon der Heckmitte abgehende, bei schwerer See zusätzliche Haltung gebende Festmachleine zum Festmacher hin
Heckspiegeleine spezielle Form des Hecks
Hecktrawlerein Schleppnetz-Fischereifahrzeug, das sein Netz nicht über die Seite, sondern über eine im Heck eingebaute schräge Aufschleppe aufnimmt. Der Fang kann dadurch größer sein und er kann schnell auf einmal geborgen werden
HeilbuttkehlerEichenstock mit zugeschärften platten Enden
Heimathafender Hafen, in dem ein Schiff zu Hause bzw. auf den es in die Schiffsregister eingetragen ist und wo die Reederei meist ihren Sitz hat
Hein JanmaatDurchschnittsmatrose (wie etwa Otto Normalverbraucher); vgl. auch Janmaat
HeißaugeÖse (geschraubt oder geschweißt) zum Heben und Kranen des Bootes/Schiffes, meist am Decksrand (oder auch im Kielballast) bzw. zum Heben und Kranen schwerer Bauteile, Lukendeckel oder Ladung.
heißenemporziehen (Imperativ: hiss!, Präteritum heißte)
Heizertechnisches Maschinenpersonal für Antrieb, Turbinen, Motoren, Elektrik, Kessel, Dampf und andere Bereiche; auf deutschen Kriegsschiffen in der II. Division zusammengefasst
HeizerflöheVerbrennungsrückstände aus dem Schiffsbetrieb; um die Rauchzüge der Dampfkessel von Ruß zu reinigen, werden sie mit Dampf oder Pressluft „durchgeblasen“
Heizergrußmeist unbeabsichtigtes Abstoßen schwarzen Rauchs
Helgen, auch Hellingder Bauplatz eines Schiffsneubaus
Helgoländerist eine Mützenform mit kleinem Schild
HellegatHöllenloch ein Schiffsraum, der zur Aufnahme von Schiffsinventar dient
Hellingsiehe Helgen
Heringsjagerschnelles Transportschiff, das den Fangschiffen den Hering auf See abnimmt und an Land bringt
HeringszaunVorrichtung zum Heringsfang aus Weiden, Schilf oder dergleichen. Ein System von langen Leitwänden, die zu Reusen führen
HerkulestauwerkEine Komposittauwerksart. Sie besteht aus Naturfasern, dessen Kardeele eine Seele aus Stahldraht haben. Die Stahleinlage liegt innen, die Naturfaser außen
Herrenseglerironische Bezeichnung für Amateursegler, die zu Beginn des Segelsports oft adligen Kreisen oder der „besseren Gesellschaft“ entstammten; sie „ließen segeln“
Herzstückan diesem Dreieck aus massivem Stahl sind die beiden Renner eines Ladebaumpaares angeschäkelt sowie der Ladehaken; siehe Ladegeschirr
Heuer, LöhnungArbeitsentgelt des Seemannes
Hieveist das Gut, das beim Laden oder Löschen auf einmal an den Ladehaken gehängt wird
hievenheben, anheben, hochziehen
Hilfsdieseldient zur Stromerzeugung an Bord
Himmelshakenein nicht existierendes Werkzeug, nach dem Neulinge an Bord eines Schiffes suchen müssen, zur Belustigung der Besatzung
HimmelskomikerSeemannspastor
hin und herDoppelschwingung des Schiffes
hoch und trockenwenn ein Schiff bei ablaufenden Wasser ganz oder teilweise trockenfällt
HockeFischfach im Fischladeraum
Höheder Winkel zwischen dem Schiffskurs und der Windrichtung
Hohe Seeumfasst nach Artikel 86 des Seerechtsübereinkommens von 1982 (SRÜ) alle die Teile des Meeres, die nicht zur ausschließlichen Wirtschaftszone, zum Küstenmeer oder zu den inneren Gewässern eines Staates oder zu den Archipelgewässern eines Archipelstaats gehören
Hoheitsgewässeroder Zwölfmeilenzone (früher Dreimeilenzone) sind die Bereiche der Küstengewässer eines Landes, innerhalb derer das jeweilige staatliche Recht Geltung hat
HohlspiekerWerkzeug des Taklers: ein eiserner Dorn aus Stahl in Form einer spitz zulaufenden Rinne mit einem (hölzernen) Knauf am dickeren Ende; dient, wie der Marlspieker, als Spleiß-Werkzeug
Holin der Hochseefischerei der ganze Arbeitsgang vom Geschirr-Aussetzen bis zum Einholen
Holebuglanger Schlag beim Kreuzen um Höhe zu gewinnen, damit man sich danach auf dem Streckbug dem in Luv befindlichen Ziel nähern kann
holeneine Leine anziehen
HolkSegelschiffstyp
HoppelpoppelFleisch- und Speckreste von der vergangenen Woche werden in der Pfanne mit Bratkartoffeln „zusammengeschmirgelt“ – siehe Verpflegung
Hopperder Laderaum eines Baggers
HörnchenSpitzname für die Schiffe der Reederei Heinrich C. Horn („der kleine Horn“) in Hamburg
Hornpipeein bei Seeleuten im 18. und 19. Jh. beliebter Solo-Stepptanz zum Klang einer Flöte oder Fiedel
HosenbojeEin hosenartig geschnittenes kräftiges Leinentuch. Mittels einer Rollenführung über ein von Schiff zu Schiff oder Schiff zum Land gespanntem Seil können so Schiffbrüchige geborgen werden. 
Hostalen-SchüsselScherzhaft für aus Kunststoff gefertigte Boote
HovercraftLuftkissenschiff
Huari-Takelungein frühamerikanisches Steilgaffel-Rigg auf Booten der Huari
Huhnbootsehr kleines, meist angehängtes Ruderboot eines Schiffes oder einer Yacht
HühnerleiterVerbindung zwischen Schiff und Pier; wird verwendet, wenn die Gangway z. B. aus Platzgründen oder wegen zu großer Höhe (Flut) nicht eingesetzt werden kann
Hukerenglischer Slang; abschätzig für Frachtschiff 
Hulksiehe Holk
Hundertmaschenstückbeim Grundschleppnetz ein sich verjüngendes Netz mit abnehmender Maschengröße
HundekojeNotkoje, die unter die Plicht reicht
Hundewacheauch Rattenwache oder Schweinewache, die Wache von 0 bis 4 Uhr
HundsfottHalterung (Bügel oder Öse) für die feste Part einer Talje an einem Block, selten Blockauge genannt
Hundslachsgemahlener Fischköder, der zum Anfüttern über Bord geworfen wird
Hundspüntauch Hundepünt, Hundepint: verjüngtes Ende eines Tamps, auch mit Auge oder Kausch, zum leichteren Einscheren in Augen oder Blöcke
Hungerkreuz im SchornsteinSpitzname für die Reederei DDG Hansa in Bremen
HüsingGarn aus Hanf, auch teergetränkt
HutzeLuftan-/absaugstutzen
| Inhaltsverzeichnis A B C D E F G H I J K L M N O P Q R S T U V W X Y Z |

## I

Signalflagge – I

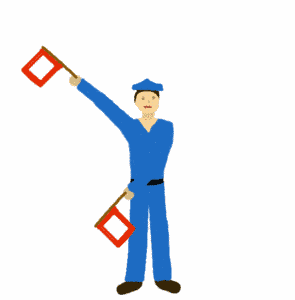
Winkeralphabet – I

Schlüsselwort: India [ˈɪndiɘ]
IACSInternational Association of Classification Societies
im Seegang arbeitenSchiffsbewegungen durch Seegang
IMOInternational Maritime Organisation Unterabteilung der UNO, mit Sitz in London, legt internationale Regeln für Seenotfall, Ausbildungsrichtlinien und andere wichtige Regeln der Seeschifffahrt fest
Impellerdrehender Teil einer Impellerpumpe, zum Pumpen von Kühlwasser für den Schiffsmotor
in the doldrumsGebiete häufiger Windstille. Oder: schlechtes Betriebsklima auf dem Schiff
in Segelstellung bringenKommando zum Auskuppeln des Schiffspropellers beim Segeln (Leerlauf des Propellers)
in zerlegtem Zustanddurch eine plötzliche Bö so stark übergelegt, dass das Schiff nicht wieder hochkommt
indisches Springniedrigwassereine Bezugsebene auf indischen und japanischen Seekarten
Inglefied-Ankerenglische Ankerkonstruktion. Die Flunken sind um 90° drehbar
INTERVENTION 1969Internationales Übereinkommen über das Ergreifen von Maßnahmen auf hoher See bei Ölverschmutzungsunfällen von 1969 – Diese Konvention gibt den Küstenstaaten Interventionsrechte gegenüber Schiffen unter fremder Flagge auch außerhalb der Küstenmeere bei Ölverschmutzungen
IsländerPullover aus reiner ungefärbter Wolle mit natürlichem Fettgehalt, warm und wasserabweisend
irisches MoosSeegras an der irischen Küste
ISMAInternational Ship Manager’s Association
Isobarenauf der Wetterkarte Linien gleichen Luftdrucks
Isobatheauf Seekarten Linien gleicher Wassertiefe, bezogen auf Kartennull
IsogoneDie Linie, die alle Orte miteinander verbinden, die die gleiche (magnetische) Missweisung haben
IsorachienLinien auf Karten, die Orte mit gleichen Flutzeiten verbinden
ITOPFInternational Tanker Owners Pollution Federation, internationaler Zusammenschluss von Tankerreedern zur gemeinschaftlichen Regelung von Schadenersatzansprüchen bei Ölhavarien durch Tanker

| Inhaltsverzeichnis A B C D E F G H I J K L M N O P Q R S T U V W X Y Z |

## J

Signalflagge – J

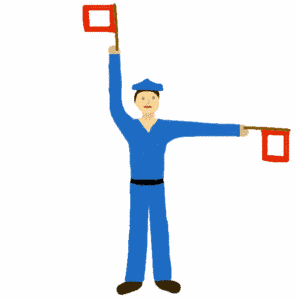
Winkeralphabet – J

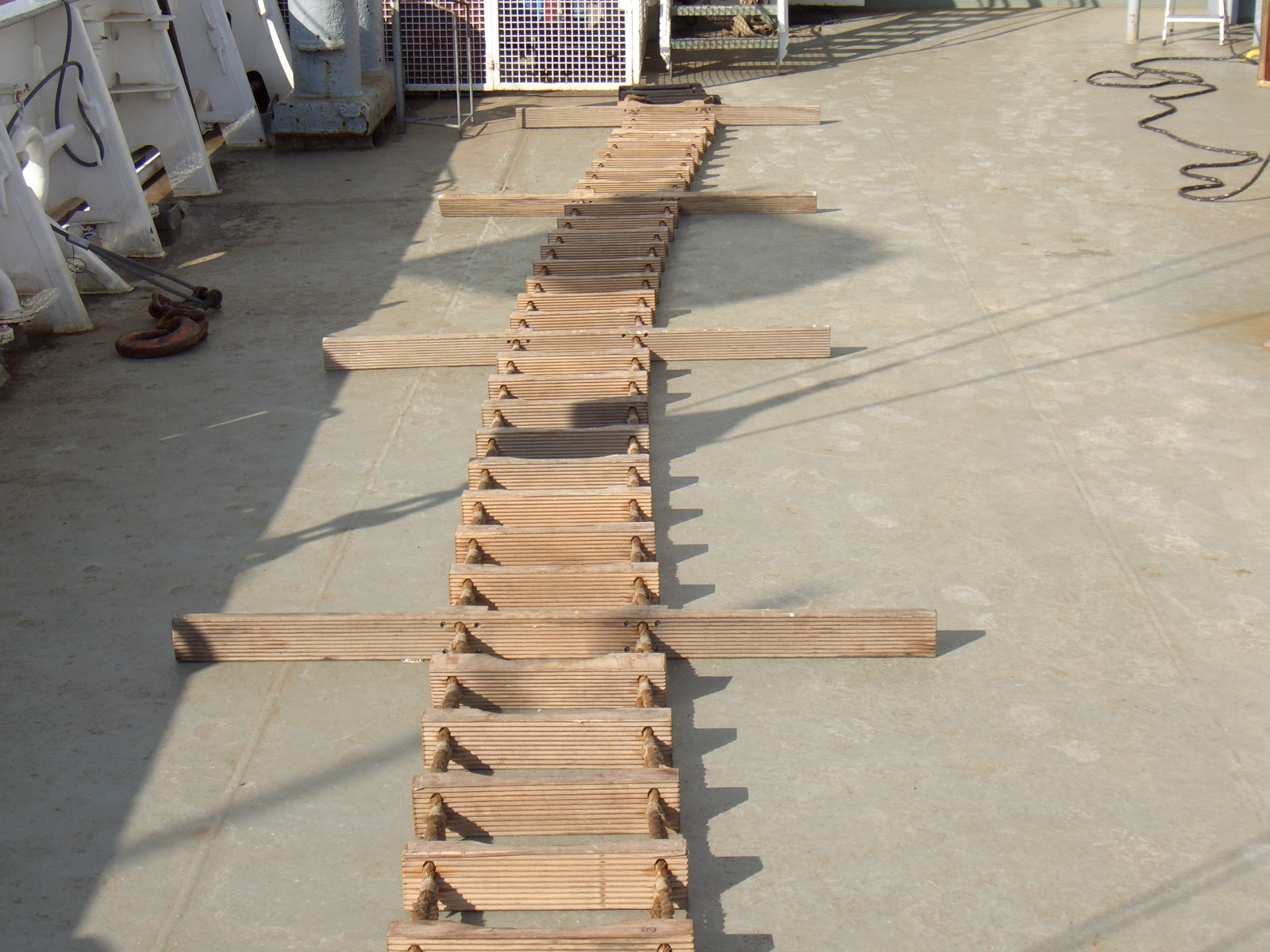
Jakobsleiter

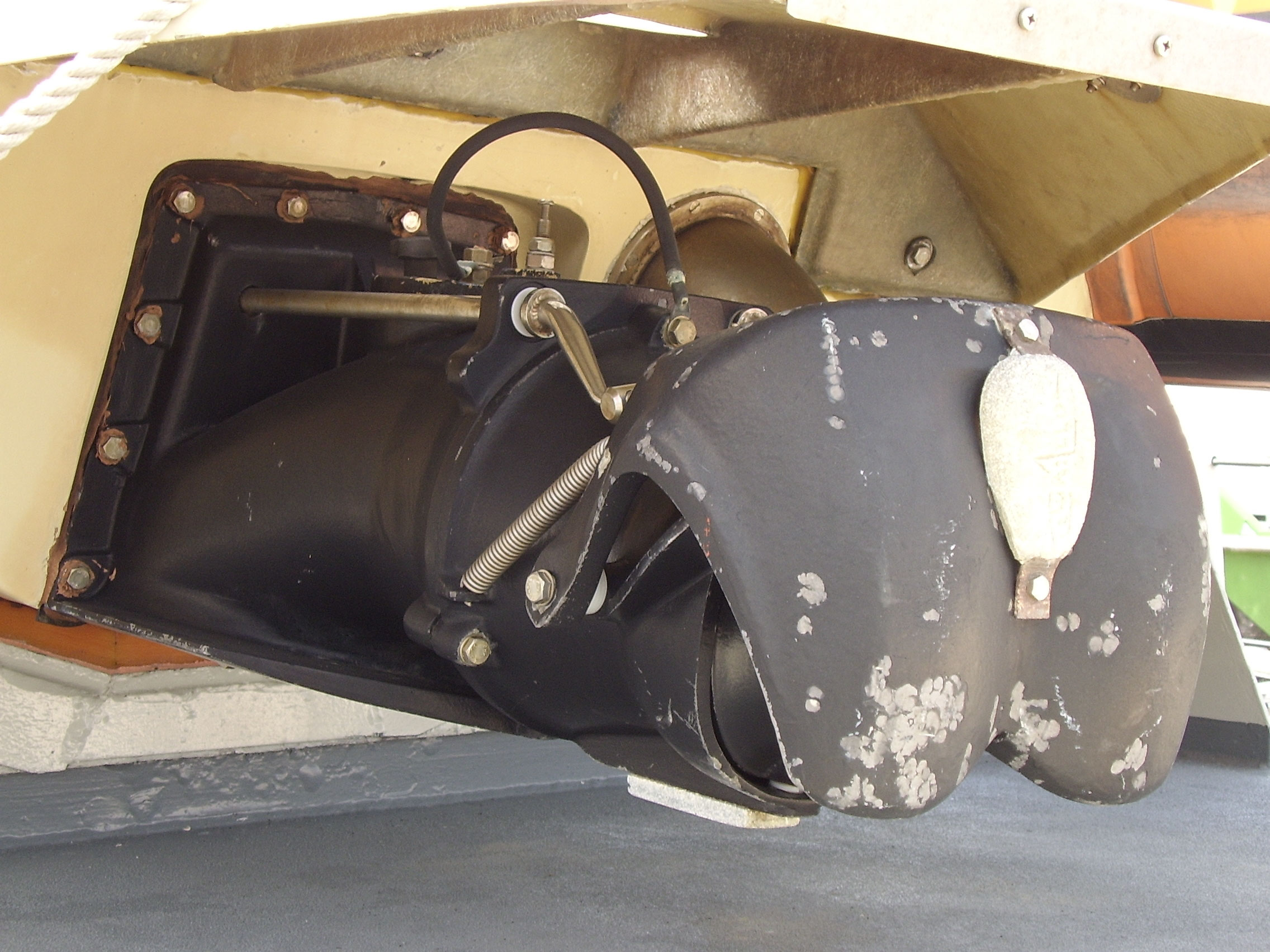
Jet-Antrieb

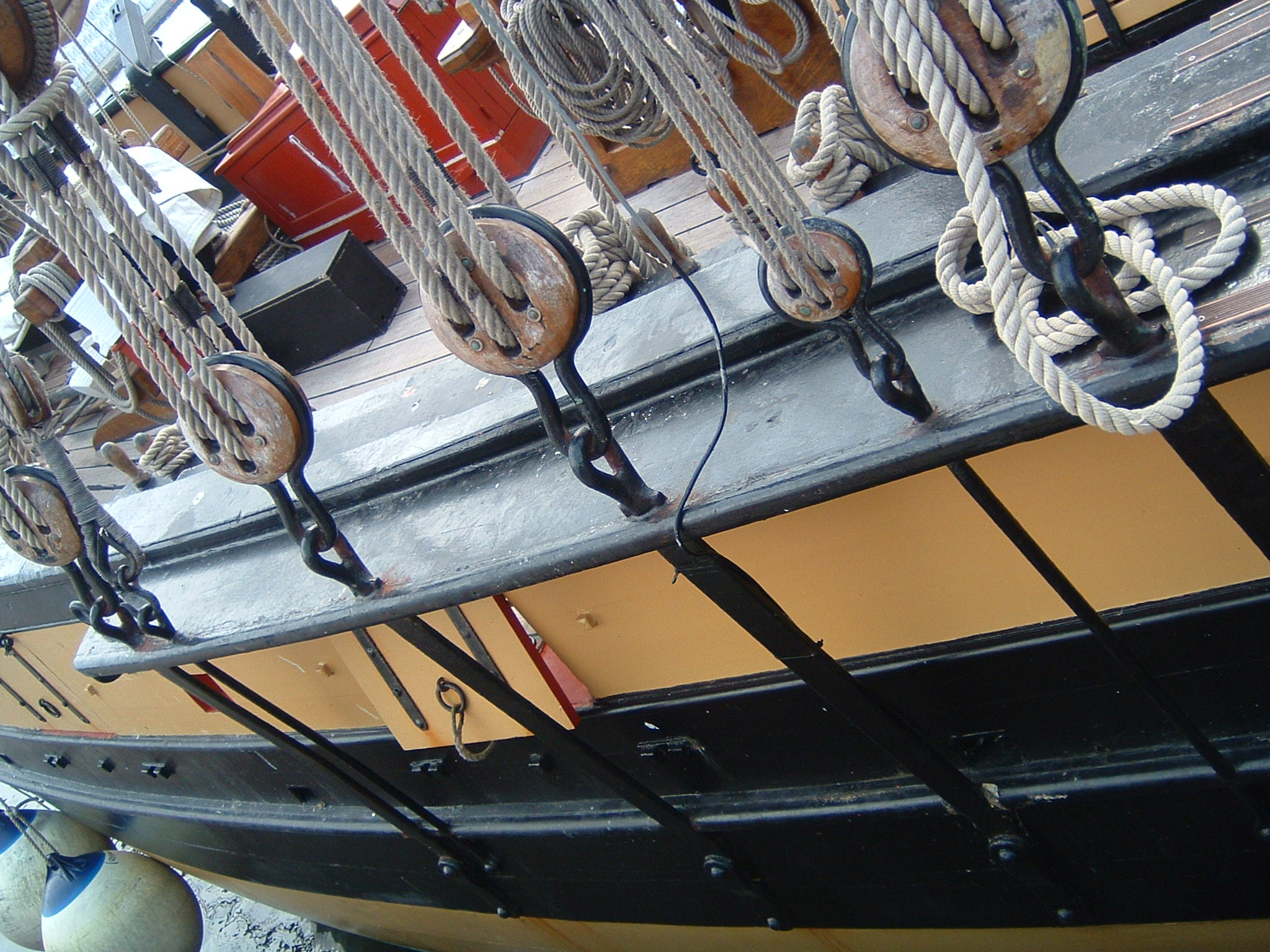
Jungfern 1

Schlüsselwort: Juliett [ˈdʒuːljət]
Jack1. englische Bezeichnung für Seemann, Matrose  (auch Jack Tar) 2. Union Jack = englische Nationalflagge
Jackass-Barkein Segelschiff mit drei bis sechs Masten, wobei der Fockmast Rahsegel und der Rest Gaffelsegel hat – der Großmast hat zusätzlich noch Mars- und Bramsegel
JagdgeschützBuggeschütz eines Kriegsschiffes
Jagervielfach übliche Bezeichnung für den Außenklüver
JagerleineHilfsleine zum Überholen von Stahltrossen
JakobsleiterEine von der Backspier oder an der Außenhaut zu den Booten führende Strickleiter
JakobsstabGradstock, altes Instrument zum Nehmen der Sonnenhöhe
JanmaatBezeichnung für den Seemann, ähnlich wie Hinz und Kunz, Krethi und Plethi oder Hans und Grete; im engeren Sinne für den vor dem Mast fahrenden Seemann des Decksdienstes; vgl. auch Hein Janmaat
JetantriebWasserstrahlantrieb
Jimmy Squarefootein mythisches Wesen auf den Meeresgrund
Jockel(scherzhaft) An Bord von Seeschiffen kleiner Hilfsdieselmotor zum Antrieb der Generatoren für die Stromversorgung. Auf Yachten auch der Antriebsmotor
JollbootAusdruck für eine Jolle
JolleEin Boot ohne Kiel. Die J. hat ihre Stabilität nur durch ihre Form und das Gewicht der Besatzung, während ein Kielschiff (Yacht) seine Stabilität durch den Ballast erhält. Bei der Marine das kleinste Beiboot
Jolltausehr langer Tampen für unterschiedliche Zwecke. Beispiel Bootsmannstuhl
Jolly Rogerenglische Bezeichnung für die schwarze Piratenflagge
JournalTagebuch, Logbuch
JudasohrenHölzer beiderseits des Vorsteven am Bug zur Stützung des Bugspriets, auch Ohrhölzer genannt
JumboLadebaum für sehr schwere Lasten
Juffermeist dreilöchrige Holzscheiben siehe 'Jungfer'
Jumboizingein Schiff durch vertikales Durchtrennen und Zwischensetzen einer ganzen Schiffssektion verlängern
jumpennorddt. für springen
Jumpstagein Stag zur Versteifung des Mastes
Junge GardeSammelbegriff für die Junggrade (Auszubildenden) im Decksdienst,
Jungfer1. meist dreilöchrige Holzscheiben zum Spannen der Wanten auf älteren Segelschiffen, 2. Spannschraube mit nur einer Spindel (Wantschraube)
Jungspundein junger, unerfahrener Mann
| Inhaltsverzeichnis A B C D E F G H I J K L M N O P Q R S T U V W X Y Z |

## K

Signalflagge – K

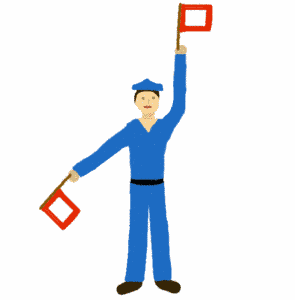
Winkeralphabet – K

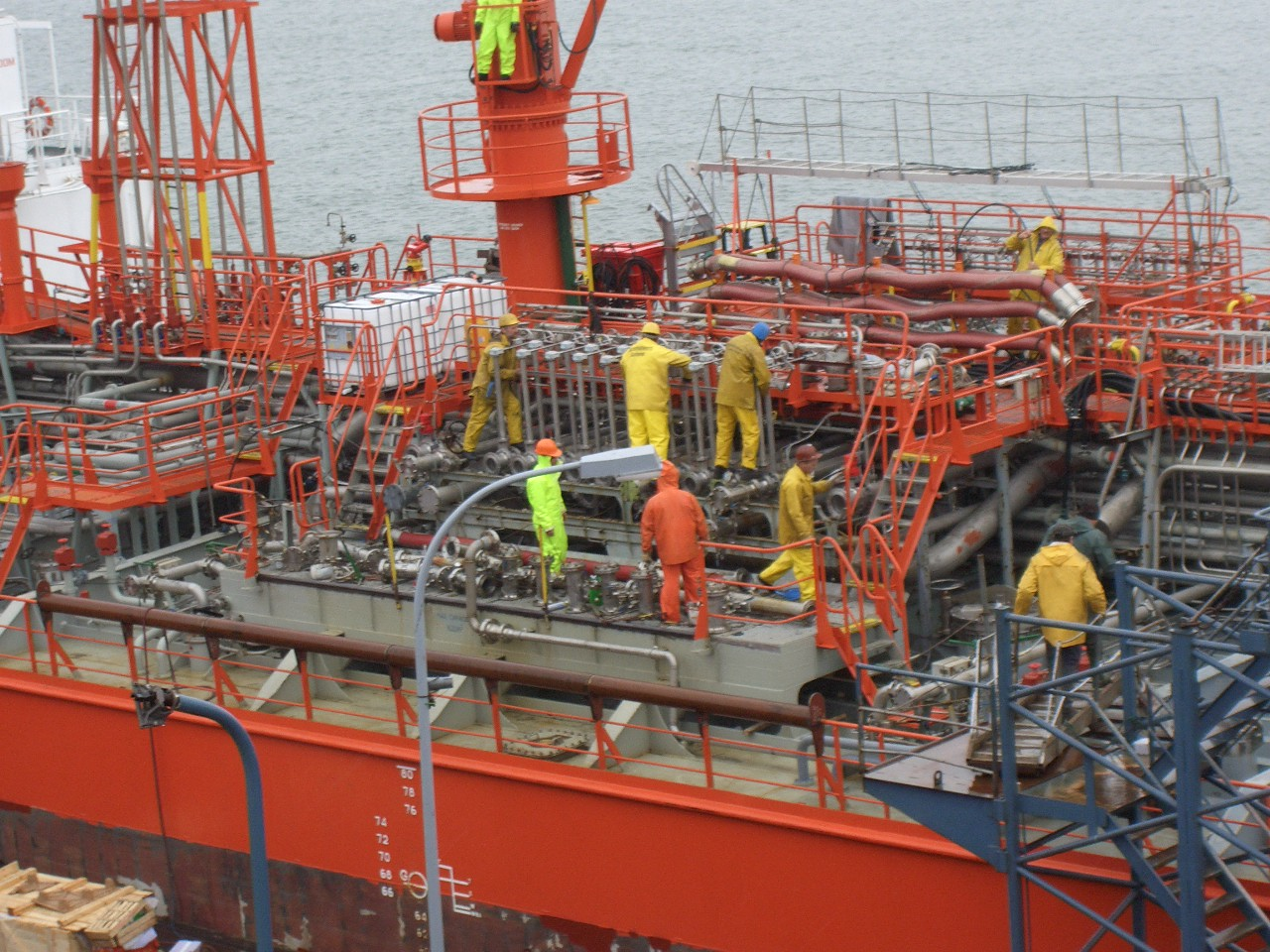
Kampfanzug See

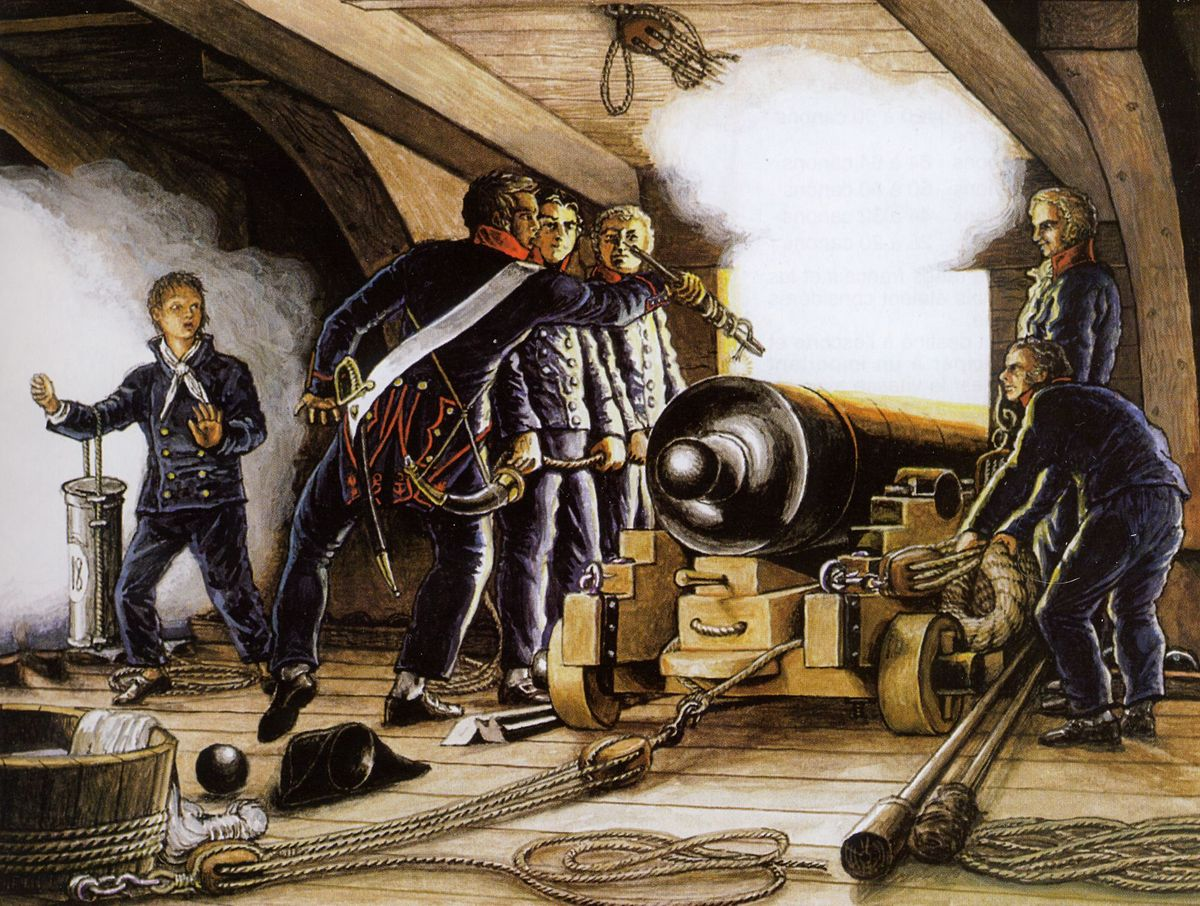
Abfeuern einer Kanone

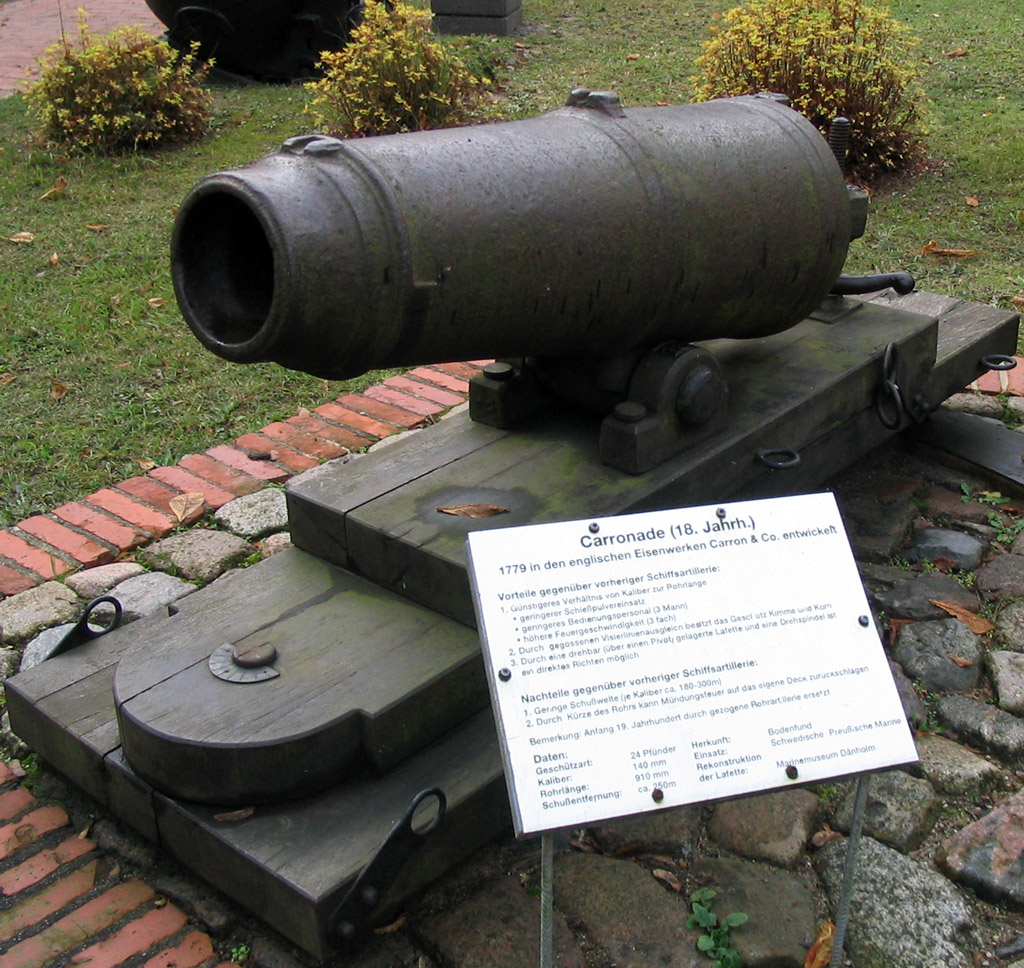
Karronade

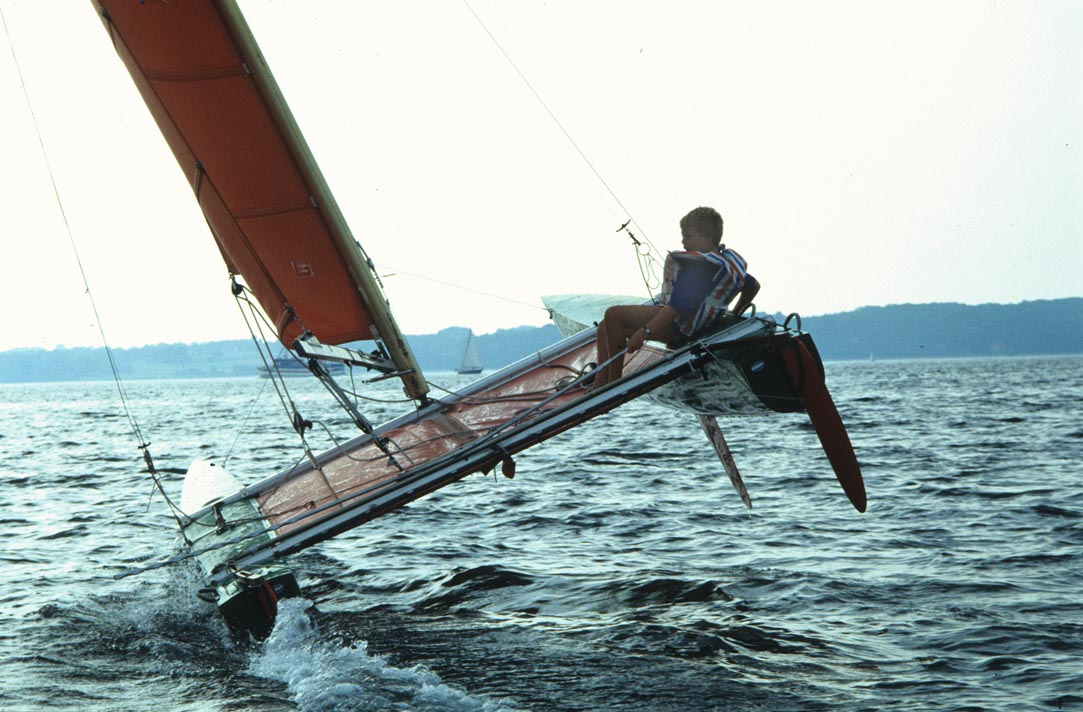
Katamaran

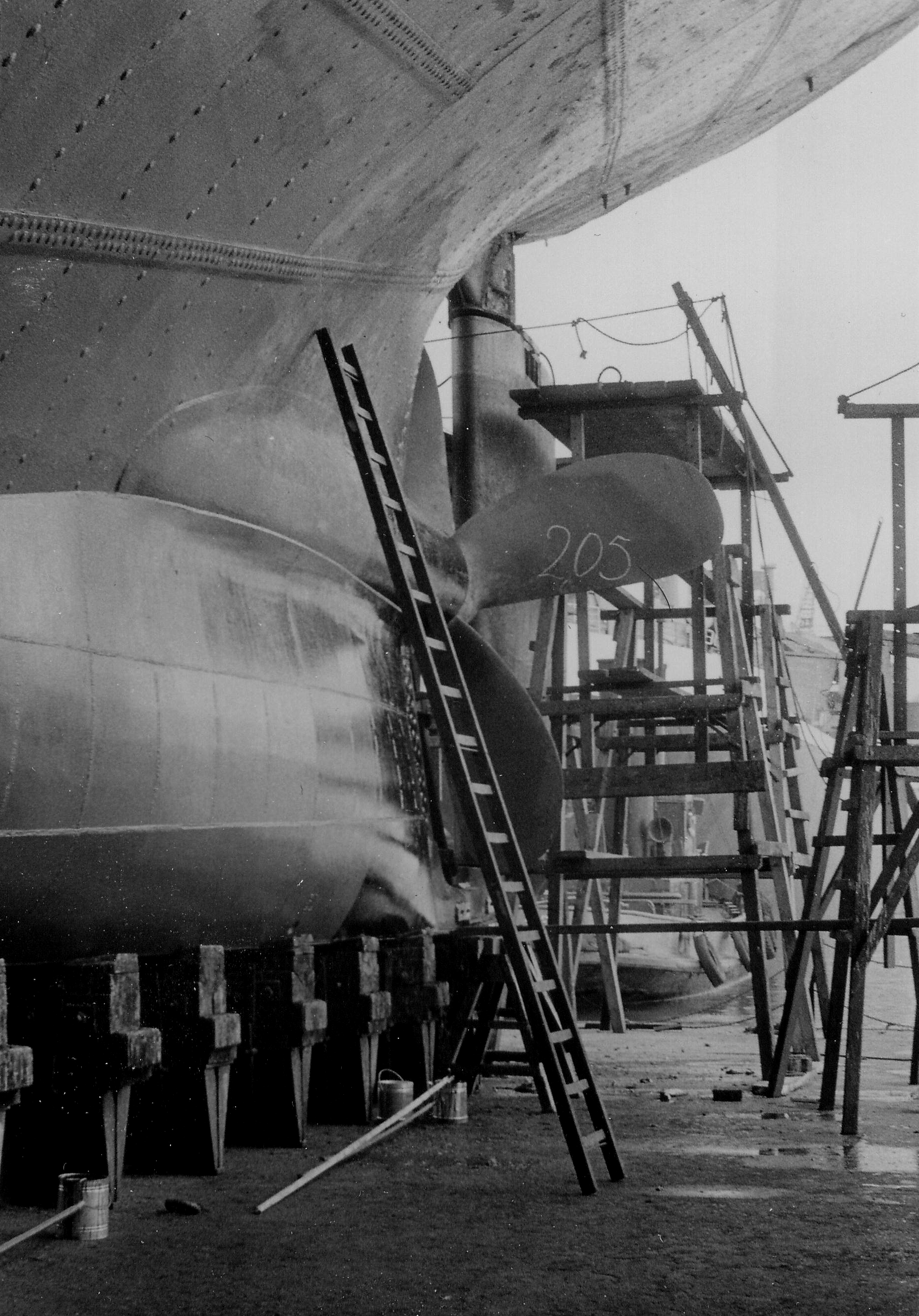
Dock, Kielblöcke unterm Achterschiff

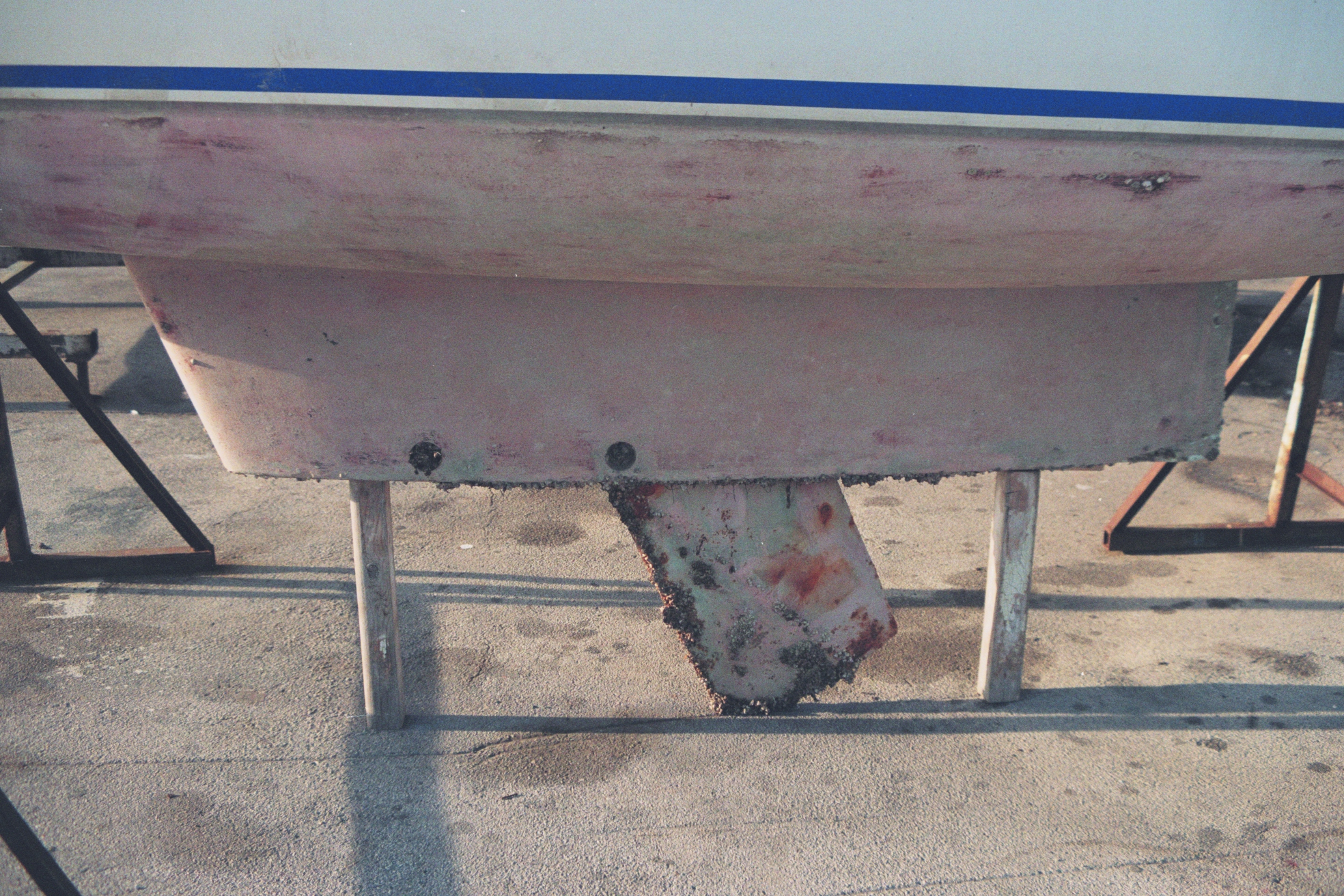
Schwenkkiel eines Kielschwerters

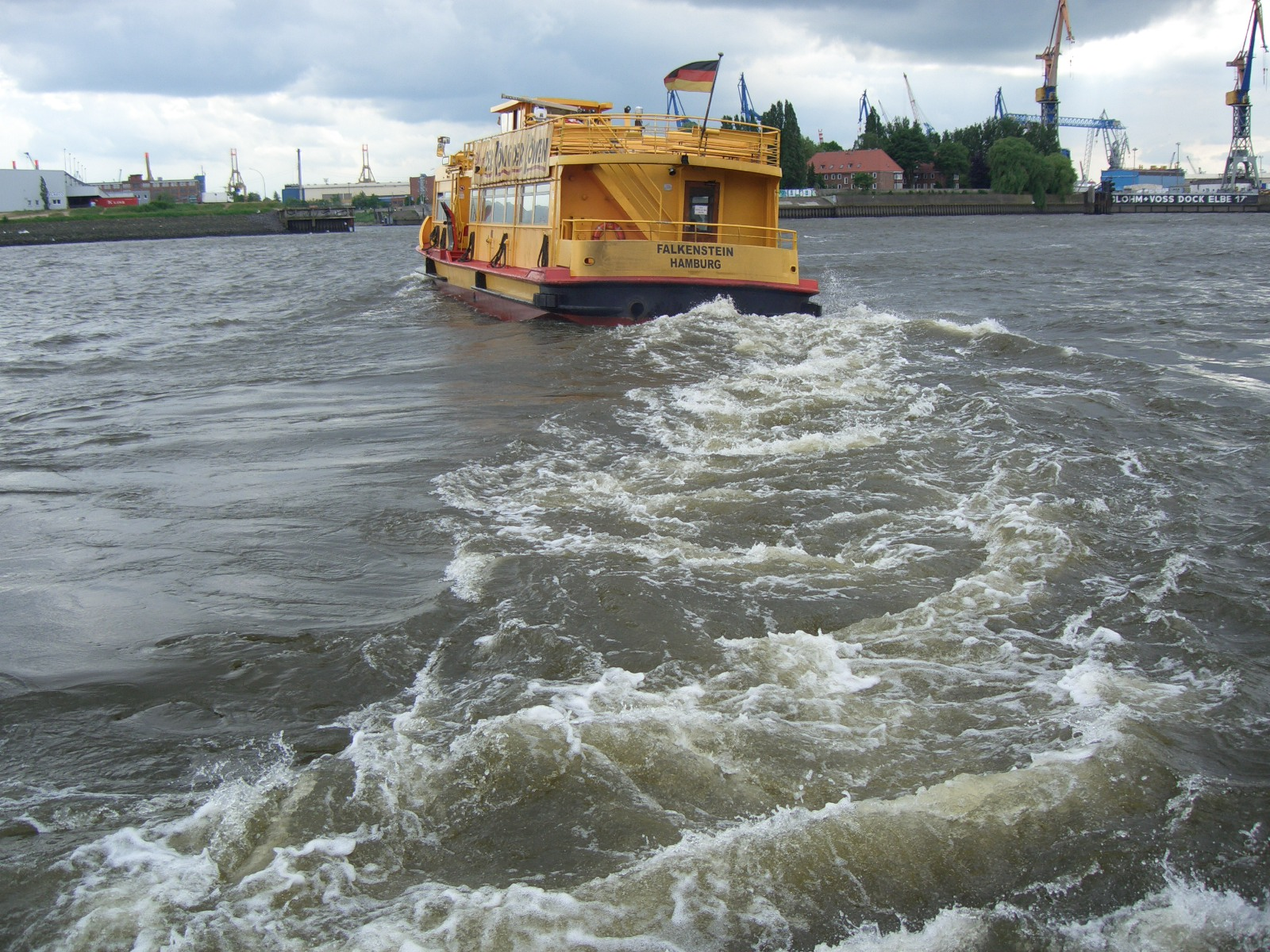
Kielwasser

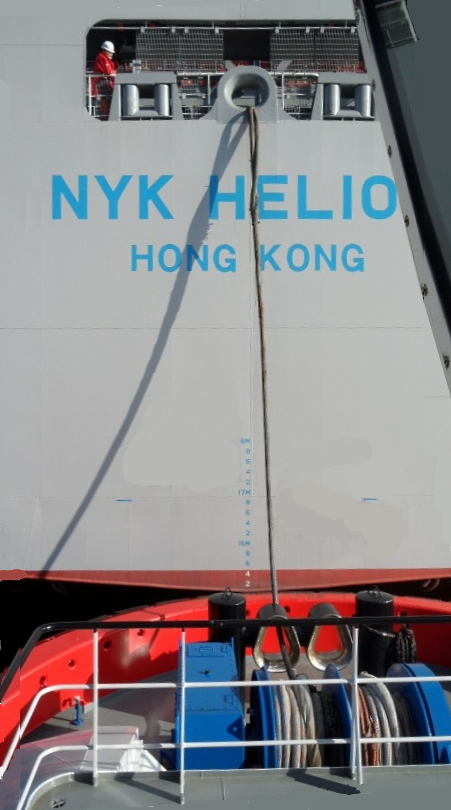
Klüsen am Schiff und Schlepper

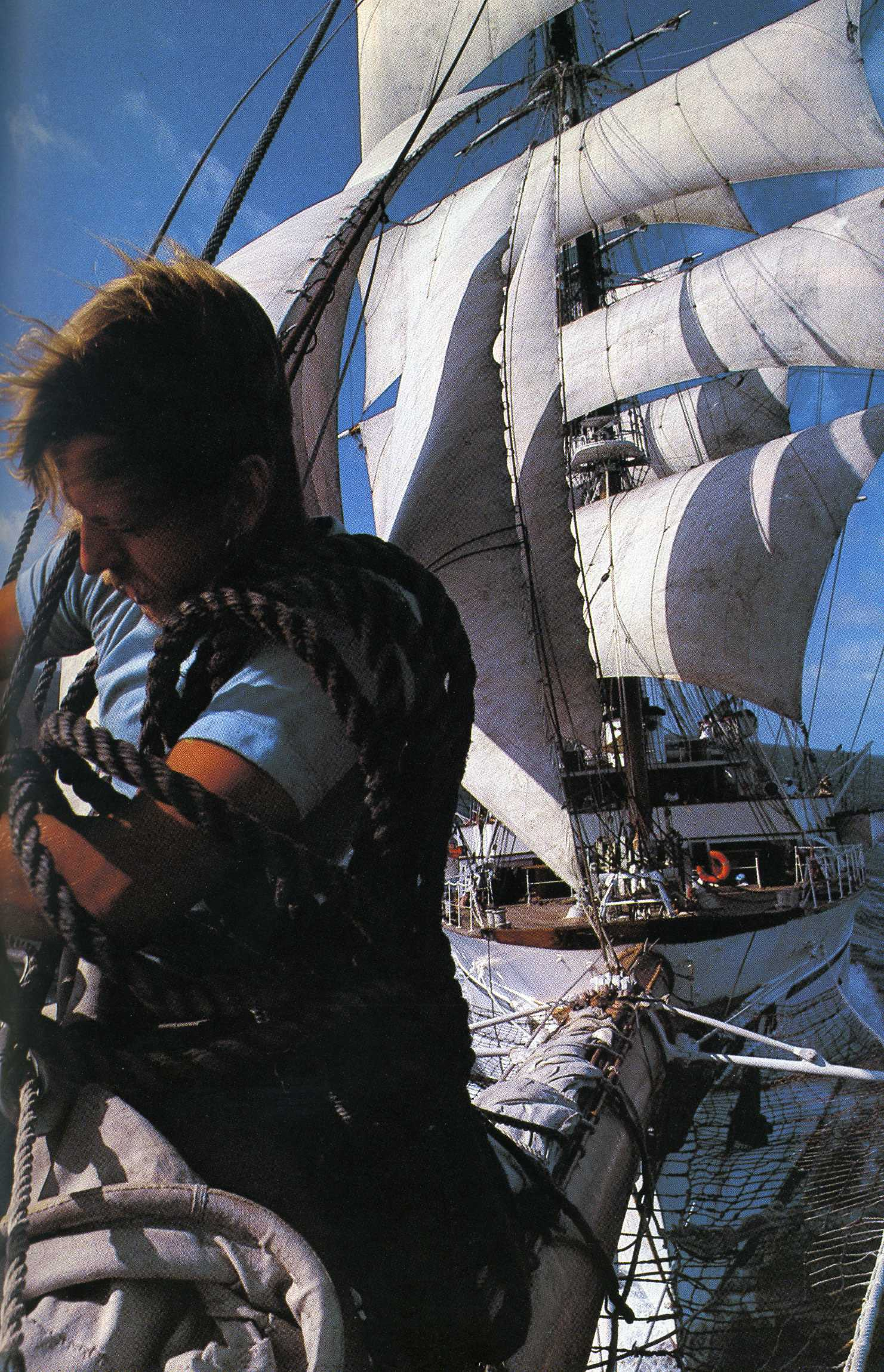
Arbeit am Klüverbaum

Kompassrose

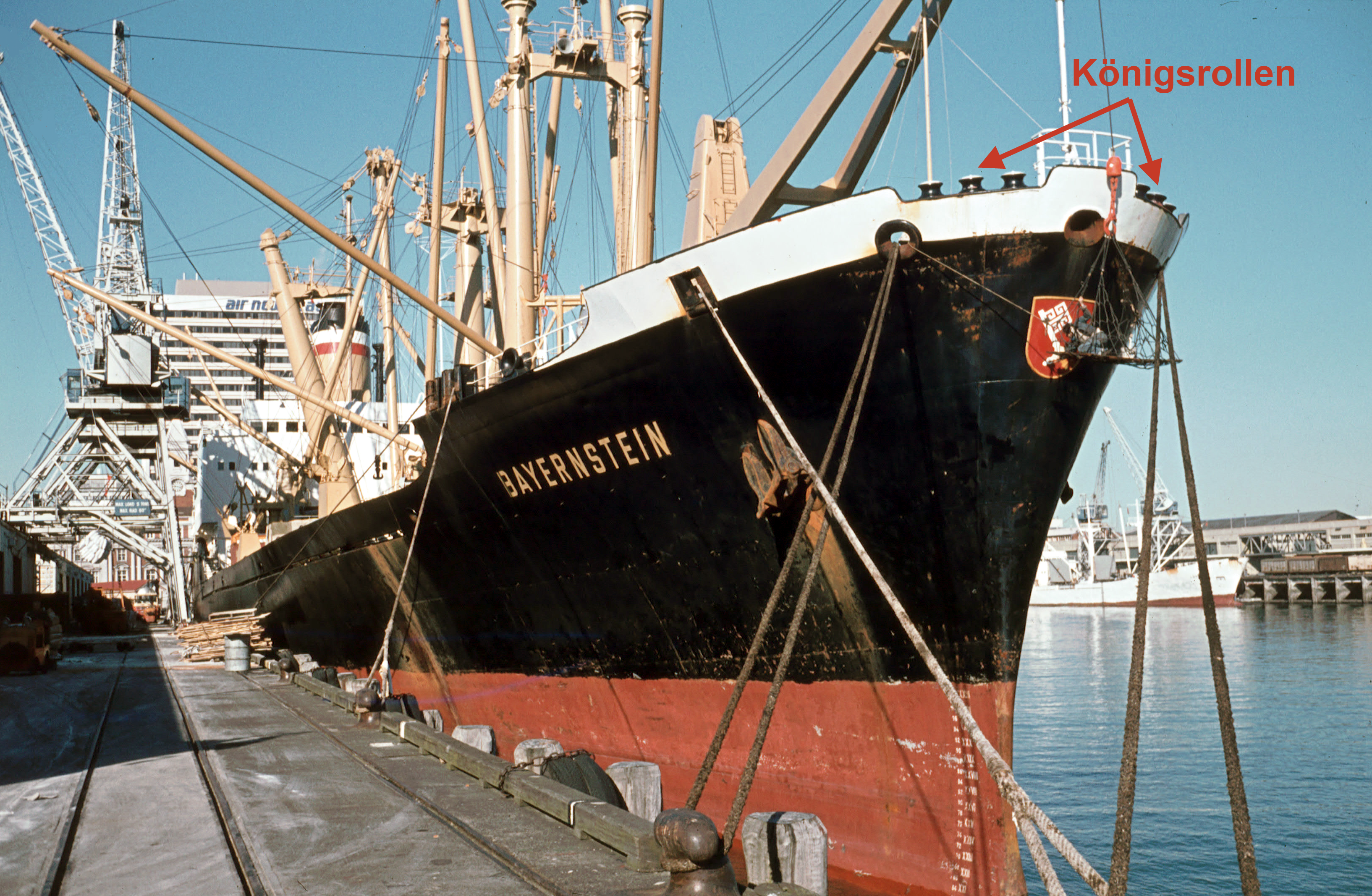
Königsrollen auf der Back an beiden Seiten des Stevens

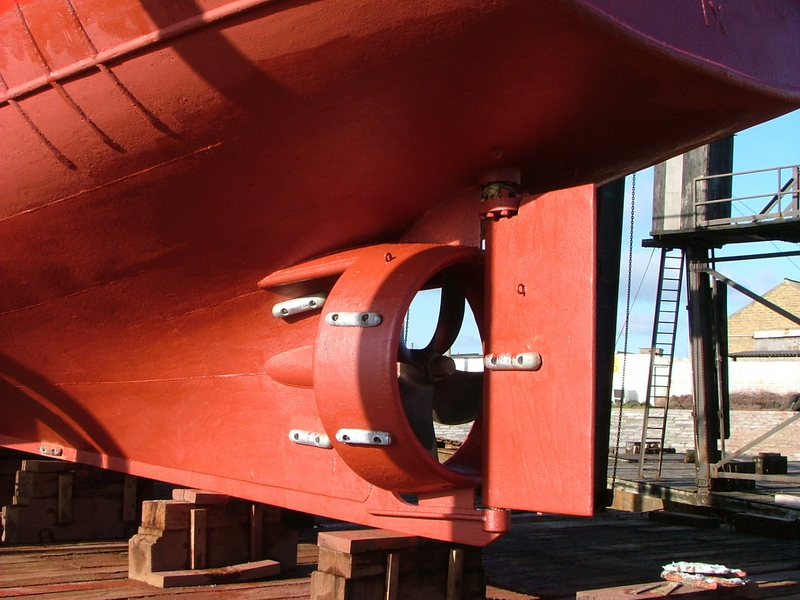
Kort-Düse

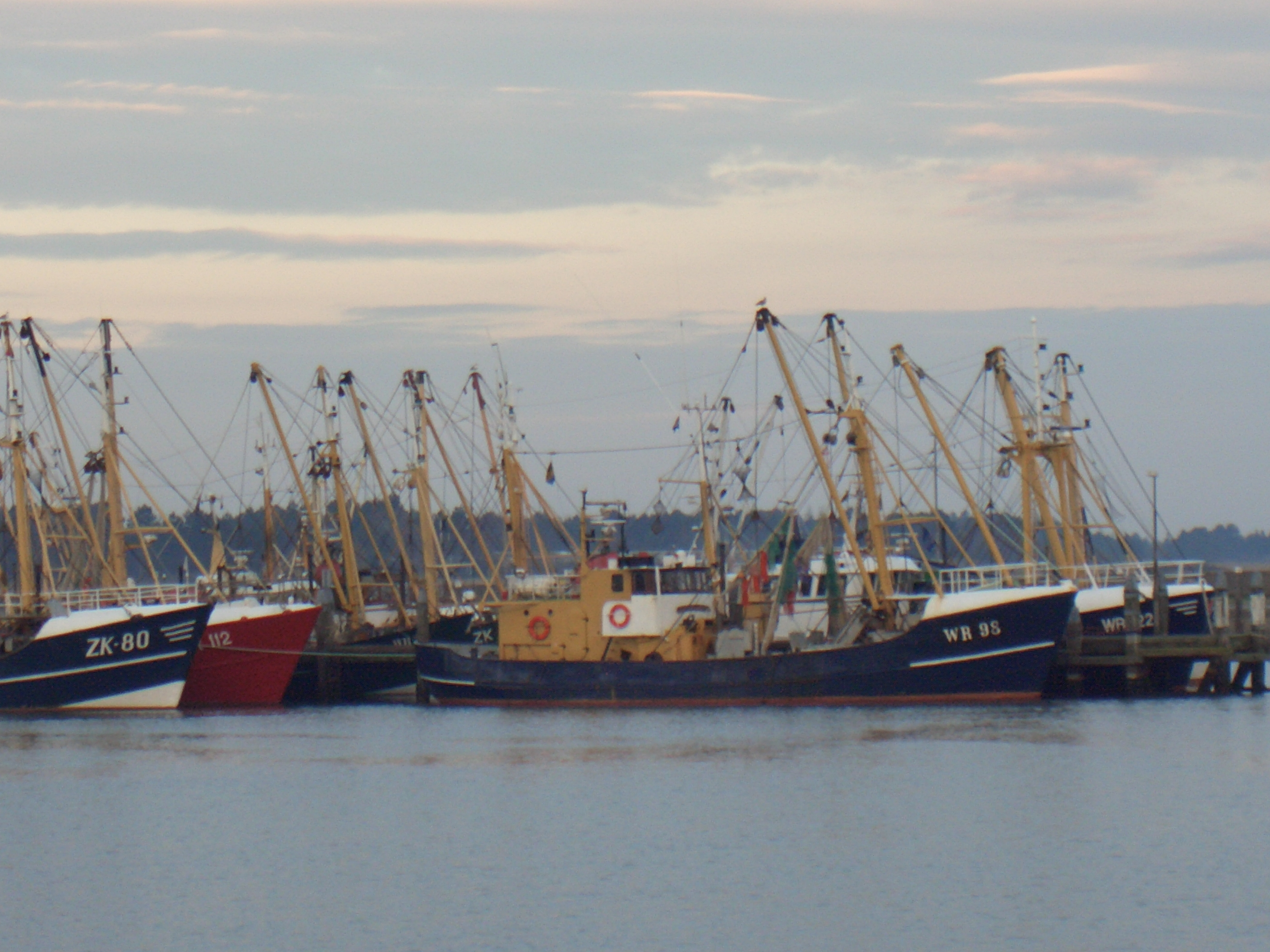
Kutter

Schlüsselwort: Kilo [ˈkiːloʊ]
kabbeligunruhige See durch Seegang aus zwei verschiedenen Richtungen
Kabel-EdeSpitzname für den Kabelgattsmann = erfahrener Matrose, pflegt die schiffseigenen Werkzeuge und Arbeitsmaterialien im Kabelgatt, Spezialist für Spleiß- und Takelarbeiten
Kabelflaggezum Signalisieren wie viel Kabel (Ankerkette) ausgelegt ist
KabelgattStauraum für Schiffsausrüstung im Vorschiff
KabellängeNautisches Längenmaß 1/10 der Seemeile =185,20 m
KabeltafelEine Warntafel, die dort an beiden Ufern errichtet ist, wo ein Kabel eine Wasserstraße kreuzt. Sie trägt die Aufschrift „Ankern verboten“, oder sie zeigt einen Anker mit den Flunken nach oben
Kaffeeseglerspöttische Bezeichnung für gemütliche, „unsportliche“ Segler
KahnBezeichnung für jede Art von Schiff, manchmal als Spottname gebraucht
Kai (Uferbauwerk)ein durch Mauern befestigter Uferdamm – meist in Häfen oder an Fluss- oder Kanalufern zum Löschen und Laden von Schiffsladungen
KajeBezeichnung für den Kai in Norddeutschland
Kajiktürkisches Ruderboot, ursprünglich für den Verkehr zwischen beidem Ufern des Bosporus
Kajugaein Einbaum der Kajugas-Indianer in Panama
KajüteWohn-, Aufenthalts- oder Schlafraum auf Schiffen
kalbenGletscher, Eisberge zerbrechen
Kalfatern, kalfatendas Abdichten von hölzerner Beplankung mit Werg
Kalme1. Windstille, Stille 2. Die Regionen, in denen Windstille erfahrungsgemäß vorherrschend ist, der Kalmen-Gürtel
Kalte EierGezeitenstrom spült kaltes Wasser an die Meeresoberfläche, so dass die Luft kondensiert; es entsteht Nebel
KamelSchiffskamel, Schwimmkörper zum Anheben beladener Schiffe, um über eine Untiefe zu fahren
KammerWohnunterkunft des Besatzungsmitglieds
KampanjeHüttendeck, manchmal auch Bezeichnung für Hütte oder Poop
Kampfanzug Seeumgangssprachlich für Ölzeug
Kanalkünstlich erschaffene Wasserstraße
Kanone1. Geschütz zum Versenken gegnerischer Schiffe 2. famose Person, hervorragender Kapitän
KantenfischereiFischerei an steil abfallenden Stellen des Meeresbodens
KaperbriefFreibrief zum Kapern feindlicher Handelsschiffe
kaperndas Aufbringen eines Schiffes mit Gewalt
Kap-Hoorn-FieberAngst vor dem Kap Hoorn; auch Kap Steif
Kapitänsbildist die künstlerische Darstellung eines Schiffes, die meist im Auftrag des Kapitäns als Erinnerungsstück angefertigt wurde. Kapitänsbilder waren vor allem vom 18. bis zum frühen 20. Jahrhundert verbreitet
Kapitänslaufgangauf dem Dach, des Kapitänshauses auf alten Schiffen
KaplageSeerecht – Ladung, die der Kapitän auf Segelschiffen mit Einverständnis des Reeders auf eigene Rechnung mitnehmen durfte
Käpt’nde Olle, Der Alte, (Kapitän)
kappenetwas abhauen, durchschneiden, z. B. ein Tau
Kardeelgeschlagenes Tauwerk besteht aus mehreren Kardeelen (drei-oder-vier-kardeelig) 
Karronadeauch Carronde, englische Kriegsschiffe trugen nach 1780 Carronades. Die Carronde wurde 1774 von General Robert Melville entwickelt. Die Gießerei Carron Iron Founding and Shipping Company baute den Prototyp Smasher. Ursprünglich für Armeeverwendung entworfen, kam 1779 eine bordverwendungsfähige Version auf Fregatten in Gebrauch. Das Prinzip ist ein kurzes Rohr mit nach vorn hin erweiterter Seele wie beim Mörser und vergleichsweise kleine Pulvertreibladung. Dadurch hatte das Geschoss eine niedrigere Geschwindigkeit als eine normale Kanone gleichen Kalibers. Beim Auftreffen im Ziel rief die Kugel der Carronade größere Schäden hervor als das schneller fliegende Geschoss der Kanone und ließ einen Splitterregen auf den Gegner niedergehen
Kartenkurswahrer Kurs eines Schiffes, Kurs über den Grund
KartografieKartenkunde
Katzeneunschwänzige Katze in der Segelschiffszeit, Bezeichnung für eine Peitsche, die bei der britischen Flotte aus 9 Enden von dünnen Tauen bestand und mit vielen Knoten versehen war. Mit der Katze wurden Matrosen bei Vergehen bestraft

KatamaranDoppelrumpfboot
Kauschin Tauwerks-Augen oder in Segeln und Planen eingearbeitete Verstärkung aus Metall oder Kunststoff
Kaustik SodaÄtzend scharfes Scheuermittel für die Reinigung der Holzdecks
Kaventsmannriesige Welle
Keep(1) – eine Nut im Baum oder Mast, in der das Liektau geführt wird, (2) – der Zwischenraum zwischen den Kardeelen von Leinen
KellerMaschinenraum
KellerkinderMaschinenraumpersonal
kenternUmkippen des Schiffs um die Längsachse
Kenterschäkelin vier Teile zerlegbares Kettenglied der Ankerkette, das es erlaubt, die Kette an dieser Stelle zu trennen
Keschhakenein Handhaken zum Hieven schwerer Fische aus dem Wasser
KesselbandeMaschinenpersonal
KesselbumsMaschinist (besonders Heizer)/Maschinenpersonal
KesselpäckchenOverall (Blaumann/Arbeitsanzug)
KetschZweimastsegelschiff mit Gaffel- und Gaffeltopsegel jedoch kleinerem Besan, der vor dem Ruder steht
KetschuTrockenextrakt des Holzes Acaia Catechu, Imprägnierungsmittel für Fischnetze
KetteMeint in der Regel die Ankerkette des Schiffes. „Kette stecken“: Ankerkette hinunterlassen.
Ein Schiff an die Kette legenEin Schiff im Hafen festsetzen, etwa wegen strittiger Rechnungen oder ungeklärten Zollformalitäten.
Kettenkastenzwei große Stahlkammern im untersten Kabelgatt, in welche die Ankerketten sich hineinstauen
Kettenstopperzwischen Ankerwinde und Ankerklüse, die die Kette mit dem Anker fixiert

Kiek ut!niederdeutsch (pass auf!) Ausruf zur Vorsicht, wenn z. B. Ladung bewegt wird
Kiekerniederdeutsch das Prismenfernglas des Seemanns
Kielunterste Längsversteifung des Schiffes
Kielblocklängs des Bodens eines Docks angebrachte starke Holzklötze, auf denen der Kiel des Schiffes ruht
Kielholen1. Durchholen unter dem Kiel; 2. auf alten Segelschiffen eine oft tödliche Strafe für einen Seemann, bei der der Bestrafte an einem Seil unter dem Schiff durchgezogen wurde
In Kiellinie fahrenes laufen mehrere Schiffe hintereinander
Kielschweineine innen auf dem Kiel liegende Verstärkung, die typischerweise das Unterende der Masten aufnimmt, auch als Binnenkiel bezeichnet
Kielschwein füttern gehenbeliebte Veräppelung von Neulingen bei der Seefahrt 
KielschwerterSegelboot, das einen flachen Kiel hat, aus dem ein Schwert/Schwenkkiel herausgefahren werden kann. Dadurch hat das Boot einen tieferen Schwerpunkt als ein nur mit einem Schwert ausgerüstetes Boot (allerdings meist trotzdem weniger tief als ein reines Kielboot); das Schwert verhindert Abdrift ähnlich wie ein Kiel; andererseits kann das Schwert in flacheren Gewässern, die für ein vergleichbares Kielboot unbefahrbar sind, hochgezogen werden (oder notfalls auch bei Grundberührung). 
Kielwasserdie sichtbare Spur, die ein Schiff bei seiner Fahrt durch das Wasser hinterlässt
KillenFlattern des Segels oder eines Segelteils wegen Verwirbelungen des Windes entlang des Segels
Kimm1. die Linie des natürlichen Horizonts, 2. Übergang des Schiffsbodens in die Seitenwände
KimmgangDer Platten- oder Plankengang, der in der Kimm liegt, also die größte Krümmung besitzt
Kimmkieler besteht aus zwei paarig angeordneten und seitlich der Mittschiffslinie angebrachten kurzen Kielenflossen
Kimmkniemetallenes Bauteil an der Position der Kimm (2)
Kimmstringerlängsverbindende, meist hölzerne Bauteile (Leisten oder Balken) an der Position der Kimm (2)
Kimmungbezeichnet die mehr oder weniger ausgeprägte Krümmung der Kimm (2)
KistendampferContainerschiff
Klabautermannein kleiner Kobold, der unsichtbar an Bord des Schiffes seinen Schabernack treibt und der im Schiff klopft und rumort und entweder durch sein Erscheinen dem Schiff den Untergang anzeigt, oder der im Schiff auf Ordnung sieht und durch sein Verschwinden Unheil anzeigt. Solange er an Bord bleibt, macht das Schiff gute Fahrt. Der Klabautermann sorgt sich um das Schiff, seine Anwesenheit schützte das Schiff. Erste urkundliche Erwähnung im 13. Jahrhundert.
klameiendie Plankennähte vor dem Kalfatern aufweiten
klamm1. so viel wie „feucht“; Segel werden im Nebel klamm 2. kein Geld auf der Naht
KlampeVorrichtung zum Befestigen von Fasertauwerk
Klappbuchseschwenkbar montierte von Hand bediente Morselampe (Signalscheinwerfer)
klar Schiff machenReinigungs- und Aufräumarbeiten
Klarierungdas Erledigen der Zoll- und sonstigen Behördenformalitäten beim Ein- und Auslaufen eines Hafens
Klasse machenAusführen der Inspektionen an (Handels)-Schiffen und/oder seiner technischen Einrichtungen entsprechend den Empfehlungen der jeweiligen Klassifikationsgesellschaft
Kleedkeulehölzernes Werkzeug des Taklers, im Aussehen einem Hammer ähnlich
kleiner Bruderein dem Hauptsturm folgender schwächerer zweiter Sturm
Kleiner SackBezeichnung in der Seefahrt für einen kleinen Hafen
Klempnerdeckbei den früheren Mittschiffsaufbauten das kurze, aber über die gesamte Schiffsbreite reichende achterliche Deck über dem Hauptdeck. Von dem aus die Ingenieure und Assis gerne dem Ladebetrieb zusahen
KliffBezeichnung für Steilufer
KlinometerKrängungsmesser. Zeigt die Schräglage eines Schiffes an
Klinkerüberlappende Beplankung
Klippfischgetrockneter, eingesalzener Kabeljau
Klookschieterniederdeutsch – räsonierender, alles besser wissender Mensch, wörtlich „Klugscheißer“
KlüsenÖffnungen in der Schiffswand, durch die Ketten oder Taue geführt werden; so nennt der Seemann auch seine Augen, z. B. als Zuruf: „Mach deine Klüsen auf!“
KlütenewerSehr kleines Frachtschiff – Beispiel Haren Emser 
Klüverbaumeine Spiere, die über das Vorschiff hinausragt und an der ein Vorsegel (Fock, Klüver, Jager) befestigt ist
KnaggenEin klampartiger, meist hölzerner Teil der Takelage, der dort angebracht wird, wo er etwas gegen Herunterrutschen sichern soll
Knapp und BilligSpitzname für die Hamburger Reederei Knöhr & Burchard
KnotenGeschwindigkeitsmaß, 1 kn = 1,852 km/h (1 Seemeile pro Stunde)
Knoten (Knüpfen)Eine Befestigung und Verbindung eines oder mehrerer Seile bzw. Taue. Es gibt sehr viele verschiedene Schifferknoten, die z. B. beim Anlegen eines Tankers an einen Hafen gebraucht werden
Kochtischgenosseisst nach der übrigen Mannschaft mit dem Koch, z. B. wer am Ruder gestanden hat
KödelbremseEine angemessen große Abdeckung aus Holz oder Metall, die im Hafen vor die Austrittsöffnungen von Kühlwasser oder Fäkalien gehängt wurde, um Verunreinigung von kleineren längsseits festgemachten Schiffen möglichst zu vermeiden
KöhlerSeelachs
KofferdammDurch 2 parallel angeordnete Schotten gebildeter Raum rund um mit verschiedenen Inhalten gefüllten Tanks
KojeSchlafstätte (Bett) an Bord
Kolbenringescherzhaft gemeint sind die Gold- oder Silberstreifen der Dienstgrade an der Uniformjacke, auf Schulterstücken auch bekannt als Lametta
Kolben ziehenEin durch mangelnde Schmierung sich im Zylinder festsetzender Kolben der Schiffsmaschine, der ausgetauscht werden muss.
Kolcherkleines Schiff
KollisionsschottSchiffbau – An den ersten (vordersten) Ballasttank anschließendes wasserdichtes Querschott im Schiff. 
KombüseBordküche
Kompassist ein Anzeigegerät zur Bestimmung der Himmelsrichtungen
KompassroseGradskala auf dem Kompass
Kompassschlüssel holen gehenscherzhaft beliebte Veräppelung von Neulingen bei der Seefahrt
Kompaktschlepperein Schlepper von gedrungener Bauart
Kolli1. Teil der Schiffsladung, 2. im Schiffbau die Bausektion eines Neubaus
Komm auf!Kommando: das Ruder soll allmählich in Richtung auf mittschiffs gelegt werden
Kommodore1. Kapitän zur See mit Admiralsrang, 2. Ehrentitel für verdiente Offiziere der Handelsmarine, 3. Präsident eines Yachtklubs, 4. Lotsenkommandeur, 5. Geschwaderführer eines Marinefliegergeschwaders
König, KönigsrollerSchwere gusseiserne Umlenkrollen auf der Back und dem achteren Verholdeck
Königsspeichedie oberste Speiche des Steuerrades bei Mittschiffsruder, oftmals besonders gekennzeichnet
KonterbandeBannware, Schmuggelware
KontorflaggeReedereiflagge
KoowPlattdeutsch bezeichnet eine Möwe
KopfbrettSegel oft erhalten Segel am Kopf (oberer Teil) ein kleines (Kunststoff-)Brett eingenäht, das den Zug des Falls (zum Auf- und Niederholen) aufnehmen soll
KopfschlagAbschluss beim Belegen einer Klampe
KopfleineVon der Bugspitze abgehende, bei schwerer See zusätzliche Haltung gebende Festmachleine zum Festmacher hin
Kopheister gehenkentern, durchkentern
KoppelnavigationBestimmung des vermuteten (nicht gemessenen, sondern berechneten) Ortes durch Einzeichnen der zurückgelegten Strecke (pro Zeiteinheit) und gesteuerten Kurses in die Karte
Korbin der Fischerei auch ein Maß für gefangenen Fisch; 1 Korb = ca. 50 kg
KortdüseStahlkonstruktion, bei der sich der Schiffspropeller in einem düsenförmigen Ring dreht. Erhöht den Schub des Schiffspropellers bei niedrigen Geschwindigkeiten
KotiaSchiff der indigenen Bevölkerung der Malabarenküste (Ost-Indien) 2 Masten, lateingetakelt
Krabbenklauen-Segelsiehe Krebsscherensegel
Krähennestplattform- oder korbartiger Ausguck-Stand am Schiffsmast
KrangWalkörper, von dem der Speck abgeflenst ist
KrängungNeigung eines Schiffs zur Seite (auch: Überholen des Schiffs / das Schiff holt über)
krappe Seekurze verhältnismäßig hohe See, die dem Schiff unangenehme Bewegungen gibt
Kravsack/KreffsackSegelmachergerätesack fürs Rettungsboot bzw. der Hodensack
KraweelBeplankungsweise mit glatt aneinanderstoßenden Kanten
KrebsenFehlschlag beim Rudern, einen Luftschlag beim Pullen oder mit dem Riemen im Wasser stecken bleiben
Krebsscherensegelein herzförmiges Kanusegel aus Polynesien
Kreuz(en)Die notwendigen Richtungsänderungen eines Segelschiffes um gegen den Wind zu segeln
Kreuzseeentsteht, wenn die Wellen aus verschiedenen Richtungen kommend zusammentreffen, also sich z. B. Dünung mit Windsee überkreuzt, so dass durch Überlagerung Wellen unterschiedlicher Höhe resultieren – vgl. Clapotis
KreuzsegelEin Segel am Kreuzmast eines Vollschiffes
KrippeFischfach an Deck oder Laderaum
Kruboys(englisch crewboys) zum Verladen von Baumstämmen (logs)(Edelhölzer) vorübergehend an Bord beschäftigte Einheimische
Krückeschlechtes nicht einwandfreies technisches Schiff
KrulleVolute als Vorderstevenabschluss unter dem Bugspriet anstelle einer Galionsfigur
Krüppelwindekleine Winde
Kuddel Sharkder Hai
Kuhschwanzdie lose Kardeele eines aufgedrehten Tampens
Kuhwendeeigentlich Q-Wende, von der Form dieses Buchstabens „Q“ hergeleitet. Bezeichnung für das Abfahren eines Wende-Kurses in Form eines „Q“ um einen Überbordgefallenen zu bergen (Anluven-wenden-wieder abfallen). Die Kuh (Q)-wende erlaubt auf See mit einfachen Mitteln etwa an der Stelle wieder anzukommen, wo das Manöver begonnen wurde; also dorthin, wo der Schiffbrüchige wahrscheinlich (noch) im Wasser treibt
Kujambelalle Sorten von Fruchtsaftgetränken
KujambelsBezeichnung für die fremde Währung in ausländischen Häfen
Kulanizweireihige Langjacke für Mannschaftsdienstgrade der Deutschen Marine, benannt nach der Kieler Schneiderei Berger & Colani
KümoAbkürzung für Küsten-Motorschiff
KuliSpottname für einen Seemann ohne Dienstgrad
Küper1. in den deutschen Nordseehäfen ein Sachbearbeiter für Einfuhrwaren, z. B. für Kaffee, Tabak. Er prüft auf Schäden und Mängel, zieht Muster und verwiegt, bevor die Freigabe an den Abnehmer erfolgt 2. Proviantverwalter auf Passagierschiffen
KurreGrundschleppnetz
KurrleineStahlseil, an dem das Schleppnetz geschleppt und gehievt wird
Kurs absetzendas Festlegen eines Kurses auf der Seekarte
KursänderungssignalSind Schiffe einander sichtig, so muss ein in Fahrt befindliches Schiff seine Kursänderung durch folgende Signale anzeigen (kurzer Ton von ungefähr 1 s Dauer) kurz ich ändere meinen Kurs nach Steuerbord; kurz kurz ich ändere meinen Kurs nach Backbord; kurz kurz kurz meine Maschine geht rückwärts; kurz kurz kurz kurz kurz kurz: ich weise Sie auf Ihre Ausweichpflicht hin.
Küssendedie Kimm berührende Sonne
Küstenklatschvgl. „Flurfunk“, der schnelle Nachrichtenaustausch unter Seglern und Seeleuten durch Weitererzählen
Kuttenleckergekröpfter Rundpinsel; an Bord von Schiffen
Kutter1. mehrere Boots- und Schiffstypen, siehe Kutter (Bootstyp); 2. allgemeiner Begriff für Fischereifahrzeuge
| Inhaltsverzeichnis A B C D E F G H I J K L M N O P Q R S T U V W X Y Z |

## L

Signalflagge – L

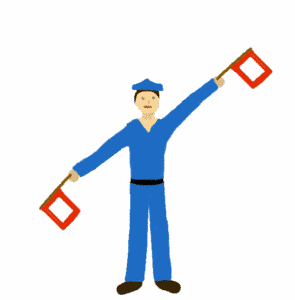
Winkeralphabet – L

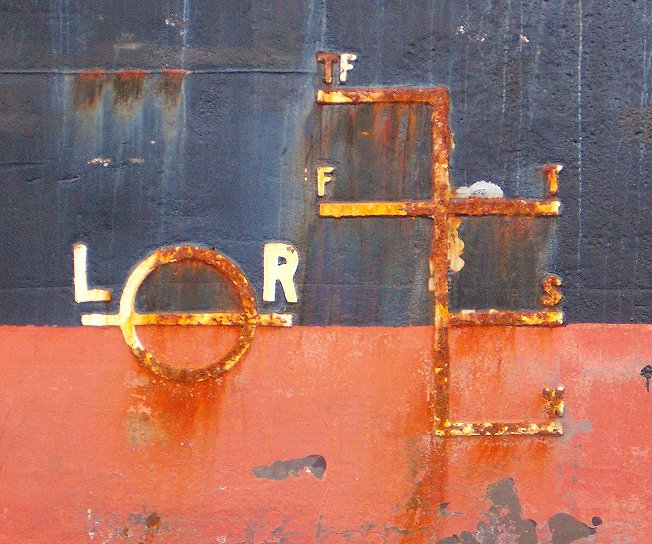
Lademarke

Lademarke

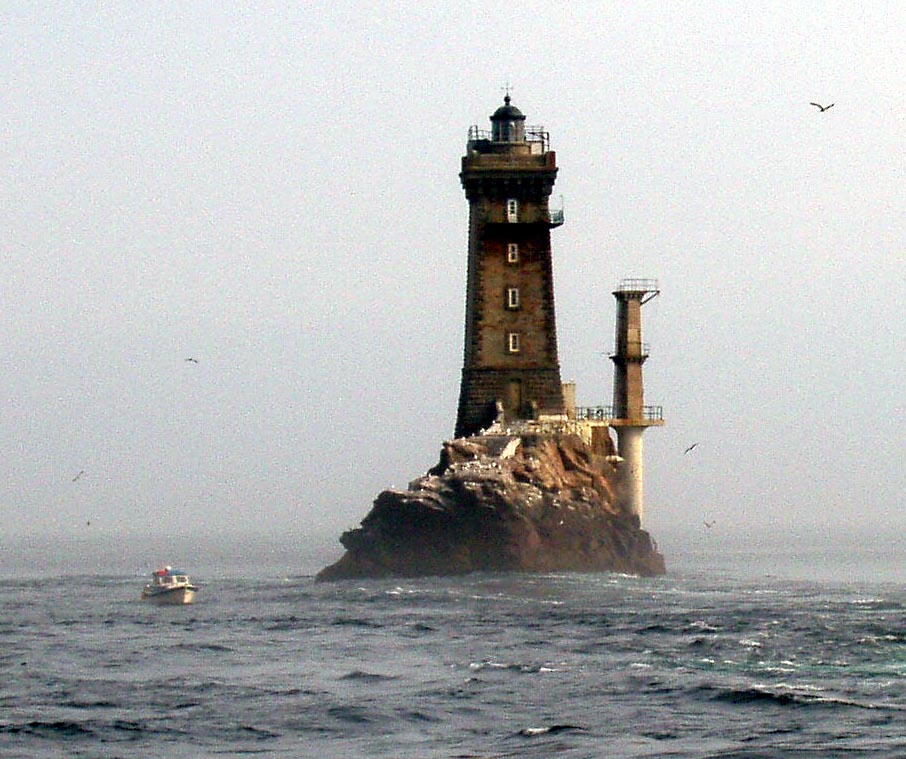
Leuchtfeuer La Vieille, Bretagne

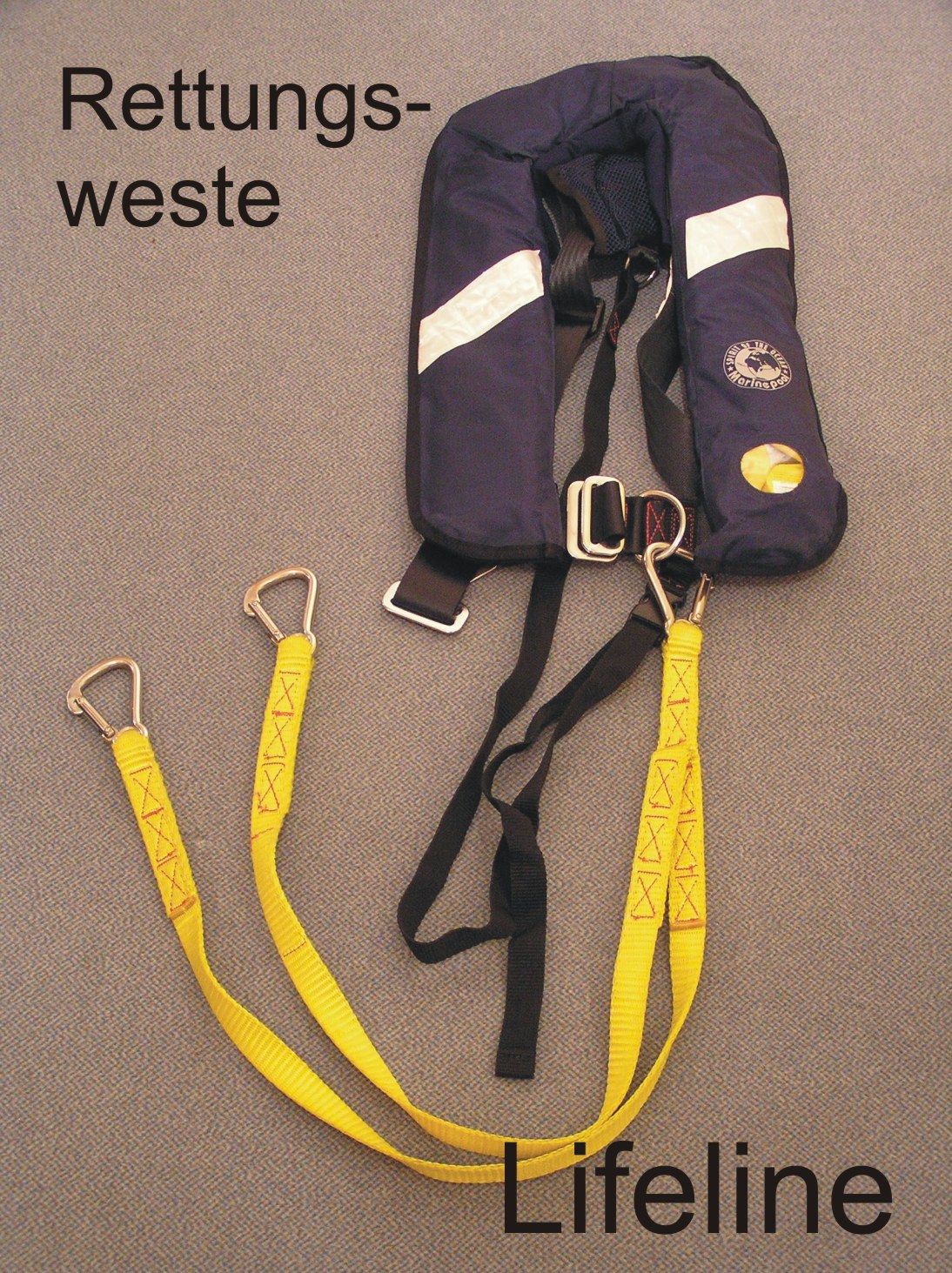
Lifeline

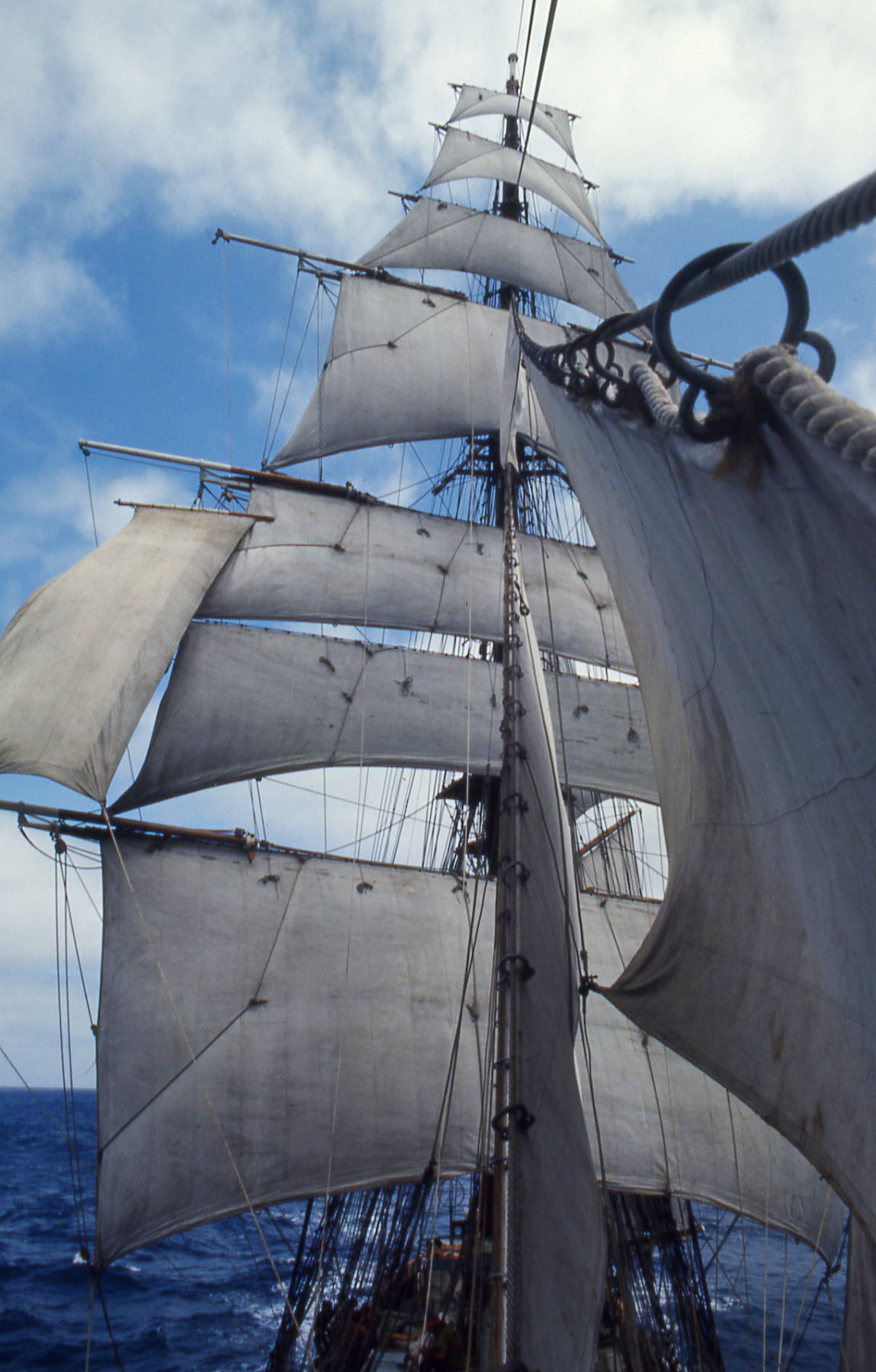
Lögel (oben rechts) auf dem Vorstag der Regina Maris

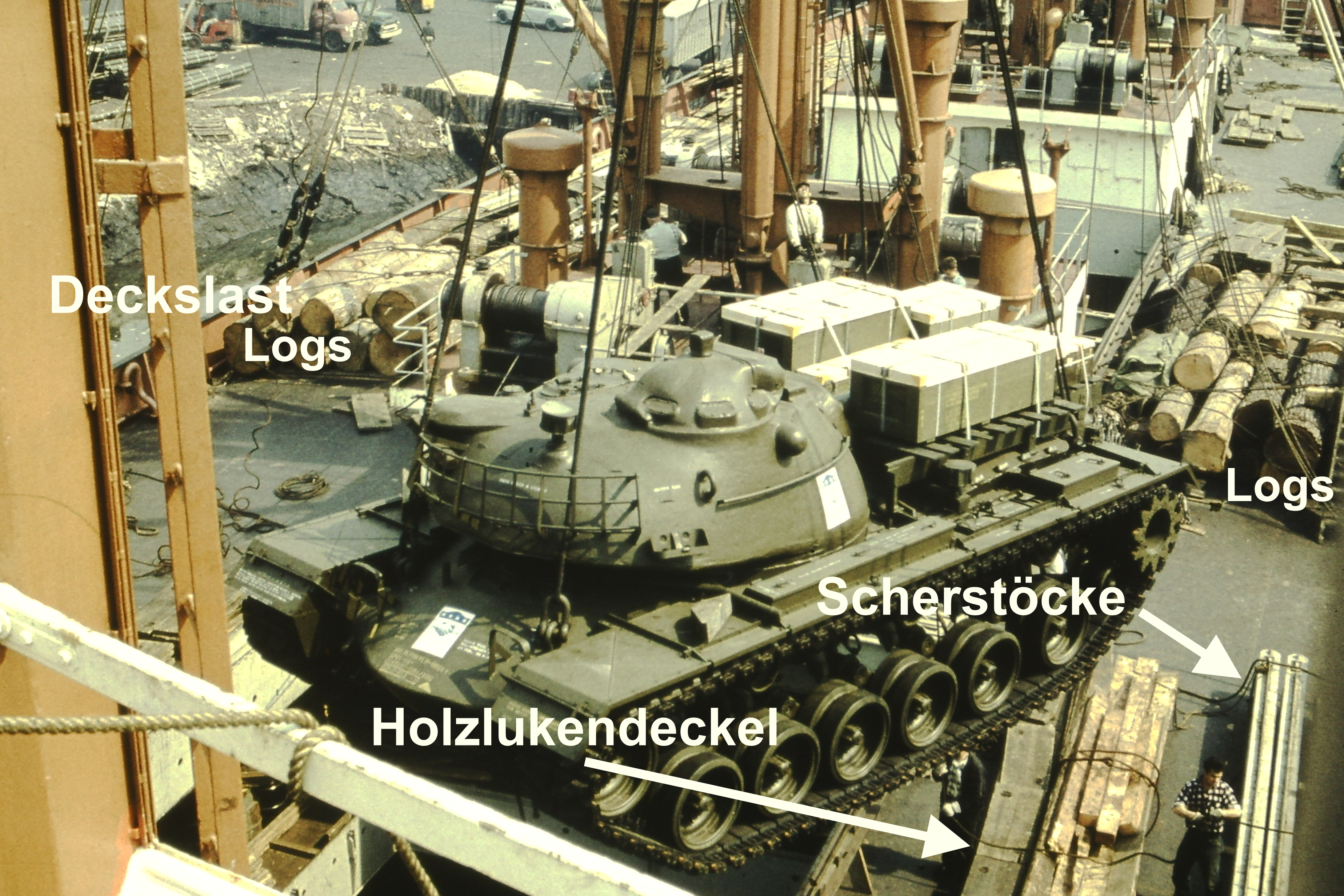
Beladung, Logs als Decksladung

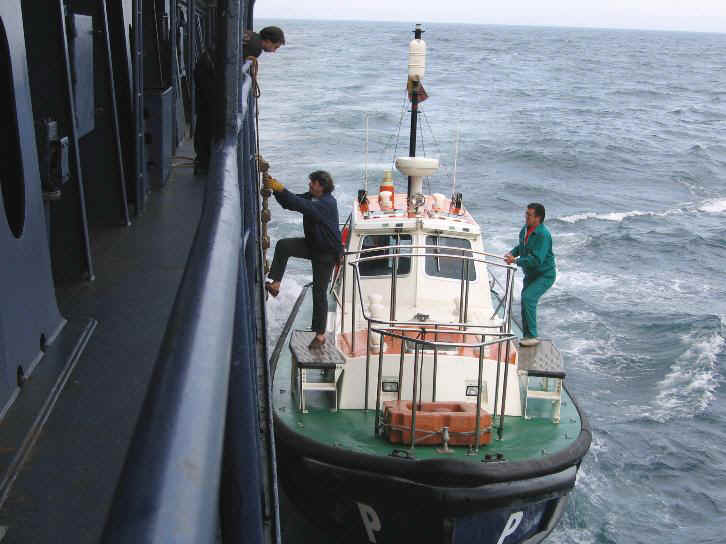
Hafenlotse geht an Bord

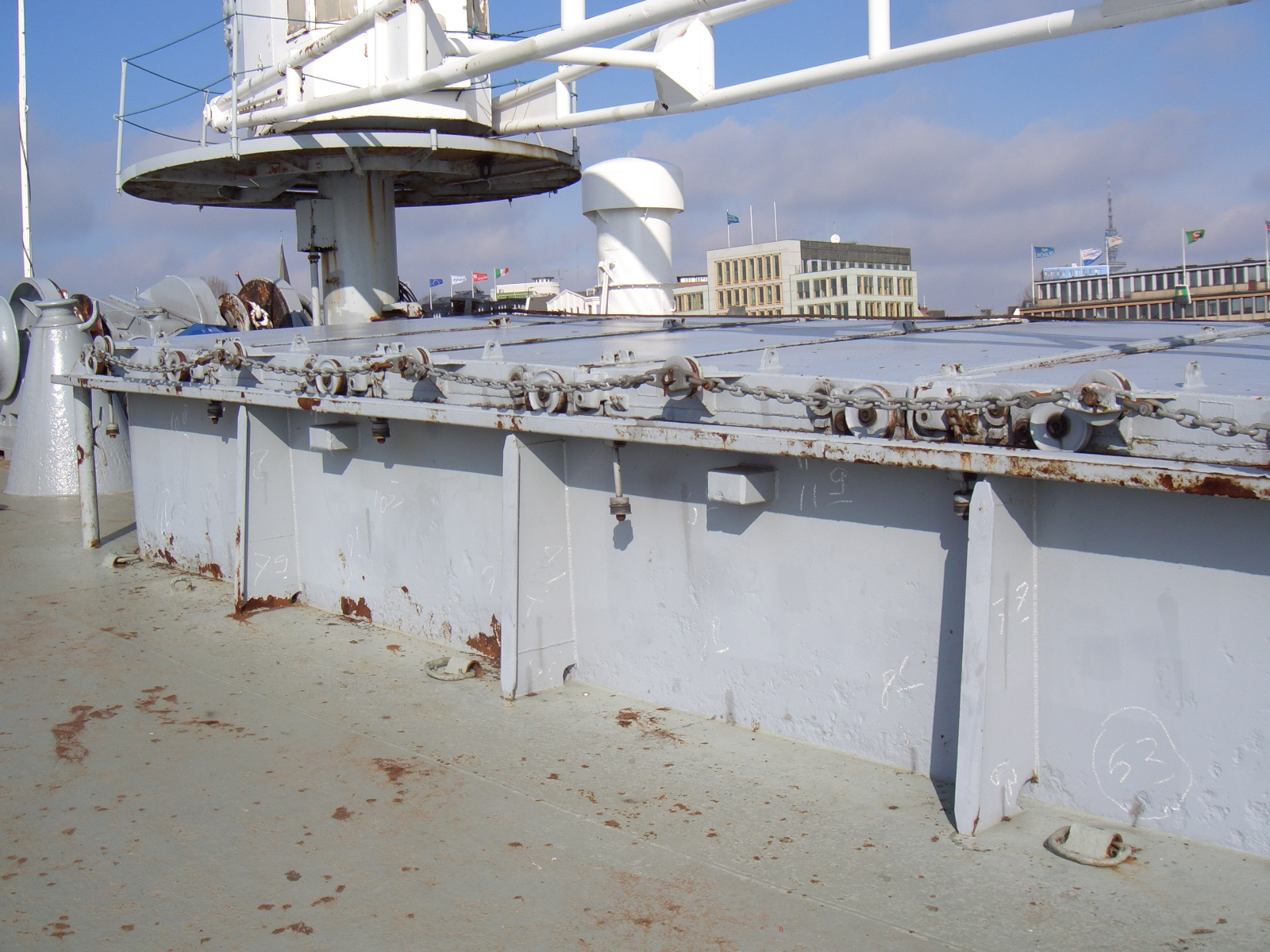
Lukendeckel

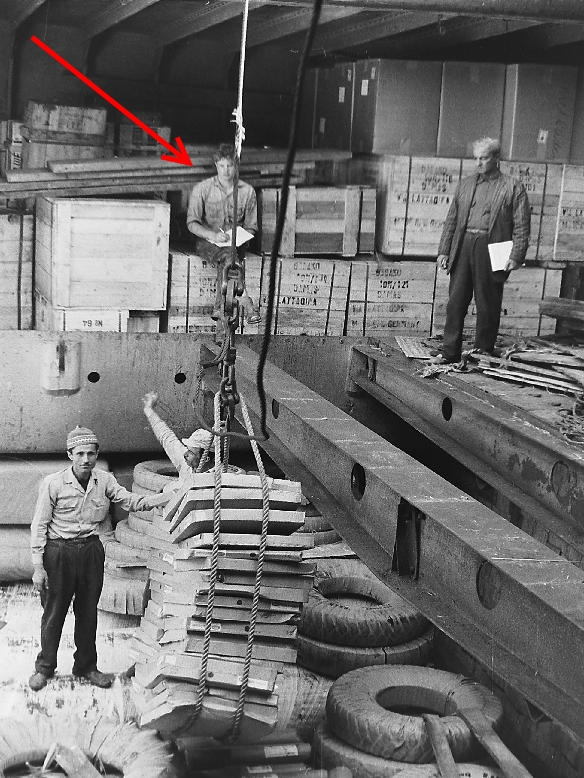
Lukengast / Raumwache

Schlüsselwort: Lima [ˈliːmə]
L.M.C. C.S.Lloyd’s Machinery Certificate, continuous survey Lloyds-Zertifikat für Maschinenanlagen, laufende Besichtigung mit Eintragung im Lloyds-Register, die besagt, dass die Maschine des Schiffes einer laufenden Besichtigung unterliegt
labsalbenDrahttauwerk und Eisenteile der Takelage gegen Rost konservieren. In Segelschiffszeiten das Bestreichen der Taue mit einer Art Teer
Labyrinthnetzeine gebaute Fischfalle
Lademarkewaagerechte Striche von 230 Millimeter (9 Zoll) Länge und 25 Millimeter (1 Zoll) Breite, die von einem 25 Millimeter (1 Zoll) breiten senkrechten Strich, der 540 Millimeter (21 Zoll) vor dem Mittelpunkt des Ringes der Freibordmarke angebracht ist, im rechten Winkel und, sofern nicht ausdrücklich etwas anderes bestimmt ist, nach vorne abgesetzt sind. Kennzeichnen das zulässige Mindestfreibord
LaeiszmastDer vierte Mast von vorn auf den Fünfmastern der Reederei F. Laeisz, Hamburg
Laganauch Legan, in der militärischen Seefahrt zur späteren Auffindung abgeworfenes Schiffsgut; beispielsweise um den Feind zu täuschen und ihn im Glauben zu lassen, das eigene Schiff sei gesunken
Landhaiillegaler Stellenvermittler für Seeleute
LandratteNichtseemann
längsparallel zu einem Schiff in dessen Längsrichtung
längsseits kommenanlegen, am Kai anlegen
laschenBefestigen oder Verzurren der Schiffsladung
Last1. Last, eine alte Messgröße für die Transportkapazität von Schiffen;
2. Last, einen Vorratsraum unter Deck eines Schiffes
Lastadiean manchen Hafenplätzen erhaltengebliebener alter Name für Ladeplatz; ehemals auch Schiffszimmerei, Werft
Lateralplandie unter der Kielwasserlinie befindliche Fläche des Längsschnittes eines Schiffes
laufenein Schiff fährt nicht, es läuft; es läuft ein oder aus, es läuft eine bestimmte Fahrt; andererseits läuft oder fährt es nicht nach China, sondern es geht nach China
laufendes Gutalles Tauwerk, mit dem die Segel oder die beweglichen Rahen bedient werden
Lavieren(veraltet) kreuzen, seitlings gegen den Wind segeln
Lay-Schätzteilanteilmäßiger, prozentual gestaffelter Gewinn eines Mitgliedes eines Walfängers nach Beendigung der Fangreise
Lazy-BagAbdeckung zwischen Lazy-Jacks und Baum, die das Segel wie eine Persenning aufnimmt
Lazy-Jackdiagonal vom Mast zum Baum gespannte Leinen zum Sichern der Segel beim Segelbergen
Leagueein englisches Längenmaß: drei Seemeilen (5,55 km)
Leck, Leckageeine Undichtigkeit am Schiffsrumpf, am Deck oder Maschine usw.
Leckschraubeauch Bodenventil im Außenhautboden
Lecksegelein Reparaturmittel für Löcher (Leck) am Schiffsrumpf
lebendigein Schiff ist lebendig, wenn es dem Ruder leicht und schnell gehorcht
Leedem Wind abgewandte Seite (abfallen: nach Lee drehen); Luv: dem Wind zugewandte Seite
Leesegel1. Segel an den Außenseiten von Rahseglern
2. Tuch (evtl. mit Querstange), das vor eine Koje gespannt wird, um das Herausrollen bei Krängung des Schiffes zu verhindern
LegerwallGefährdung durch auflandigen Wind dicht unter der Küste
Legansiehe Lagan (Seefahrt)
LegelSchlaufe oder Ring am Liek eines Segels
leggoseemännischer Zuruf für „lass gehen“, kommt vom englischen „let go“
Leibholzstarkes Holz, das längs der Bordwand den seitlichen Abschluss eines Stabdecks bildet, auch Wassergang
Leichenwagenein dem Untergang geweihtes Schiff
Leichterein antriebsloser, schwimmender Großbehälter, der nur in Schub- oder Schleppverbänden bewegt wird
Leichtmatrosenautischer Dienstgrad
LeineSeil, meist mit Nennung des Zwecks: Ankerleine, Schleppleine, Sorgleine
Leitender Ingenieur, LITechnischer Offizier, dem Kapitän direkt unterstellt
LenzenWasser aus dem Schiff schöpfen oder pumpen; auch: vor dem Wind segeln
LeuchteBezeichnung für einen Seemann mit überdurchschnittlicher Erfahrung
Leuchtfeueralle weitgehend ortsfesten Lichtsignale zur Navigation in der Schifffahrt, auch Feuerschiffe.
LeuwagenBefestigung für laufendes Gut; auch: Feudel, Aufnehmer Schrubber
Levanterastarker Südostwind im Mittelmeer
Liberty-SchiffDie 10.000 t Einheitsfrachter des Kriegsprogramms der USA im Zweiten Weltkrieg; Schiffe die in großer Zahl hergestellt wurden
LiegerWachmann auf einem Schiff, wenn keine Mannschaft an Bord ist
Liekverstärkte Kante eines Segels
Likedeeler(Piratenniederdeutsch) Gleichteiler der Ostsee, dann der Nordsee. Der berühmteste war Klaus Störtebeker
LifebeltGurtgeschirr für die Sicherung gegen Überbordfallen
Lifelineauch Sorgleine, ein Tampen, mit dem der Lifebelt mit dem Schiff verbunden werden kann
LimettendampferSpottname für ein englisches Schiff, da dort das Trinken von Zitronensaft zur Skorbutverhütung vorgeschrieben war
Limey(englischer Slang) von lime juice (Zitronensaft), scherzhaft für englische Seeleute
Linie(Slang), seemännischer Ausdruck für den Äquator.
Linienfahrtgleiche, fahrplanähnliche Routen
Linienschiff(englisch Ship of Line) Bezeichnung für ein schweres (Segel-)Schlachtschiff im 18. und 19. Jh. Nicht zu verwechseln mit Liniendienst
LLAbkürzung für Reederei Lübeck Linie, scherzhaft auch Lumpen Lloyd
Lloyd’s MedalLloyd’s Medal for Saving Life at Sea – eine von Lloyd’s in Gold, Silber und Bronze verliehene Medaille am rot-weiß-blauen Band für außergewöhnliche Rettung von Menschenleben auf See
Lloyd’s Record of LossesSchwarzbuch; Lloyd’s Buch der Schiffsverluste
LockerFischmeister bei der Thunfischerei, der die Köderpflege und -verteilung leitet
LockvogelUnterseebootfalle im englischen Q-ship
LogLog, Logge – Geschwindigkeitsmesser
LogbuchSchiffsjournal, Schiffstagebuch
Logbuchstabenenglische Abkürzungen für Einträge im Logbuch: B = gebrochene See, C = Kreuzsee, H = schwere See, R = grobe See, S = glatte See, T = Gezeitenkräuselung, G = Grunddünung
Lögelmetallene Gleitringe, mit denen (Stag-)Segel am Stag befestigt sind, traditionell in Form eines offenen Kreises (bzw. eines sehr bauchigen „U“s) mit nach außen umgeschlagenen Enden („Ohren“); zum Annähen der Lögel wird Hüsing verwendet. Auf modernen Schiffen werden stattdessen moderne Stagreiter benutzt, die ein schnelleres An- und Abschlagen erlauben.
LogisBesatzungsräume, Mannschaftsunterkünfte
Logsschwere Baumstämme die häufig als Decksladung gefahren wurden
Loskiel1. Schutzkiel, eine Planke oder ein Balken unter dem eigentlichen Kiel; 2. achteres Ballastkielholz bei Yachten
loskommeneine Kette oder Trosse langsam kommen lassen, ohne sie loszuwerfen
Löschedas Verbrennungsprodukt von Kohle und auch Schweröl, das sich in der Rauchkammer der Abgasanlage der Schiffsmaschine ansammelt und in regelmäßigen Abständen, in der Regel nach Beendigung eines Arbeitstages, entfernt werden muss
löschenEntladen eines Schiffes
LotDas Lot in der Schifffahrt dient zur Tiefenmessung
Lotsenautischer Beirat, den ein Schiff bei schwierigen Passagen, Einfahrten, Kanälen erhält
LotsenbrüderschaftZusammenschluss und Organisation der für ein Lotsrevier zugelassenen Lotsen
Lotsenkreuzgrundder Teil, in dem ein Lotse zugelassen ist
LotspeiseSie besteht aus Rindertalg, in den sich Bodenpartikel eindrückten und festklebten. Diese Lotspeise befindet sich in einer Aushöhlung am Bodenteil des Lotkörpers
LukeDecksöffnung auf einem Schiff 
Luftblasen-Schiffskörperschmierungbläst bei Eisbrechern auf der Eisdecke die obere Schneeschicht zur Seite
Lümmelbeschlag(auch Lümmellager genannt) verbindet den Ladebaum oder Großsegelbaum beweglich mit dem Mast
Lukendeckeldie Abdeckung des Laderaums

Lukengast / RaumwächterBesatzungsmitglied aus der Decksgang, das während des Betriebs in der Luke, als Wachmann ~ manchmal auch Tallymann ~ tätig ist
LukenplatzAufzeichnung der Stauposition zur übersichtlichen und eindeutigen Beschreibung der Ladungsverteilung im Schiff durch grafische Darstellung der Lage der einzelnen Ladungspartien in einem Stau- oder Ladungsplan unter Verwendung von Symbolen und/oder Abkürzungen
LukenstundenEine Arbeitszeiteinheit, die der Gesamtzahl der beim Laden oder Löschen von Ladung an allen Schiffsluken gearbeiteten Stunden entspricht
Luvdem Wind zugewandte Seite (anluven: nach Luv, in Windrichtung drehen); Lee: dem Wind abgewandte Seite
| Inhaltsverzeichnis A B C D E F G H I J K L M N O P Q R S T U V W X Y Z |

## M

Signalflagge – M

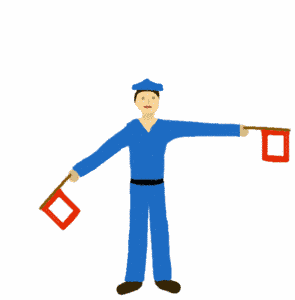
Winkeralphabet – M

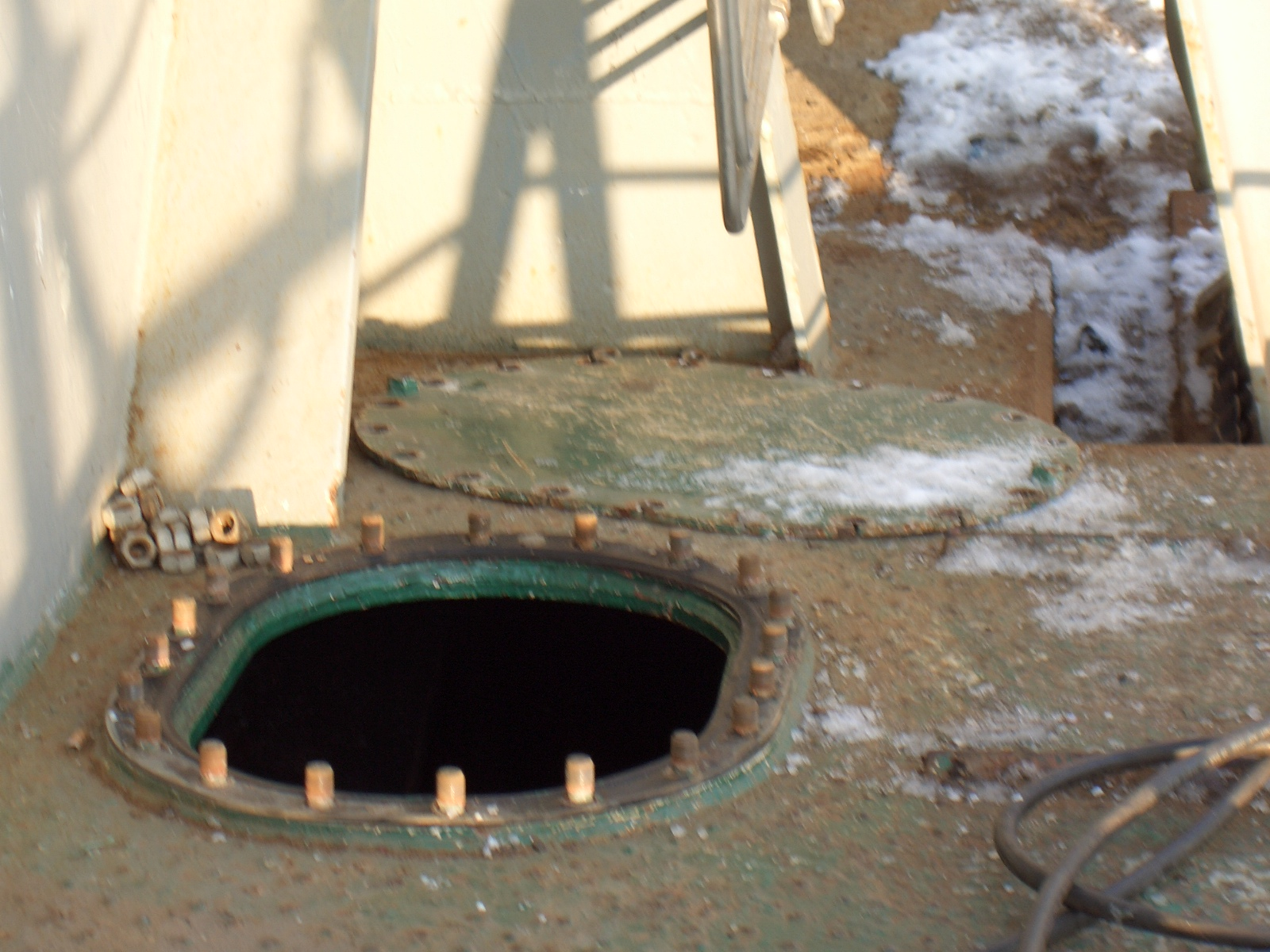
Mannloch

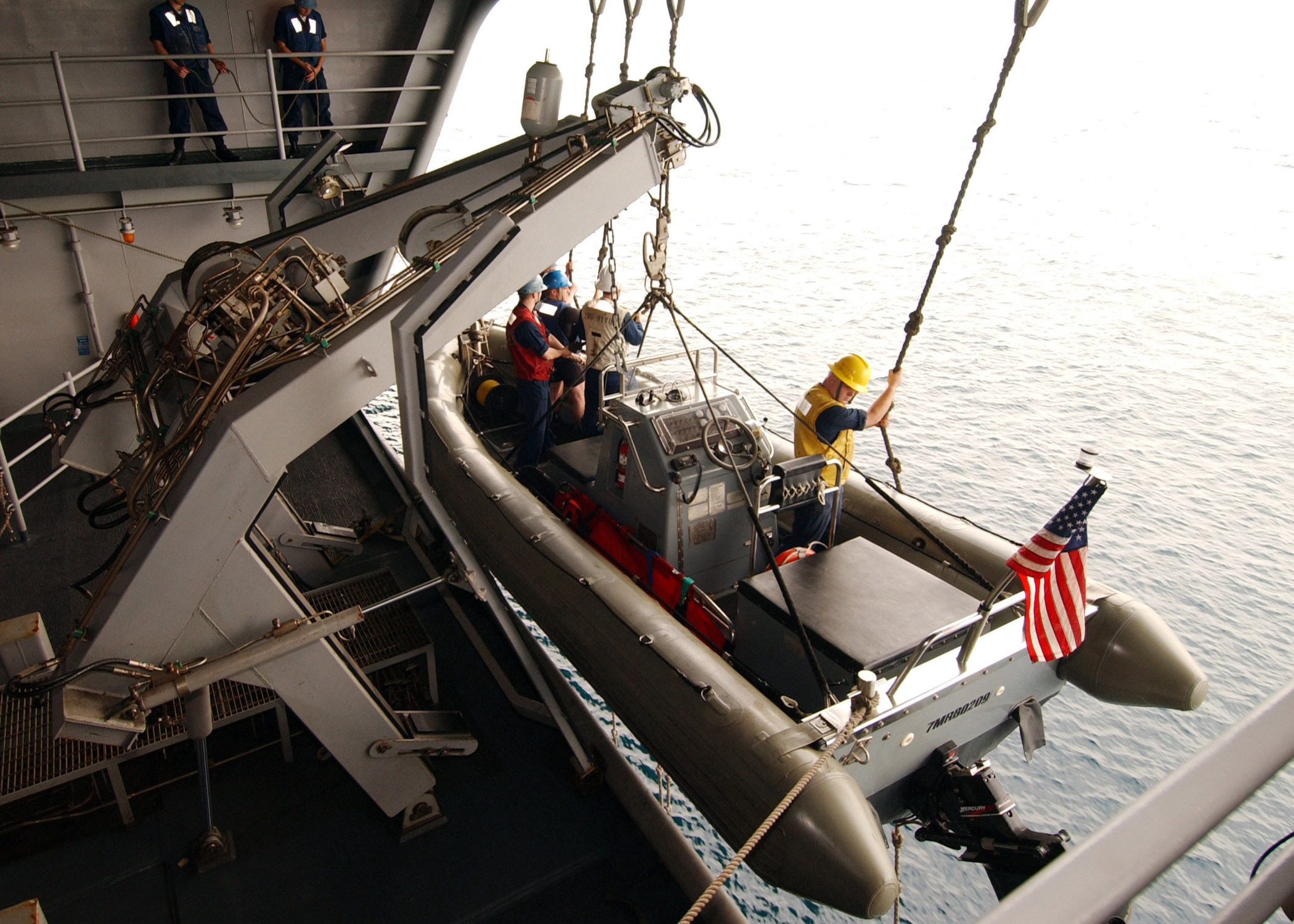
Manntau

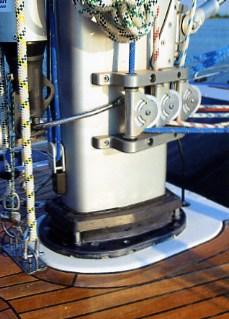
Mastfuß mit dem darauf gelagerten Mast

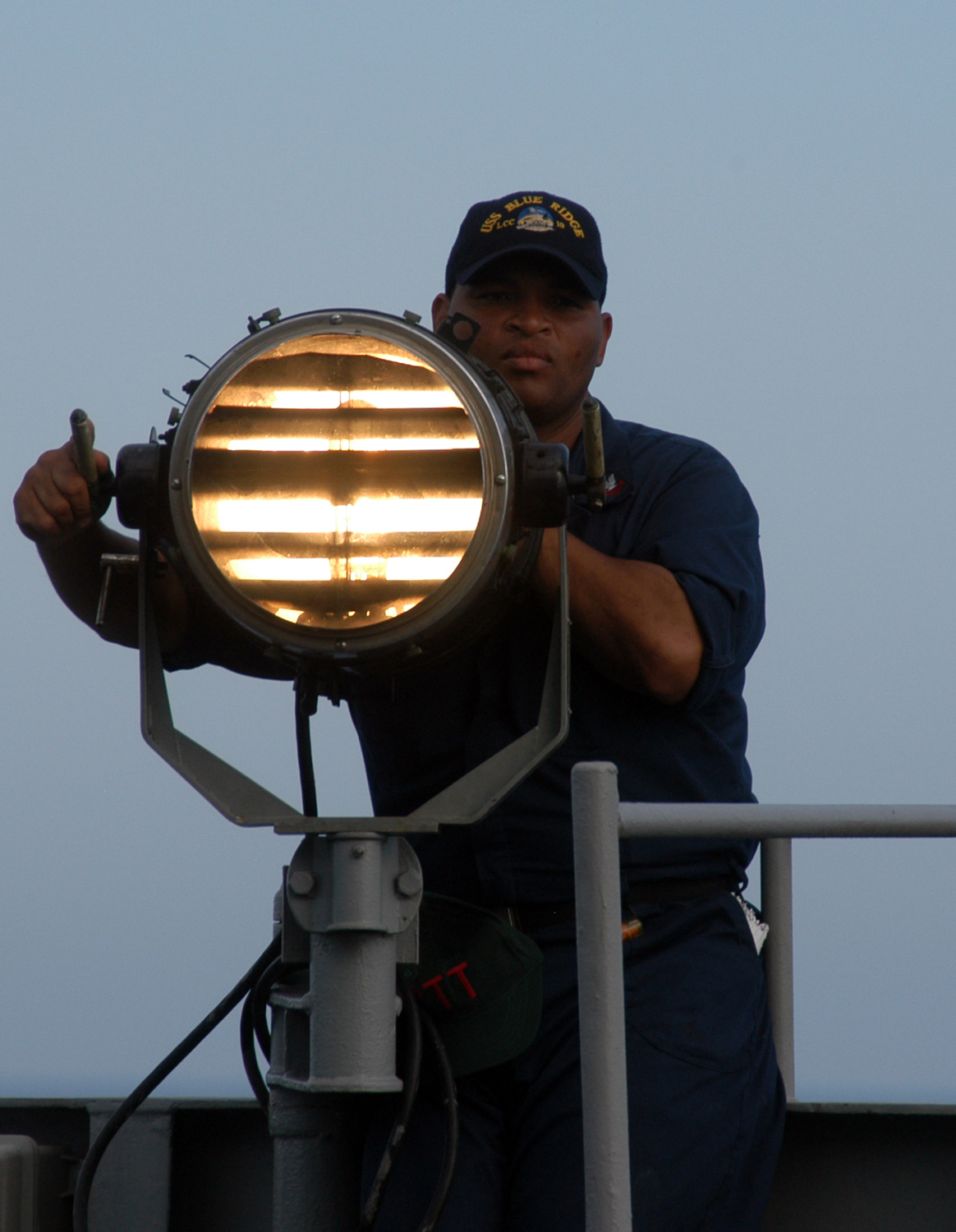
Übermittlung von Morsecode mittels Lichtzeichen in der Seefahrt

Schlüsselwort: Mike [ˈmaɪk]
MaatKollege, Matrose, Seemann, ähnliche Bedeutung wie Janmaat, in der Mehrzahl Maaten auch für Seeleute allgemein
macklichSchiffseigenschaft, gut getrimmt und mit weichen Bewegungen im Seegang
Mae-West-Spinnakerein großer Kugelspinnaker für Raumschotsegeln
MackerKollege, Partner, Kamerad
mallenUmspringen des Windes 1. Der Wind ist mall, wenn er plötzlich aus der ganz anderen Richtung kommt. 2. Der Mensch ist mall, wenn er völlig aus der falschen Ecke kommt
Mallkante1. die Kante eines Winkelprofils, bis zu der ein Maß gemessen wird, nachdem das Winkelprofil an Bord eingebaut wurde; 2. (im Schiffbau) Innenkante der Außenhaut
MalstromMeeresströmung zwischen den norwegischen Inseln Moskenesö und Värö (Lofoten)
Mannlochseewasserfeste Durchsteige
Manntauzwischen einem Davitpaar herabhängende Seile, an denen sich die Insassen von Booten beim Wassern und Bergen festhalten können
Mann über Bord!Warnruf an den Rudergänger und die Besatzung, dass eine Person über Bord gegangen ist
Manövernautisch-technische Maßnahmen, mit denen ein Schiff in eine andere Lage oder geänderte Position gebracht wird (manövrieren)
MarinaYachthafen
mark twain„beachte 2 Faden Tiefe“: Lotsenruf bei Schiffen, die den Mississippi River befuhren; Pseudonym von Samuel Langhorne Clemens, dem Schriftsteller Mark Twain
MarkenfeuerFunkbake an Hafeneinfahrt oder Molenkopf
MarlspiekerWerkzeug zum Öffnen von Taukardeelen
MARPOL 1973/78Internationale Konvention zur Verhütung der Verschmutzung durch Schiffe. Ziel dieser Konvention ist es, die von Schiffen durch Öl, Chemikalien, Fäkalienabwässer und Müll verursachte Meeresverschmutzung weitgehend einzuschränken
Mars (Schifffahrt)Plattform am Mast eines größeren Segelschiffs
Marschfahrtbei der Marine die ökonomische Geschwindigkeit, mit der ein Schiff läuft oder mit der es am weitesten kommt
Marssegeldas an der Marsrah angeschlagene Segel, das zweite Segel von unten
Massengutsackfür Container, in aufgeblasenem Zustand füllt er genau den Container aus. An der Rückseite sind zwei Ärmel (sleeves) angebracht, durch die gefüllt und entleert werden kann
Mastsenkrechter Bestandteil des Riggs
MastbruchBruch des Schiffsmastes. Der Ausdruck „Mast- und Schotbruch“ ist Glück- und Segenswunsch in der Seefahrt
MastfallNeigung des Mastes nach achtern, die vorwiegend durch die Länge des Vorstags bestimmt wird. Gemessen wird sie von einem freihängenden Großfall in Bezug zum Lümmelbeschlag des Großbaums in Grad
Mastfußverstärktes Bauteil, worauf der Mast gelagert ist
MastkokerMasthalterung, die es ermöglicht, einen Mast aus der Senkrechten ins Waagerechte zu kippen.
MastpüschingEinspannhölzer für den Mast im Deck
MasutÖlrückstände
Matroseein Angehöriger der nautischen Schiffsbesatzung
Mayday (Notruf)aus dem französischen m’aidez („Helft mir!“): Anruf, der einen Seenotruf im Sprechfunkverkehr einleitet
MaxBezeichnung für den (oft chinesischen) Wäscher an Bord von Handelsschiffen
MeilenfahrtBei der Meilenfahrt wird eine durch Land- oder Seezeichen festgelegte Strecke (oft genau eine Meile) abgefahren, um die Geschwindigkeit eines Schiffes nachzuweisen
Meleeder nach der Auflösung der Gefechtsordnung einsetzende Kampf Schiff gegen Schiff
MesseSpeiseraum an Bord eines großen Schiffes
MettwurstEnde eines Taues (Umgangssprache)
MeutereiRebellion auf Schiffen gegen die Schiffsleitung
Mikeaufrecht stehende Gabel als Halterung für die scharfen Harpunen im Walfangboot
Milchkuh(Slang) deutscher U-Boot-Tanker im Zweiten Weltkrieg
Minensperredurch enges Auslegen von Minen für die Seefahrt unpassierbar gemachte Gebiete
MischfeuerFeuer mit Scheinen und Einzelblinken
MischgruppenfeuerFeuer mit Scheinen und Gruppenblinken
MissweisungWinkel zwischen der geographischen Nordrichtung (Geographisch-Nord) und der Richtung zum magnetischen Nordpol (Magnetisch-Nord)
Mittelwächterwarme Mahlzeit oder Kaffee und belegte Brötchen um Mitternacht
mittschiffs1. die Region eines Schiffes, die auf der Hälfte der Strecke zwischen Bug und Heck oder auf der Längsachse liegt; 2. die Nullgradstellung des Ruders bzw. der Befehl, das Ruder in diese Stellung zu bringen
Moleeine als Damm in den See oder das Meer ragende Stein- oder Holzkonstruktion
monkeyauch Munki, das unterste von mehreren Feuern eines Schiffskessels
Moonpooleine untere Öffnung im Schiffsrumpf
Mooringauch Muring: eine fest am Grund verankerte Kette, die im Hafen zum Festmachen von Schiffen dient; außerdem eine Winde die konstanten Zug ausübt, also bei ablaufendem Wasser die lose aus der Leine holt und bei auflaufendem Wasser entsprechend Leine nachgibt
Morgenwachedie Wache, die in der Zeit von 4 bis 8 Uhr liegt. Sie wird auch „Diana“ genannt. 
Morsecodeoder Morsekode, ein Verfahren zur Übermittlung von Nachrichten
Mosesjüngstes Bordmitglied, Schiffsjunge; auch: Beiboot einer Yacht
Muddder Schlick und Schlamm, der sich in Häfen, Flussbetten usw. absetzt
MuddpilotSpottname für einen Flusslotsen
Munkejackeder kurze blaue Überzieher des Mariners; früher auch Äffchen genannt
Muringsiehe Mooring
Muringtauschwere Vertäuleine, wird mit einem Boot zur Pier (zur Mole, zum Kai) gebracht
Muschelkurream Boden kratzender Netzsack
Muschkeuleein Holzhammer für Takelarbeiten
MusikdampferSpottname für Passagierschiff
Musterrolleder Anstellungsvertrag der Seeleute, der stets an Bord des Schiffes sein muss
MützenbandBestandteil der Marineuniform mit Schiffsnamen
Mütze voll Windumgangssprachlich für etwas Wind